# Histoire des Juifs en Pologne
 (décembre 2019).
Si vous disposez d'ouvrages ou d'articles de référence ou si vous connaissez des sites web de qualité traitant du thème abordé ici, merci de compléter l'article en donnant les références utiles à sa vérifiabilité et en les liant à la section « Notes et références ».

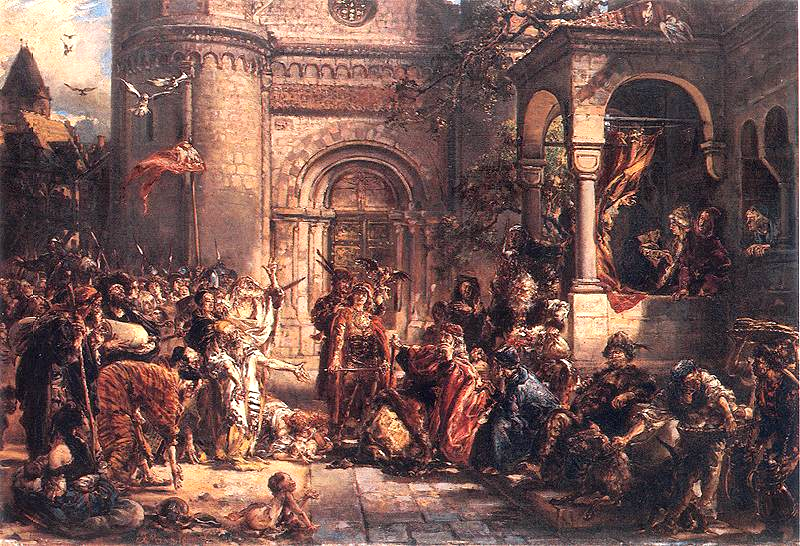
Les Juifs bienvenus en Pologne 1096, par Jan Matejko.

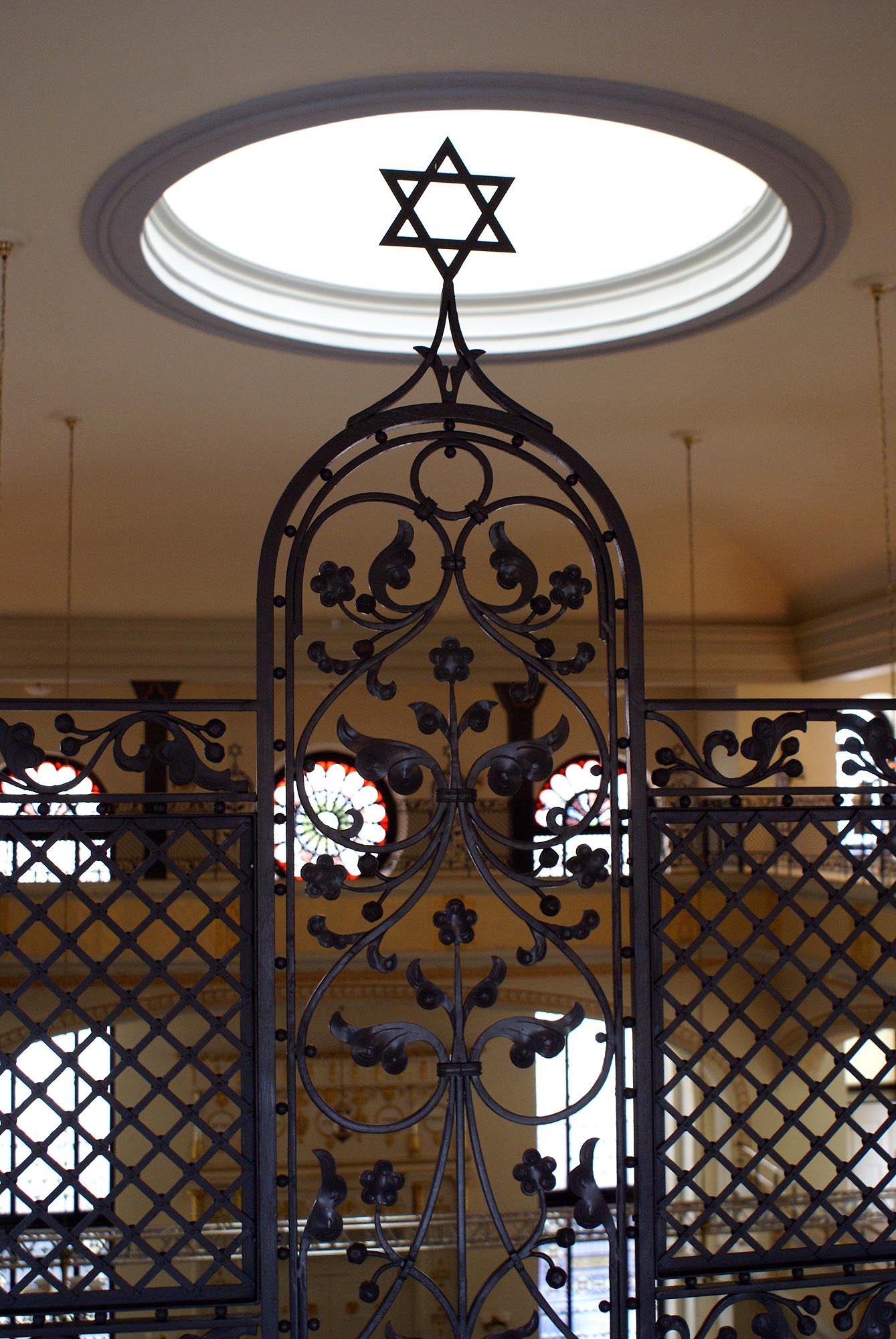
Synagogue de Wrocław

L’histoire des Juifs en Pologne a commencé il y a plus de mille ans. Elle comprend une longue période de tolérance religieuse et de prospérité de la communauté juive polonaise. À partir du XVIIe siècle, les Juifs sont victimes des nombreux conflits dus à l'absence d'un pouvoir fort en Pologne. Durant l'entre-deux-guerres, l'antisémitisme redouble. La communauté juive est presque entièrement décimée par les Allemands durant l’occupation allemande de la Pologne (1939-1945), lors de la Shoah.
Depuis la fondation du royaume de Pologne au Xe siècle, puis dans la république des Deux Nations (l’union du royaume de Pologne et du grand-duché de Lituanie, en 1569), la Pologne est l'un des pays les plus tolérants en Europe à l'égard des Juifs, ce qui favorise l’afflux des Juifs chassés ou persécutés dans l’Europe occidentale. La communauté juive en Pologne est en effet une des plus grandes et des plus actives au monde. Au XVIIe siècle, cette tolérance commence à faiblir, tout comme la force de la république des Deux Nations, assiégée par des voisins expansionnistes et exposée au chaos politique et aux idées de la Contre-Réforme.
En 1795, la Pologne est annexée par ses voisins et elle disparaît de la carte de l’Europe. Les Juifs polonais deviennent les sujets des puissances qui dominent alors la zone, surtout de la Russie de plus en plus antisémite, mais aussi de la Prusse et de l’Autriche-Hongrie. À la fin du XVIIIe siècle, la situation des Juifs dans les anciens territoires polonais commence à ressembler à celle d’autres régions d’Europe.
Quand la Pologne redevient indépendante en 1918, elle compte parmi ses citoyens environ 3 500 000 Juifs, soit 10 % de sa population dans ses frontières de 1921. Le nouveau gouvernement reconnaît les Juifs polonais comme une « minorité nationale », avec des droits et des obligations vis-à-vis du nouveau régime. Néanmoins, l'antisémitisme est l'un des problèmes politiques du pays en construction.
Environ 90 % de cette communauté périssent sous l'occupation allemande pendant la Seconde Guerre mondiale, dans les massacres et les centres d'extermination nazis. La plupart des 240 000 citoyens Juifs polonais qui ont survécu à la Shoah ont quitté la république populaire de Pologne en raison des pogroms de l'après-guerre et de la campagne antisémite du Parti ouvrier unifié polonais, soutenue par l'État à partir de 1968, dont beaucoup dans l'État d'Israël nouvellement créé.
Selon certaines sources, la communauté juive en Pologne ne compterait plus au XXIe siècle que 4 500 à 13 000 membres, selon d'autres entre 20 000 et 25 000. Ces estimations sont peu fiables.

## Des origines à l’Âge d’Or (966-1572)

### Sous les Piasts

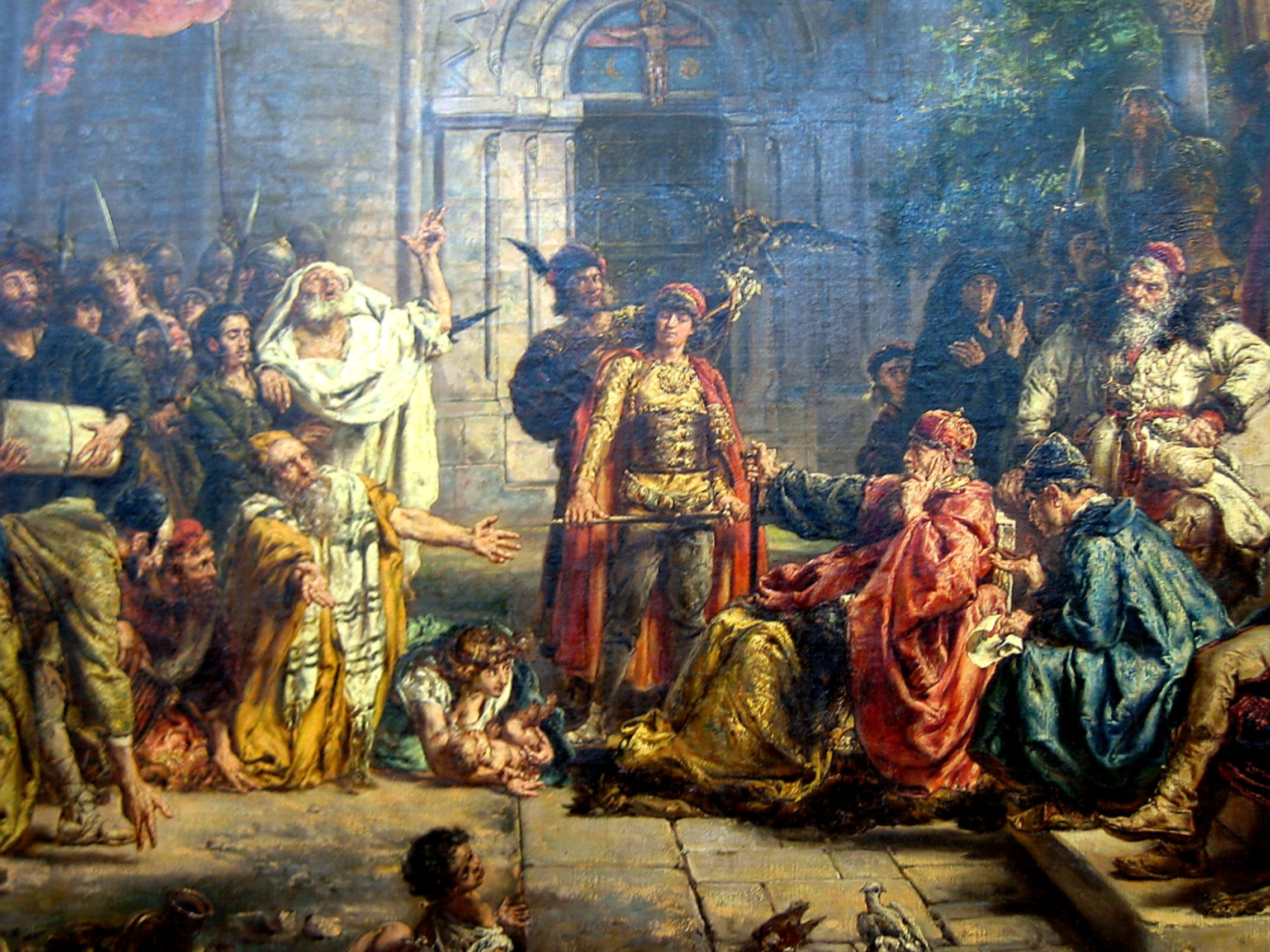
Accueil des Juifs en Pologne 1096, J. Matejko, 1889

Les premiers Juifs arrivent sur les territoires polonais au cours du Xe siècle. En suivant les routes commerciales vers Kiev et Boukhara, ils passent par la Silésie. L’un d’entre eux, diplomate et marchand de Tortosa en Catalogne, connu sous son nom arabe Ibrahim ibn Jakub, est le premier chroniqueur à mentionner l’État polonais et le prince Mieszko I. La première mention de Juifs dans les documents polonais apparaît au XIe siècle et concerne leur présence à Gniezno, la première capitale de Pologne (966-1385), fondée par les Piast. La première communauté juive établie sur le territoire est citée en 1085 par un savant juif Jehuda ha-Kohen dans la ville de Przemyśl.

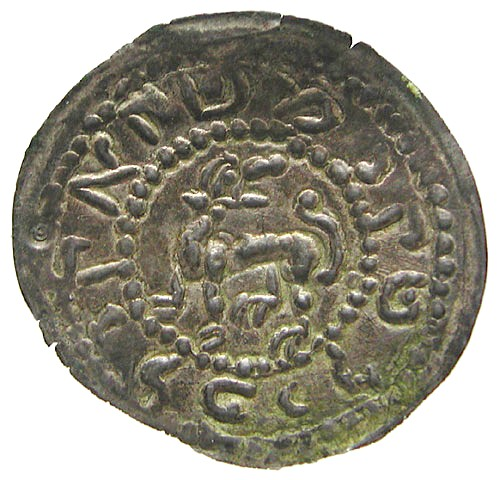
Pièce (bractéate) frappée sous Mieszko III l'Ancien, aux inscriptions knaaniques (langue judéo-slave médiévale), où l'on peut lire : « משקא קרל » (roi Mieszko), 1181

La première vague d’émigration juive d'Europe occidentale vers la Pologne date de la première croisade : en 1098, fuyant les exactions des Croisés en route vers la Terre sainte, les Juifs trouvent dans le royaume de Pologne de Boleslas III Bouche-Torse (1102–1139), un accueil favorable et s’installent sur tout son territoire. Boleslas III reconnaît l’utilité de cette immigration, en particulier pour le développement du commerce. Les Juifs connaissent la tranquillité dans un royaume morcelé en plusieurs duchés après la mort de Boleslas et de plus en plus marqué par le système féodal : ils forment une sorte de classe moyenne entre la petite noblesse terrienne (szlachta) et les paysans.
Cette tolérance est parfois contestée par la hiérarchie de l’Église catholique romaine, mais, dans les duchés, ils trouvent toujours des protecteurs. Ainsi, un des grands protecteurs des Juifs est Boleslas le Pieux, duc de Grande-Pologne, qui promulgue avec l’accord des notables de son duché, en 1264, la Charte de Kalisz donnant aux Juifs la liberté de travailler, de se déplacer et de faire du commerce, les distinguant ainsi nettement des paysans qui ne disposent pas de ces libertés. Durant les cent ans qui suivent, les gouvernants de la Pologne protègent les Juifs, y compris de l’hostilité de l’Église catholique.
En 1334, Casimir III le Grand (1303–1370) étend les privilèges des Juifs en promulguant le statut de Wiślica. Cette période est considérée comme l’une des plus fastes pour les Juifs de Pologne. Le statut leur attribue des terres faiblement peuplées dans les provinces orientales et leur garantit le droit de libre circulation dans tout le royaume. Ils viennent nombreux s’établir en Pologne, notamment à la périphérie des villes. Vers la fin du règne de Casimir III, des massacres de Juifs ont lieu à la suite d'accusations portées contre eux à cause de l’épidémie de peste noire.
Cependant, au regard des persécutions subies par les Juifs en Europe occidentale, la Pologne reste un havre de paix pour cette communauté. Les vagues de migrations au fur et à mesure des persécutions et expulsions des autres pays d'Occident en témoignent : en 1190 et 1290 en provenance d’Angleterre, en 1306 de France, en 1391 et en 1492 d’Espagne, dans les années 1380, 1410, 1420, 1430 et 1450 d’Allemagne, puis encore en 1453, 1499, 1519 et 1555 également venus des États allemands. Les nouveaux venus apportent aussi des idées et des innovations technologiques, participant à la formation du système économique de la Pologne : par exemple, sur les monnaies polonaises de l’époque, on trouve des inscriptions en hébreu.

### Sous les Jagellons

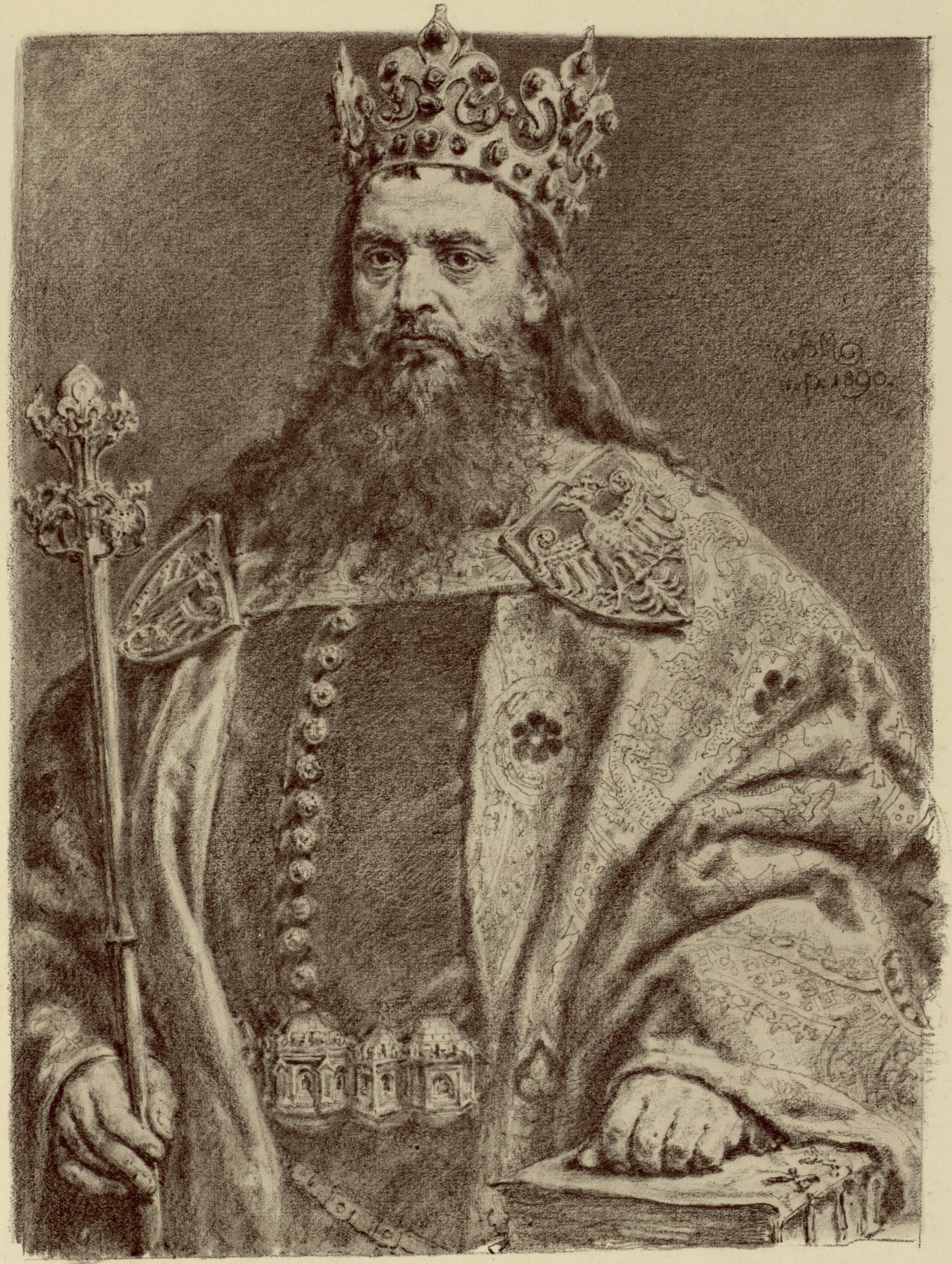
Casimir III le Grand accorde des droits aux Juifs dans la première moitié du XIVe siècle.

Le résultat du mariage de Władysław II Jagellon, grand-duc de Lituanie, avec Jadwiga, fille de Louis Ier de Hongrie, souveraine de Pologne, est l'union du Grand-duché de Lituanie et du Royaume de Pologne. Bien qu’en 1388 les droits soient également étendus aux Juifs lituaniens, c’est sous le règne de Władysław II Jagellon et de ses successeurs que les premières persécutions à grande échelle des Juifs de Pologne commencent, et le roi n’agit pas pour les faire cesser. Les Juifs sont accusés de sacrifices humains et de persécutions, alors que les persécutions officielles augmentent graduellement, particulièrement depuis que le clergé pousse à moins de tolérance. Vers la fin du Moyen Âge, il y avait environ 18 000 Juifs en Pologne et 6 000 en Lituanie, soit 0,6 % de la population totale.
Kazimierz IV (1447–1492) accorde à la noblesse le statut de Nieszawa (en) (1454), qui abolit certains privilèges des Juifs reconnus comme « contraires au droit divin et à la loi du pays. » À la fin du XVe siècle, il y aurait eu moins de 30 000 Juifs dans le royaume de Pologne et le grand-duché de Lituanie.

### Centre du monde juif (1505-1572)
Après avoir été successivement chassés de France (1182), d’Angleterre (1290), les Juifs subissent une vague d'expulsions au XVe siècle, surtout à la fin : d’Autriche (1421), d'Espagne (Castille et Aragon)(1492), de Sicile (1492), de Lituanie (1495), du Portugal (1497), de Navarre (1498). Certains Juifs trouvent un refuge en Pologne, qui abrite alors une grande communauté juive : vers 1550, 80 % des Juifs d'Europe se trouvent en Pologne, qui devient alors le centre culturel et spirituel du judaïsme est-européen.
La période la plus prospère pour les Juifs de Pologne suit ce nouvel afflux de Juifs, particulièrement sous le règne bienveillant de Sigismond Ier (1506–1548). En 1532, les Juifs reçoivent le droit de commercer dans tout le royaume ; en 1534 le roi annule l'obligation de porter des signes distinctifs. Cette même année est fondée la première imprimerie juive à Cracovie, qui publie des livres en hébreu et en yiddish.
Son fils, Sigismond II Auguste (1548–1572), suit dans les grandes lignes la politique tolérante de son père, accorde l'autonomie aux Juifs en matière d'administration communautaire et jette les bases du pouvoir du Kahal (communauté autonome juive).
Cette période est à l'origine de l'expression « la Pologne est un paradis pour les Juifs ». Au milieu du XVIe siècle, il y a 150 000 Juifs dans le royaume (2 % de la population totale); un siècle plus tard, ils sont 300 000 (3 % de la population totale).

## République des Deux Nations (1572-1795)

### Confédération de Varsovie (1573)
Après la mort sans descendance de Zygmunt II August, le dernier roi de la dynastie Jagellon, la noblesse polonaise et lituanienne se rassemble à Varsovie en 1573 et signe la confédération de Varsovie, un acte législatif fixant les conditions d'élection du roi de Pologne et garantissant la liberté de religion.
En ce temps, au sein de la république Des Deux Nations vivent, aux côtés des catholiques, d’importantes minorités religieuses : orthodoxe, protestante, juive et musulmane.
La république des Deux Nations est le seul endroit en Europe où les communautés des différentes religions, qui se déchirent partout ailleurs en Europe et autour du bassin méditerranéen, vivent en paix.

### Privilèges accordés aux juifs
Au moment de son investiture, le roi de Pologne devait signer un contrat, les fameux Articles du roi Henri (Artykuły henrykowskie) – connus sous ce nom pour avoir été signés la première fois par Henri de Valois, futur Henri III de France. Ce contrat se composait de 21 articles, dont le dernier indiquait clairement : « Si Nous faisions quoi que ce soit (que Dieu l’empêche) contre les lois, libertés, privilèges et coutumes, Nous déclarons que tous les citoyens des deux nations sont libérés de leur obligation d’obéissance et de leur foi envers Nous. » Ainsi, le monarque reconnaissait, plus de deux siècles avant les Pères fondateurs américains, le droit à la désobéissance et même à la rébellion (rokosz) s’il ne respectait pas ses obligations et les termes de son contrat.
Après Henri III de Valois qui s'enfuit de Pologne pour récupérer le trône de France, c'est le tour de Stefan Bathory (1576-1586) d'être élu roi de Pologne. Il se montre tolérant et ami des Juifs. Après 1569, l’aristocratie polonaise fait de plus en plus appel aux Juifs pour gérer et administrer ses grandes propriétés foncières appelées latifundia. Les Juifs obtiennent aussi le droit exclusif de collecter les taxes, les péages, et autres impôts de la paysannerie, ce qui leur vaut peu de sympathie de la part de cette dernière. Ils ont aussi le privilège exclusif de la distillation et de la vente d’alcool, commerce qui s’intègre naturellement avec l’activité d’aubergiste et de prêt avec intérêt.
Les Juifs résident dans les grands centres urbains, mais se mêlent peu d’administration municipale, leurs besoins et litiges étant réglés par les rabbins, les anciens et les dayanim (juges religieux).
En 1581, est constituée à Lublin le Conseil des Quatre Pays (Sejm Czterech Ziem, ou en hébreu Vaad arba aratsot), désormais convoquée chaque année pour statuer et régir la communauté juive de Pologne et de Lituanie, et ce jusqu’en 1764. Le Sejm ou Vaad se charge de collecter l’impôt, mais aussi de protéger la communauté. C’est le Vaad qui prend la décision de construire les synagogues fortifiées de Brody, Buczacz, Lesko, Lublin, Schargorod, Stryj, Szczebrzeszyn, Zamość, Żółkiew, et d’autres encore. En 1646, on estime la population juive à 500 000 habitants, soit déjà 5 % de la population totale.

### Soulèvement de Bogdan Khmelnitski (1648) et massacres

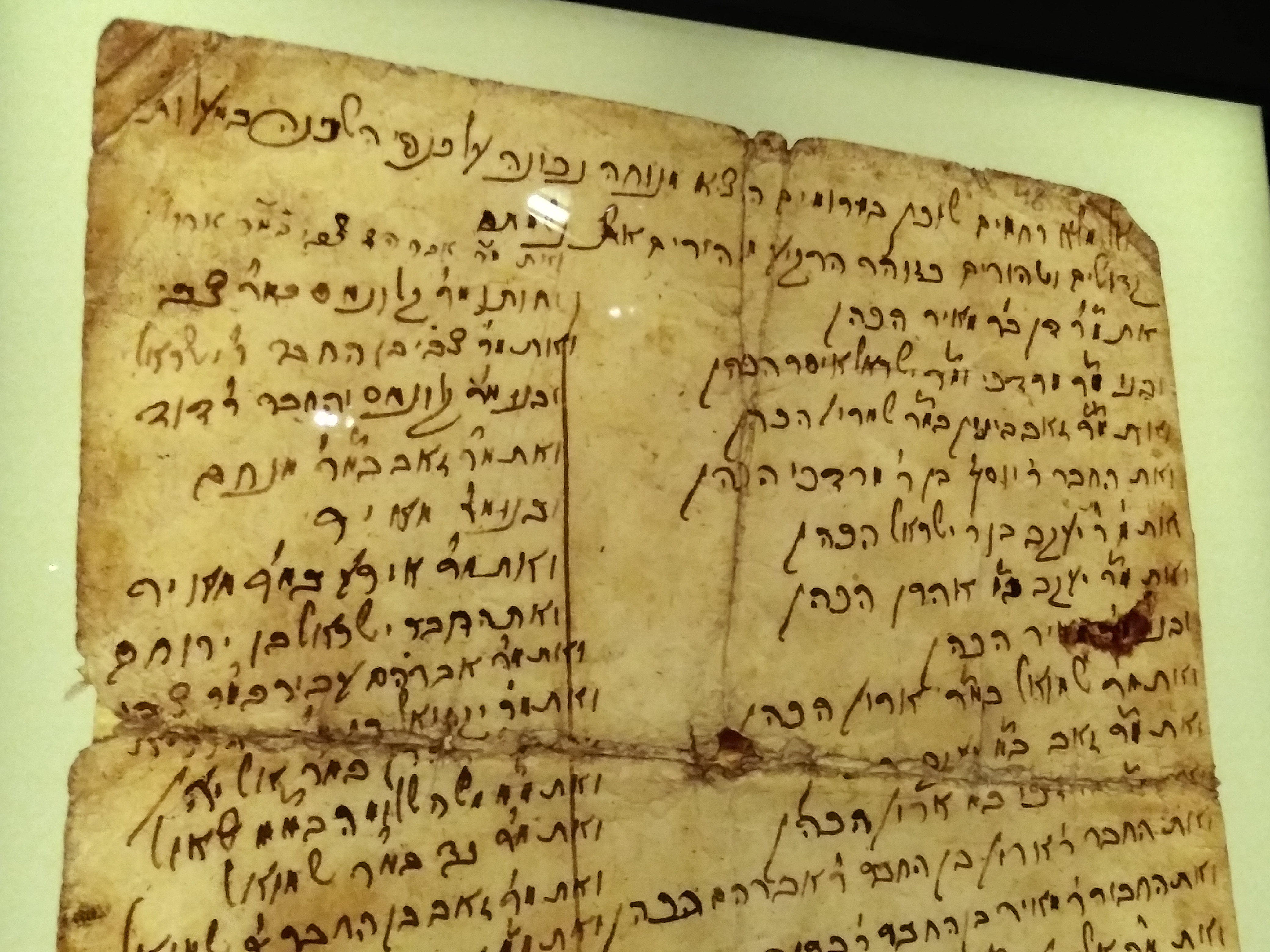
Liste en hébreu des juifs tués par les cosaques à Narol en 1648

En 1648, la République polono-lituanienne est dévastée par plusieurs conflits dans lesquels elle perd un tiers de sa population (environ trois millions de personnes dont plusieurs centaines de milliers de Juifs). Le soulèvement des Cosaques conduit par Bogdan Khmelnitski contre les Polonais dans l’Est de la République (actuelle Ukraine) coûte la vie à des dizaines de milliers de juifs et de chrétiens. Bogdan Khmelnitsky accusa les Polonais d’avoir vendu les Ukrainiens aux Juifs.
Le nombre de Juifs tués durant cette période varie selon les sources : de 50 000 à 60 000 selon l'historien Henri Minczeles, de 80 à 100 000, selon l'historien Ilia Tcherikover. Pour la période qui va de 1648 à 1658, selon François de Fontette, « on estime à bien plus de 100 000 le nombre de victimes juives pendant ces dix années de terreur ». Dans la seule ville de Nemirov (alors dans le sud-est Pologne) et dans la seule journée du 10 juin 1648, 6 000 Juifs sont massacrés avec l’accord des défenseurs polonais de la ville.La cruauté inouïe de ces massacres a laissé des traces chez de nombreux auteurs,,.
La population juive a diminué durant cette période d’environ 100 000 à 200 000 – ce chiffre inclut les migrations et les envois en jasyr (la captivité, l'esclavage dans l’Empire ottoman).

### «Déluge suédois»
Par la suite, les politiques successives mises en place par les rois élus de la dynastie suédoise de Vasa amènent peu à peu le pays à la ruine, jusqu’à son invasion par la Suède nommée en Pologne « le déluge ».
La Pologne, qui a su jusque-là résister au soulèvement des cosaques de Bogdan Khmelnitski ou aux invasions répétées des Russes ou de l’Empire ottoman, plonge dans une période de chaos (1655-1658). Charles X de Suède, à la tête de ses armées victorieuses, occupe bientôt toute la Pologne, y compris les villes de Cracovie et Varsovie. Les horreurs de cette guerre sont aggravées par des épidémies, et les habitants des régions de Kalisz, Cracovie, Poznań, Piotrków, et Lublin périssent en masse. L’ensemble du pays perd près du tiers de sa population, soit approximativement trois millions de personnes.
La guerre avait débridé les tendances à l'antijudaïsme. En 1656, le roi doit interdire aux soldats polonais de maltraiter les Juifs. Les fausses accusations et les persécutions se succèdent : des tumultes organisés par les étudiants ont lieu à Cracovie en 1656, et pour calmer les esprits le roi accepte, en mars 1667, d'amnistier les Juifs accusés de collaboration avec l'ennemi, moyennant 100 000 zlotys ; les Arianistes demandent à partir de 1658 « l'expulsion des Juifs et celle des autres païens qui encombrent notre patrie et empêchent la paix de régner » ; en 1661, le jésuite et prédicateur du roi, Seweryn Karwat, insiste sur la notion de peuple déicide ; en 1658, le chanoine Gogolewski avait accusé les Juifs de trahison devant le Tribunal royal de Lublin ; en 1662, il obtient leur condamnation à cent ans d'indemnités ; en 1663, une grave affaire éclate à Cracovie où un prêtre dominicain accuse le pharmacien juif italien Matatiah Kalahora d'avoir écrit un pamphlet hébraïque contre la Vierge Marie. Ce dernier est condamné au bûcher précédé de tortures ; pour maintenir l'ordre, le roi interdit « aux Juifs, propagateurs de la peste, de pénétrer dans Cracovie pendant les diètes ».
À peine cette période de grand trouble terminée, les Juifs se réinstallent et entament la reconstruction de leurs habitations. Bien que la population juive de Pologne ait diminué et se soit appauvrie, elle reste la plus importante d’Europe et la Pologne demeure le centre spirituel du judaïsme. Jusqu’en 1698, les rois successifs de Pologne resteront bienveillants envers la communauté.

### Déclin duXVIIIesiècle

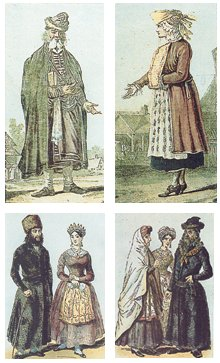
Costumes juifs en Pologne aux XVIIe siècle et XVIIIe siècle s.

Avec l’accession au trône de la dynastie des électeurs de Saxe, les Juifs perdent le soutien des rois. Le désordre règne en Pologne en proie aux ingérences militaires et politiques des puissances voisines, et l’avènement de son dernier roi Stanislas Poniatowski (1764–1795) qui tente de réformer le pays n'empêche pas le royaume de se désintégrer.
En octobre 1766, Poniatowski tente de soutenir une réforme radicale, restreignant la politique désastreuse du Liberum veto. Les nobles conservateurs tels que Michał Wielhorski, soutenus par les ambassadeurs de Prusse et de Russie, s'y opposent fermement. Les dissidents, appuyés par les Russes, forment la confédération de Radom. Les réformes de Poniatowski échouent lors de la diète de Repnine, ainsi nommée d'après le nom de l'ambassadeur russe Nicolas Repnine, qui promet de garantir la Liberté dorée de la noblesse polonaise avec toute la puissance de l'Empire russe.
En 1772, a lieu le premier partage de la Pologne : des territoires de la république des Deux Nations sont annexés par la Russie, l’Autriche et la Prusse. Les Juifs sont particulièrement nombreux dans les territoires annexés par les Russes et les Autrichiens. En 1790, leur nombre atteint 900.000, soit 10 % de la population.

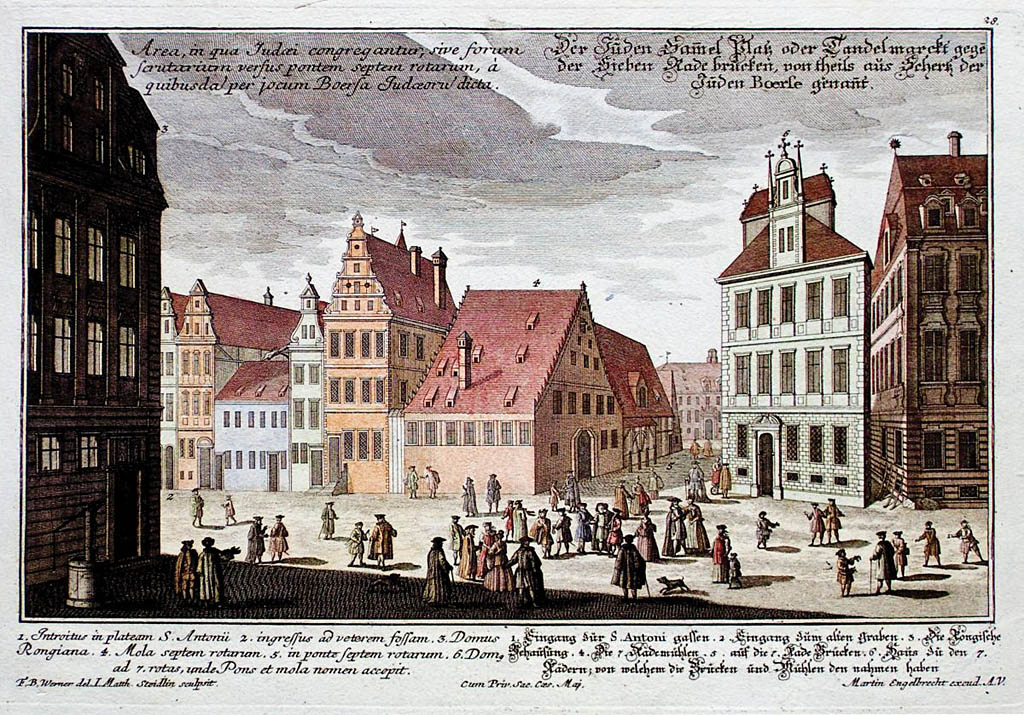
Place de la Bourse juive à Wrocław, avec au centre le moulin aux sept roues, v. 1730

Dans le même temps, plusieurs autres réformes sont adoptées. Les lois cardinales sont confirmées et garanties par le partage du pouvoir. Le roi perd le droit de donner des titres, de nommer les officiers militaires, les ministres et les sénateurs. Les terres de la Couronne sont attribuées par le biais d'une vente aux enchères. Dans le but de permettre au gouvernement de contrôler plus facilement  la diète indisciplinée, celle-ci est amenée à créer deux institutions notables : le Conseil permanent, la plus haute autorité administrative de la république des Deux Nations, et la Commission de l'éducation nationale. Si le but des occupants est bien celui de garder le pays sous influence russe, il n'en demeure pas moins qu'il s'agit là d'une amélioration significative de la gouvernance.
La Commission de l'éducation nationale (Komisja Edukacji Narodowej) - premier ministère de l’Éducation au monde - est créée en 1773 et construit de nouvelles écoles tout en rénovant les anciennes. Certains nobles et intellectuels proposent un système de gouvernement garantissant l’égalité civique et politique pour tous, y compris pour les Juifs. C’est le seul exemple d’une telle tolérance et d’une telle ouverture d’esprit sur la « question juive » en Europe jusqu’à la Révolution française.
Un deuxième partage de la Pologne a lieu en 1793, après la guerre russo-polonaise de 1792. Les patriotes polonais réagissent en se soulevant en 1794 dans l'insurrection de Kościuszko. Un régiment juif, emmené par Berek Joselewicz, participe à cette insurrection. Les traditions religieuses juives y sont respectées, y compris celles qui concernent la nourriture cachère, la célébration du Shabbat lorsque cela est possible, et le port de la barbe. Le détachement de Joselewicz, surnommé le régiment des barbus, participe à la défense de Varsovie.

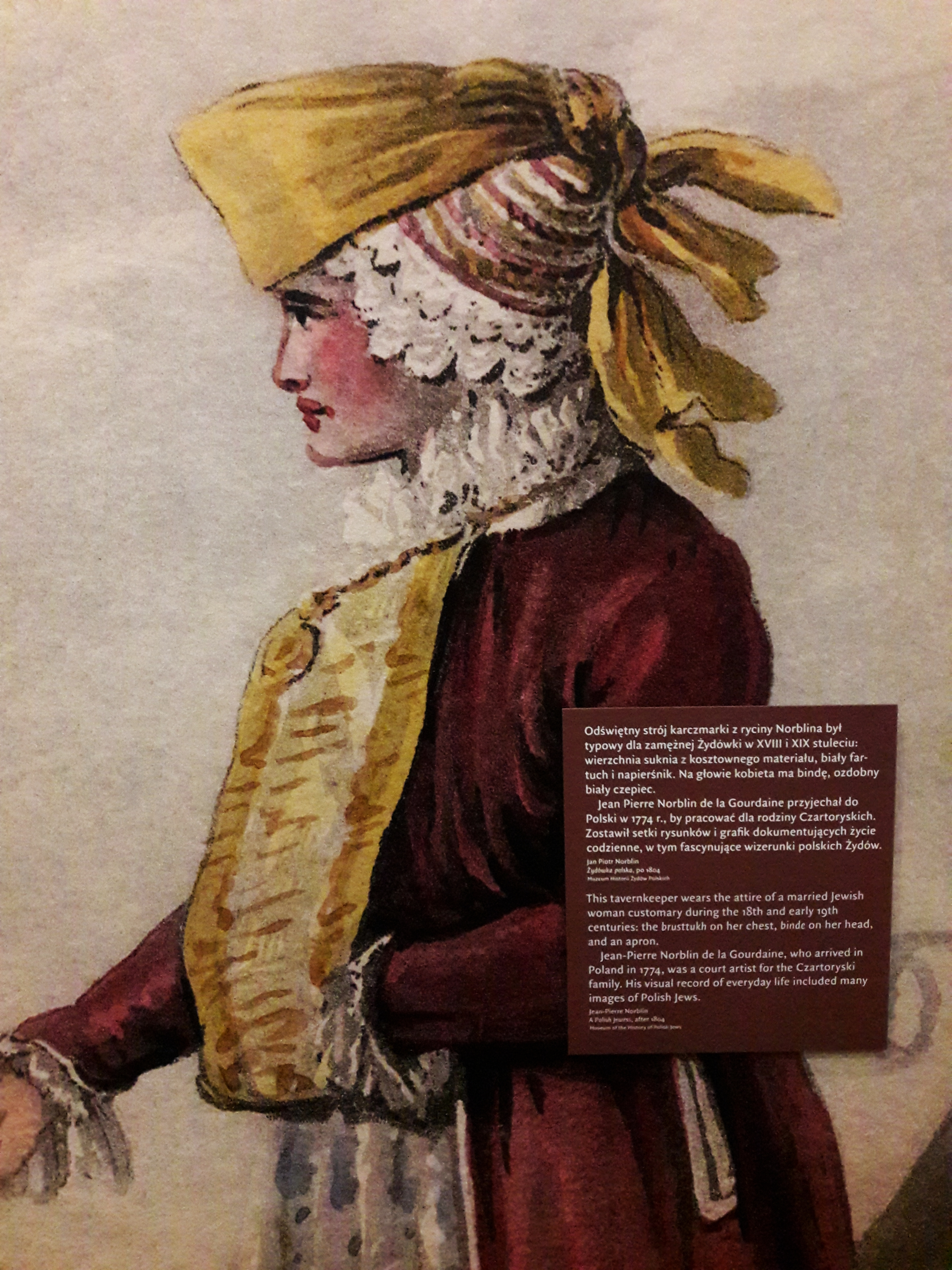
Tavernière portant la tenue d'une femme juive mariée d'usage au XVIIIe et au début du XIXe siècle : le brusttukh (plastron) sur sa poitrine, le bandeau sur sa tête et un tablier. Aquatinte de J.-P. Norblin de la Gourdaine, Musée national de Varsovie (1818)

L'insurrection, vaincue en novembre 1794, est suivie par le troisième et dernier partage de la Pologne en 1795, qui met fin à l'existence de la république des Deux Nations.
- Représentation de juifs polonais par (en)Johann Ch. Brotze, XVIIIe

Représentation de juifs polonais par Johann Ch. Brotze,
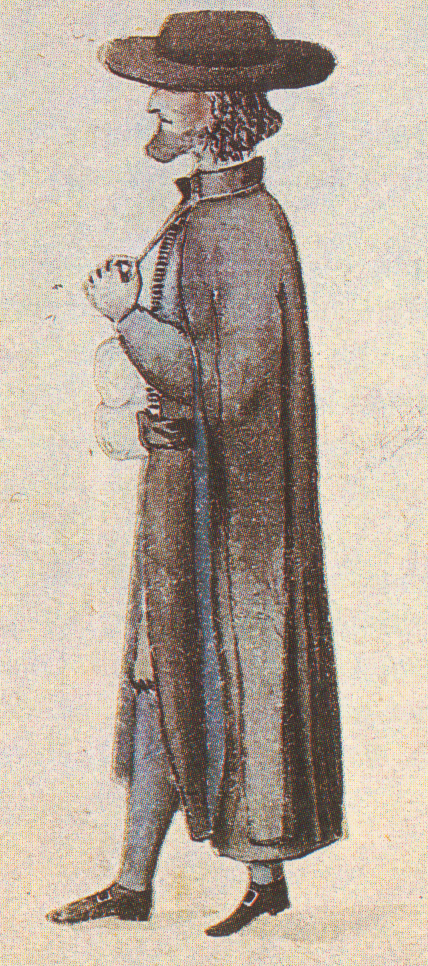
Marchand
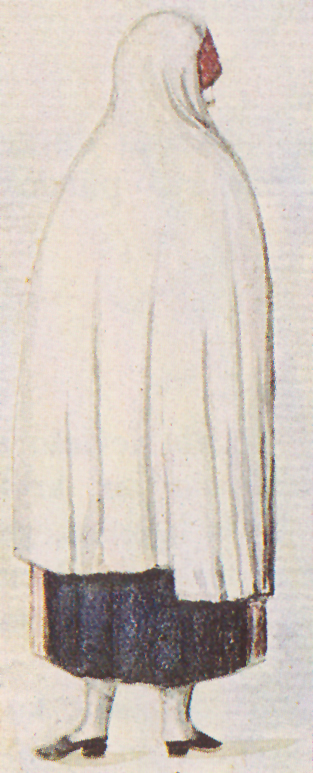
Femme
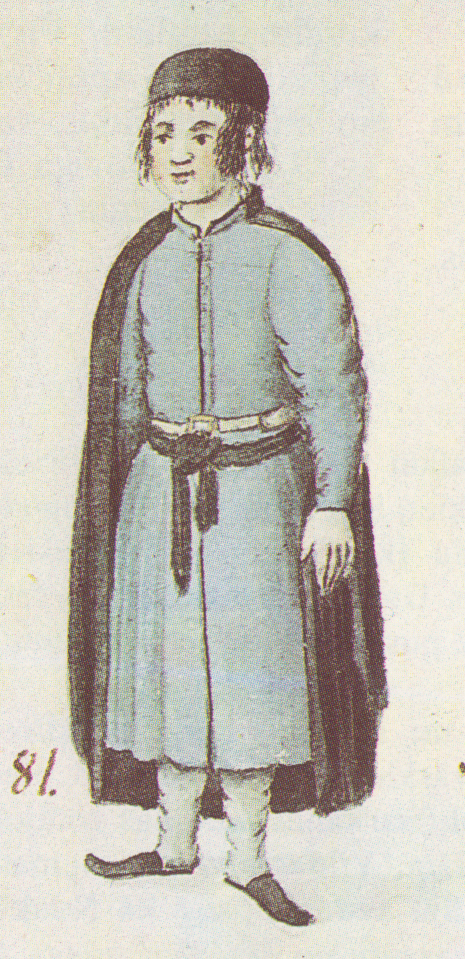
Enfant

## Culture juive dans la république des Deux Nations
La production culturelle et intellectuelle de la communauté juive de Pologne a un impact profond sur l’ensemble du monde juif. Certains historiens juifs relatent que le mot « Pologne » se dit Polania ou Polin en hébreu, ce qui peut si on applique une translittération se traduire par « bons présages » car Polonia peut être fragmenté en po (ici), lan (résidence), ya (Dieu en hébreu) ; s’agissant de Polin en : po (ici) et lin ([tu devrais] résider). Le mot « Pologne » pouvait donc être interprété comme signifiant lieu d’élection pour les Juifs. Et de fait, de la promulgation des lois de Sigismond III Vasa à l’arrivée des nazis en 1939, la Pologne fut au centre de la vie religieuse de la communauté juive.

### Système d'instruction

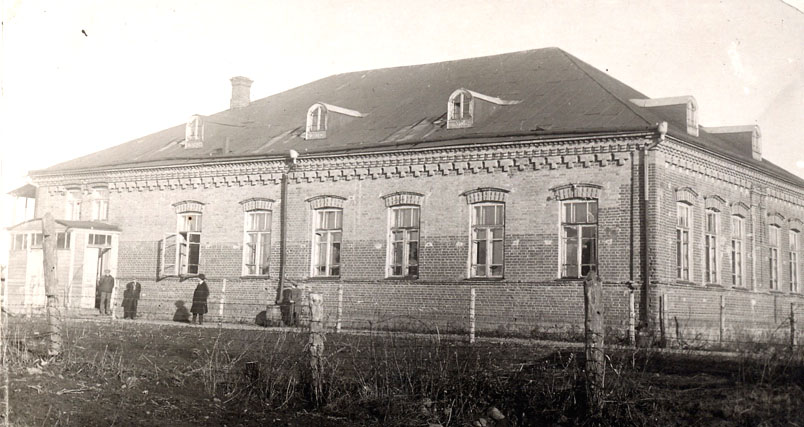
Yechiva de Mir (1931-32)

Dans les plus importantes communautés existaient des Yeshivot (centres d’étude de la Torah), dirigés par des rabbins. Ces établissements étaient officiellement nommés gymnasiums et leurs rabbins "recteurs". Des Yeshivot de grande taille étaient implantés à Cracovie, Poznań et dans d’autres villes d’importance.
Les premières imprimeries juives firent leur apparition dans le premier quart du XVIe siècle. En 1530 une Torah en hébreu était imprimée à Cracovie et à la fin du siècle. les imprimeries juives de Lublin éditaient de nombreux livres, en majorité religieux. Le développement du Talmud en Pologne a coïncidé avec la prospérité des Juifs et leur système d’éducation étant autonome, celle-ci se faisait selon les lignes directrices du Talmud. Il y eut cependant quelques exceptions où les jeunes juifs recevaient une éducation séculaire dans les universités européennes. 
Les rabbins lettrés ne s’occupaient pas que de diffusion du message sacré, mais exerçaient aussi les rôles de directeurs de conscience, professeurs, juges ou encore législateurs. Leur autorité a poussé les dirigeants des communautés à se familiariser avec les questions parfois absconses du droit rabbinique (Halakha). La communauté juive polonaise fonda sa vision de société sur le Talmud et la littérature rabbinique, qui avaient leurs influences sur la vie privée, l’éducation et bien sûr la religion.

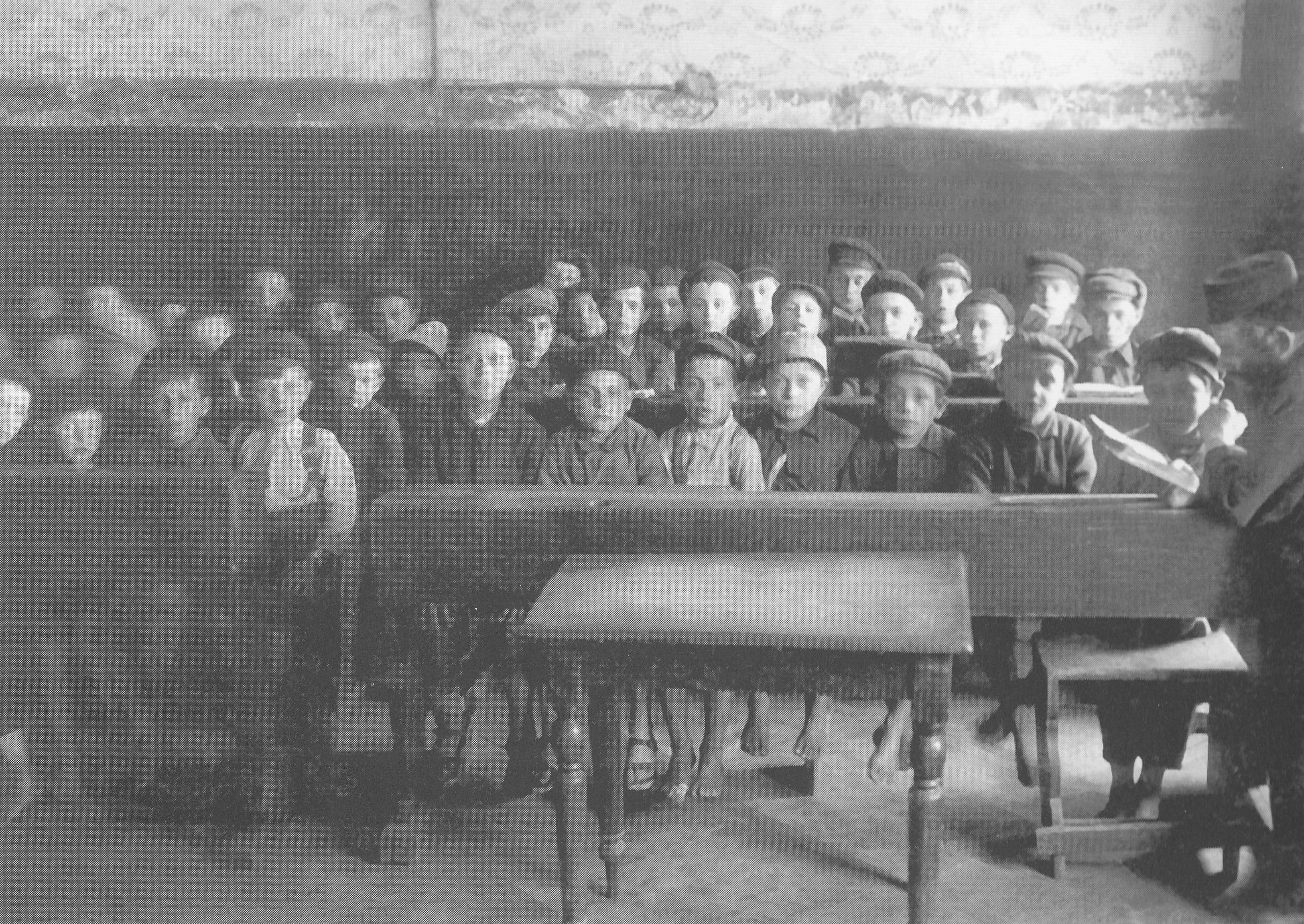
Heder en Pologne (1917)

Dans la première moitié du XVIe siècle, les graines du talmudisme furent semées en Pologne depuis la Bohême, en particulier depuis l’école de Jacob Pollak, inventeur du Pilpoul ("litt : raisonnement aiguisé"). Shalom Shachna (1500–1558), un disciple de Pollak, est connu pour être l’un des pionniers du talmudisme en Pologne. Il vécut et mourut à Lublin, où il était à la tête d’une yechiva célèbre qui produisit les rabbins les plus connus de cette époque. Le fils de Shachna, Israel devint rabbin de Lublin à la mort de son père et le disciple de Sachna, Moshe Isserles (surnommé le ReMA) (1520–1572) s’assura une réputation internationale parmi les Juifs en tant que coauteur du Choulhan Aroukh, (code des lois juives). Son contemporain et correspondant, Salomon Luria (1510–1573) de Lublin bénéficia également d’une bonne réputation et leur autorité commune était reconnue dans toute l’Europe. Les débats religieux étaient très nombreux et les étudiants juifs y participaient activement.
Au même moment, la Kabbale s’établit sous la protection du judaïsme rabbinique et des étudiants comme Mordecai Yoffe (en) (1530c-1612) et Yoel Sirkis (1561-1640) se consacrèrent à ces études. Cette période de développement de l’éducation rabbinique prit fin avec la rébellion de Bogdan Khmelnitski (Chmielnicki) et le « Déluge ».

### Développement du hassidisme
La période allant de la rébellion des cosaques de Bogdan Khmelnitski jusqu’après le « déluge », soit de 1648 à 1658, laissa une marque profonde sur la communauté juive de Pologne et de Lituanie, sur leur quotidien mais aussi dans leur vie spirituelle. Le rayonnement de la communauté juive polonaise avait diminué. L’enseignement talmudique, autrefois accessibles à tous ne l’était plus que pour un nombre limité d’étudiants. Les thèmes d’études se formalisèrent : discussions sans fin sur les lois ou sur les commentaires du Talmud. Au même moment beaucoup de faiseurs de miracles firent leur apparition en Pologne, phénomène qui culmina avec le développement de toute une série de mouvements messianiques, dont le plus fameux fut le sabbatéisme, auquel succéda le frankisme fondé par Jacob Frank.
Pendant cette période de mysticisme, apparut l’enseignement de Israel ben Eliezer, surnommé Baal Shem Tov (maître du Bon Nom), ou par son acronyme BeShT, (1698–1760), qui eut un impact profond sur les Juifs d’Europe de l'Est et de Pologne en particulier. Ses disciples (dont Dov Baer de Mezeritch (1704-1772) dit le "Maggid") propagèrent et encouragèrent une nouvelle forme de Judaïsme orthodoxe, basée sur la Kabbale, l’extase religieuse, la dévotion et la joie dans la prière et dénommée hassidisme.
La nomination par Rabbi Dov Baer de représentants de son courant à travers toute la Pologne mais aussi en Ukraine et en Lituanie permet un large développement du hassidisme en Europe orientale puis le développement de la communauté des Haredim partout dans le monde. Cette influence peut se sentir depuis la fondation du mouvement et en particulier à travers ses rabbins illustres comme Aleksander, Bobov, Ger, Nadvorna et Sassov. Unique à l’origine, ce courant va se diviser en de nombreuses « écoles », comme celle de Shneur Zalman de Liadi (1745-1813, Loubavitch) ou celle de Nahman de Bratslav (1772-1810, dynastie hassidique de Bratslav).
Dès ses premiers pas, le hassidisme se heurte à l’opposition d’une partie de l’école rabbinique traditionnelle qui considère les hassidim comme de dangereux innovateurs. À la tête de ces Mitnagdim (= opposants) se tient un grand érudit lituanien : Élie de Vilnius (dit le « Gaon de Vilna » 1720-1797).
Le combat est sans ménagement et va jusqu’à l’excommunication mutuelle. À Vilnius se déroule même une véritable guerre religieuse, chaque partie essayant de gagner le pouvoir à sa cause.
Après la mort du « Gaon de Vilna », les frères ennemis finissent par se résigner à leur existence mutuelle.

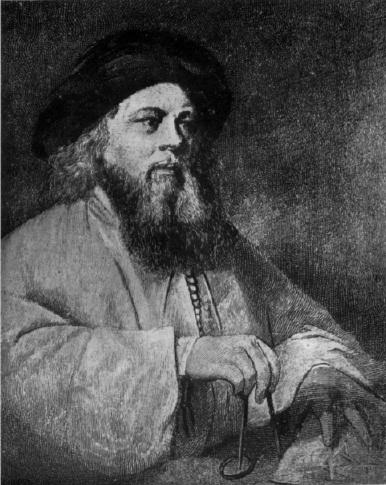
Ce portrait souvent considéré comme celui d'Israel ben Eliezer, serait en réalité celui de Rabbi Falk, le Baal Shem de Londres.
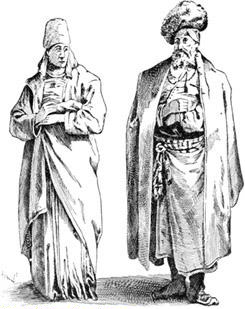
Juifs polonais (vers 1765)

## Juifs polonais durant la partition de la Pologne (1772/1795-1918)

### Sous la domination prussienne

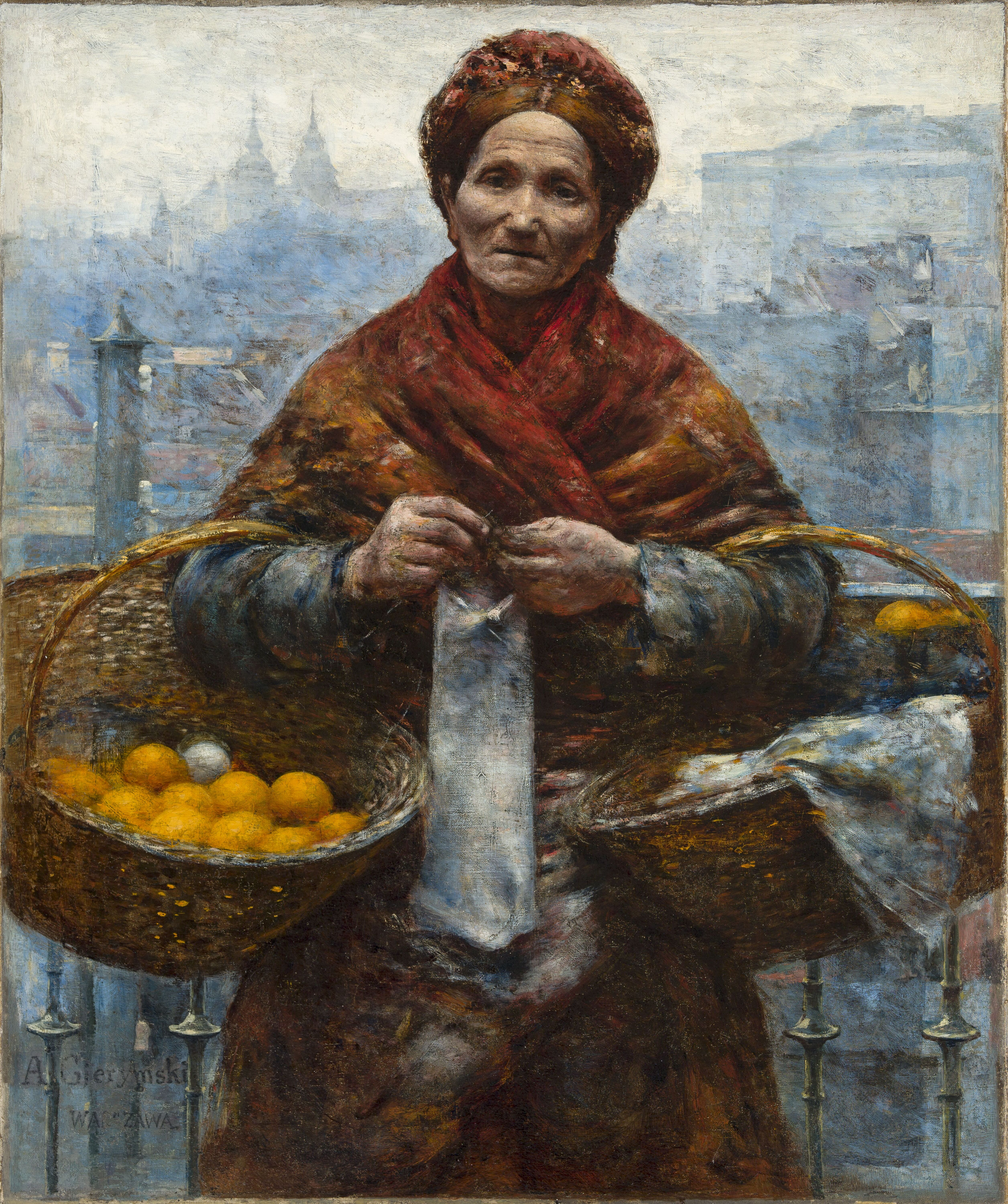
Femme juive aux oranges, A. Gierymski, Katowice (Pologne), 1881 - Objet d'art volé par les nazis en 1944, retrouvé en Allemagne en 2010 et restitué à la Pologne en 2015.

À partir de 1795, Varsovie, où se trouve une des plus importantes communautés juives (7 000 habitants), est sous administration prussienne (province de Prusse-Méridionale). Dans les territoires prussiens, un décret[réf. nécessaire] pousse les familles juives de Berlin, Riga et d’autres villes à venir s’installer à Varsovie.
En 1804, l’État Prussien lance une politique de germanisation. Les Juifs doivent abandonner leur manière de définir leur filiation (Abraham fils de Moshe, fils de…) pour adopter un nom propre. Les Juifs doivent pouvoir être recensés, payer des impôts, être incorporés dans l'armée, etc. L'auteur E. T. A. Hoffman est envoyé à Varsovie, chargé de trouver des noms de familles aux Juifs polonais. De là viennent les noms à consonance allemande porté par les Juifs originaires de Pologne (noms d’arbres, de fleurs, de noms de métiers : Rosenblum, Applenbaum, Rosenbaum, Goldberg, Eisenbaum, etc.)
En 1807, Napoléon crée le Duché de Varsovie, mais après la campagne de Russie de 1812, le duché est occupé par les Russes et en 1815, devient le royaume de Pologne, dont le roi est le tsar de Russie.
Les autres territoires polonais qui restent à la Prusse (Grande-Pologne avec Poznań, Prusse occidentale avec Torun et Dantzig) comptent assez peu de juifs.

### Sous la domination autrichienne

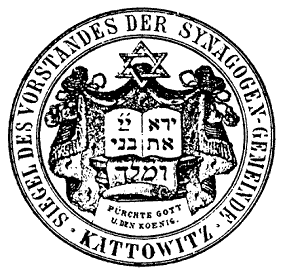
Sceau de la communauté juive de Kattowitz en Silésie (av. 1918)

Dans la partie de la Pologne annexée par l’Autriche (villes de Lublin, Cracovie, Lwow), qui lui donne le nom de Galicie, vit également une proportion importante de Juifs, qui voient tout d’abord certains de leurs privilèges abolis, mais qui bénéficient dans certaines villes d’un régime favorable. En 1867-1868 est décrétée l’égalité entre tous les sujets de la monarchie autrichienne, y compris les Juifs.
C’est en Galicie que l’assimilation des Juifs est la plus forte, une grande partie des intellectuels juifs se tournant vers la culture allemande, comme Karl-Emil Franzos (né à Czortków) ou Joseph Roth (né à Brody), d’autres vers la culture polonaise comme Bruno Schulz (né à Drohobycz).

### Sous la domination russe
Cependant le gros de la population juive polonaise se retrouve en Russie ou dans le royaume de Pologne.

#### Zone de résidence

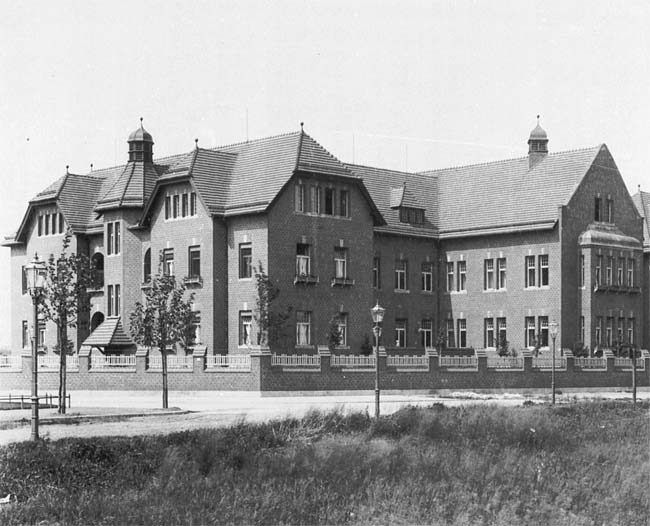
Hôpital juif Żydowski de Wrocławiu, le jour de son inauguration, en avril 1903

L'Empire russe se montre dur envers les Juifs. Sur les anciennes terres polonaises, Catherine II de Russie supprime l’auto-administration de la communauté et institue la « zone de colonisation » circonscrivant ainsi tous les Juifs de l'Empire russe à ces territoires. Ainsi, à la fin du XVIIIe siècle, plus de quatre millions de Juifs vivront dans cette « zone de résidence »". Seul un nombre limité de Juifs, en général non enregistrés comme tels, mais comme « allemands », « polonais » ou « russes », est autorisé à vivre en dehors de la Zone de Résidence, notamment dans les grandes villes de l'Empire. La société russe est alors traditionnellement divisée entre les nobles, le clergé, les militaires et fonctionnaires, les artisans ou paysans libres, et les serfs - plus nombreux que les quatre autres classes réunies. Or les progrès industriels conduisent à l'émergence d'une classe moyenne, composée d'une forte proportion de Juifs qui n'appartiennent à aucune des cinq classes traditionnelles. En limitant leur zone de résidence, le gouvernement impérial veut favoriser la croissance d'une classe moyenne chrétienne.
Les Juifs ont l'interdiction de vivre dans des villes comme Kiev, Sébastopol ou Yalta, et ne peuvent s'installer que dans des villes ouvertes comme Poltava, Odessa ou Kichinev, ce qui favorise l'émergence des shtetls (littéralement, « petites villes », diminutif du yiddish שטאָט - shtot, dérivé de l'allemand Stadt). En revanche, les commerçants juifs de la 1re corporation, les gens instruits ou ayant une éducation spécialisée, les artisans ainsi que les soldats, incorporés conformément à la Charte de recrutement de 1810 et leurs descendants ont le droit de vivre en dehors de la Zone de Résidence. À certaines périodes, des dérogations spéciales sont données aux Juifs pour vivre dans les grandes villes de l'empire, mais ces dérogations sont parfois révoquées : par exemple en 1891, plusieurs dizaines de milliers de Juifs sont expulsés de Moscou et de Saint-Pétersbourg vers la Zone de Résidence.

#### Autres aspects de la condition juive
Dans les années 1820, les lois cantonales instaurées par le tsar Nicolas Ier conservent la double taxation des Juifs (qui remplace le service militaire), tout en demandant à toutes les communautés juives de fournir à l’armée des jeunes hommes qui sont alors souvent convertis de force.
Il n’est pas surprenant, étant donné les conditions imposées par la Russie que les Juifs polonais aient participé à des insurrections contre les Russes, comme lors du soulèvement de Kościuszko en 1794. Des juifs participent à l'insurrection de 1830-1831, à l’insurrection de 1863, ainsi qu’au mouvement révolutionnaire de 1905. Le 8 avril 1861, lors d’une manifestation devant le château royal de Varsovie, Michał Landy, un adolescent juif est touché par une balle en portant une croix qu’un moine blessé avaient fait tomber devant lui.
Bien que les Juifs se voient accorder quelques libertés avec l'abolition du servage de 1861, ils sont toujours cantonnés à la Zone de Résidence et soumis à des restrictions concernant la propriété et la profession. Ce statu quo prit fin avec l’assassinat du tsar Alexandre II en 1881, dont les Juifs sont accusés à tort.

#### Période des pogroms (1881-1884)

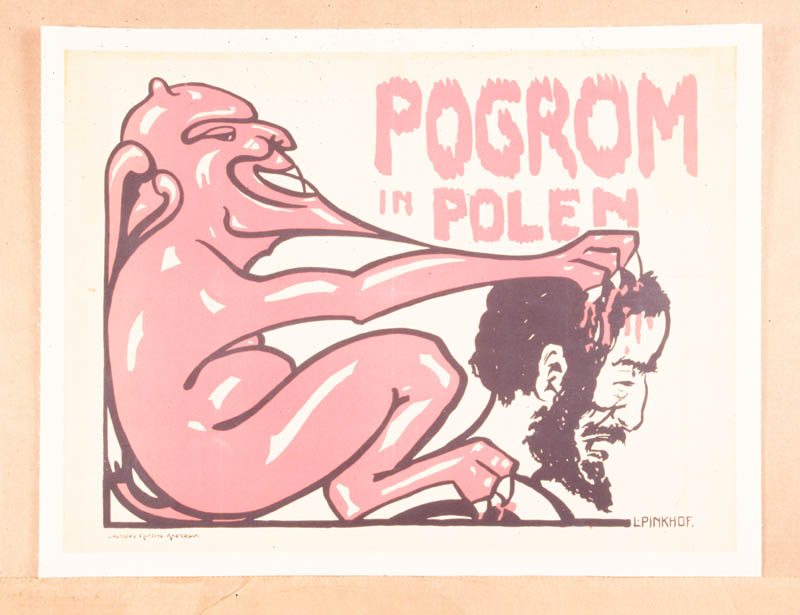
« Pogrom en Pologne », affiche informative, Amsterdam, Leo Pinkhof, début XXe siècle

L’assassinat du tsar Alexandre II par Narodnaïa Volia, le 1er mars 1881 entraîne une vague de violences anti-juives appelées pogroms (le mot n’est pas un pléonasme car d’autres minorités sont également victimes de pogroms, mot russe signifiant « destruction, pillage, émeute » et s’appliquant de façon neutre à tout groupe) sur une période allant de 1881 à 1884. Lors des événements de 1881, les pogroms étaient uniquement limités à la Russie, bien qu’une émeute à Varsovie ait fait deux morts juifs. Le nouveau tsar, Alexandre III, accusa les Juifs d’avoir occasionné ces révoltes et promulgua une série de restrictions particulièrement sévères pour les mouvements juifs. Les pogroms en Russie se poursuivirent de façon intensive jusqu’en 1884, avec l’accord tacite du gouvernement. Le plus grand nombre de pogroms survient dans la zone de Résidence où les Juifs sont les plus nombreux. L'ambiance d'anarchie, l'apparente incapacité ou la réelle réticence des autorités russes à contrôler la violence des cosaques ou des civils, ont un impact majeur sur le psychisme du Juif moyen.

Environ deux millions de Juifs, principalement des non-religieux, émigrent entre 1881 et 1914, majoritairement vers les États-Unis. Cette forte émigration n'a cependant que peu d'influence sur le nombre d'habitants juifs de la Zone qui reste stable aux environs de cinq millions de personnes, en raison d'un taux de mortalité infantile sensiblement plus bas parmi les Juifs.

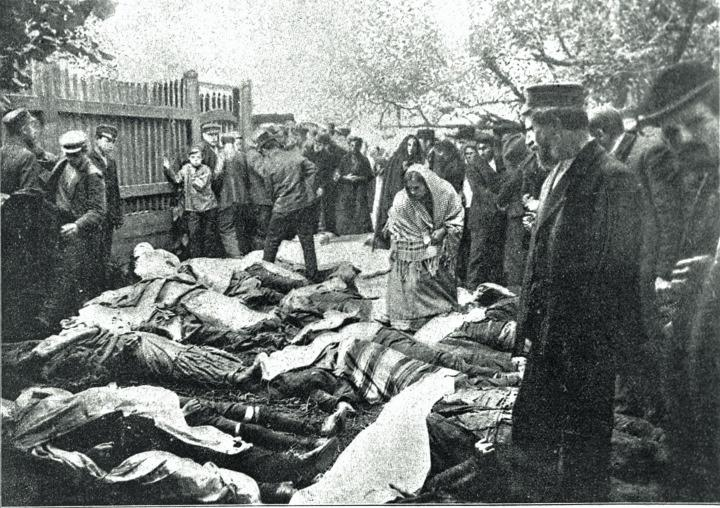
Cadavres de victimes du pogrom de Bialystok dans la cour de l'hôpital juif de la ville, 1906

Un mouvement encore plus violent de pogroms se développe de 1903 à 1906. Dans ces pogroms, comme dans les précédents la responsabilité des autorités russes est engagée. Certains d’entre eux sont organisés ou au moins appuyés par les services secrets russes, l’Okhrana. Les plus importants se déroulent sur les territoires biélorusses, ukrainiens et russes où vivaient des chrétiens orthodoxes.
Sur l'ancien territoire polonais, il y a deux pogroms, en 1906, le pogrom de Białystok organisé par les autorités russes en juin et celui de septembre à Siedlce (environ 30 tués) organisé par la police secrète russe, l'Okhrana. Dans les deux cas les pogroms sont attribués par les autorités tsaristes aux partis socialistes.

### Mouvements juifs (1882-1914)
C'est dans cette situation que surviennent les premiers frémissements du sionisme moderne, articulé par le mouvement Bilou qui envoie, en 1882, ses premiers colons fonder des communautés en Palestine. Ceux qui ne sont pas partisans de l’émigration, sont attirés par le hassidisme ou encore par les mouvements révolutionnaires, notamment le Bund (Union générale des travailleurs juifs).

#### Haskalah et Halakha

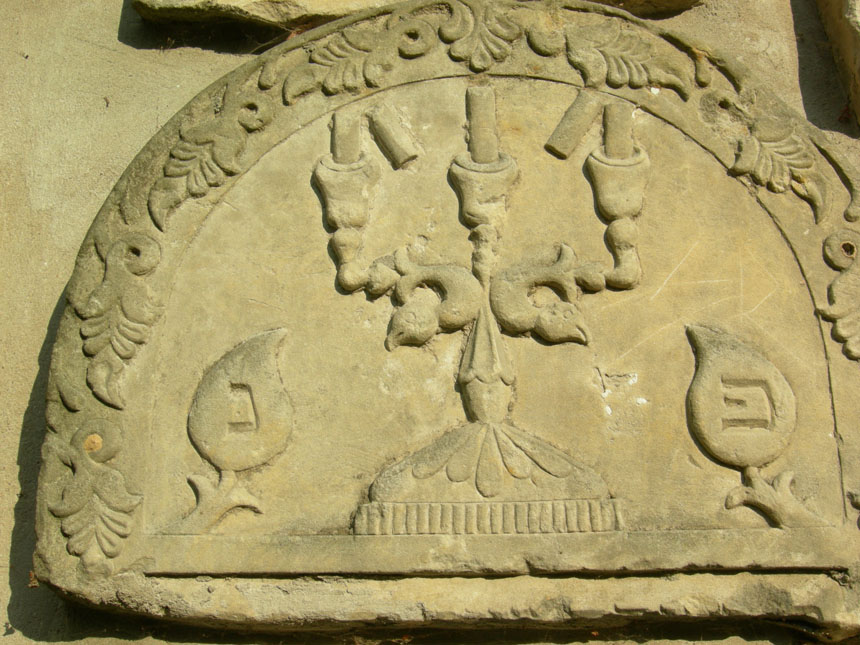
Tombe d'une jeune femme juive (symbolisée par les chandelles brisées), Kazimierz Dolny, près de Lublin, XIXE s.

L’éveil juif ou Haskala se développe au cours du XIXe siècle, mettant l’accent sur des idées et des valeurs laïques. Les leaders du Haskalah, les Maskilim, militent pour l’assimilation et l’intégration des Juifs à la culture russe.
Au même moment, une autre doctrine juive, le Mouvement du Moussar préconise quant à elle la mise en avant des études traditionnelles et une réponse juive au problème ethnique de l’antisémitisme. Les politiciens juifs étaient globalement peu influencés par l’Haskala et préconisaient une poursuite stricte de la vie religieuse basée sur l’Halakha (Loi juive) suivant ainsi les mouvements juifs orthodoxes, le hassidisme, puis se tournant vers le sionisme du Mizrahi.

#### Partis politiques juifs
À la fin du XIXe siècle, la Haskala et le débat qu’elle génère, entraîne l’apparition de nombreux mouvements politiques au sein de la communauté juive, développant de nombreux points de vue et de vives rivalités lors des élections régionales. Le sionisme devint très populaire avec l’avènement du parti socialiste Poale Zion et la branche polonaise du Mizrahi ainsi que par la renommée grandissante des sionistes généraux (sionisme général).
Des Juifs adoptent également les idées socialistes, et créent l’Union générale des travailleurs juifs (Bund) qui prône l’assimilation et milite pour les droits sociaux.
Le Folkspartei (Parti du Peuple) quant à lui défendra l’autonomie culturelle et s’opposera à l’assimilation.
En 1912, Agoudat Israel, un parti religieux, voit le jour.

## Entre-deux-guerres (1918-1939)

### Indépendance polonaise

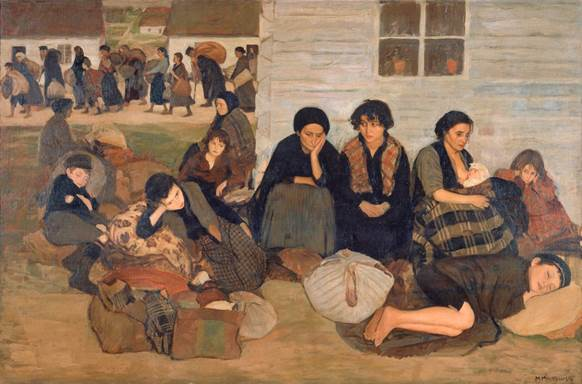
Après le pogrom, peinture de M. Minkowski (v. 1910)

La nouvelle Pologne fondée le 11 novembre 1918, avec à sa tête Józef Piłsudski (1867-1935), connaît une situation politique délicate. Elle entreprend d’unifier trois territoires séparés pendant le XIXe siècle, et de moderniser une économie à dominante agricole ; elle forme une administration et une armée, tout en étant engagée par six conflits à ses frontières, notamment avec la Russie bolchevique. Dévastée par la Première Guerre mondiale dont elle était un des principaux terrains de manœuvre, la Pologne doit faire face à des tensions internes avec les minorités.
La guerre ne s'arrête pas en 1918. Les frontières orientales sont âprement disputées entre 1919 et 1921 : conquête de Vilnius, guerre soviéto-polonaise et guerre polono-ukrainienne.

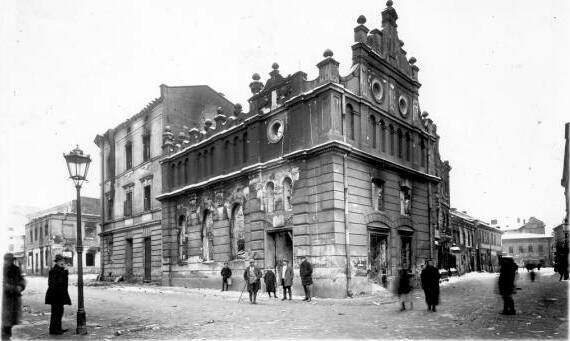
Quartier juif de Lwów après le pogrom en novembre 1918

Selon Nicolas Werth, « on estime à 150.000 environ le nombre de victimes juives de pogroms (125.000 en Ukraine, 25 000 en Biélorussie) entre 1918 et 1922. La pire année est sans conteste 1919. Les pogroms sont commis par les unités armées les plus diverses » : par les Armées blanches, par les troupes de la République populaire ukrainienne, par les détachements des différents « atamans », par les détachements de « Verts » (paysans insurgés), et par certaines unités de l’Armée rouge.

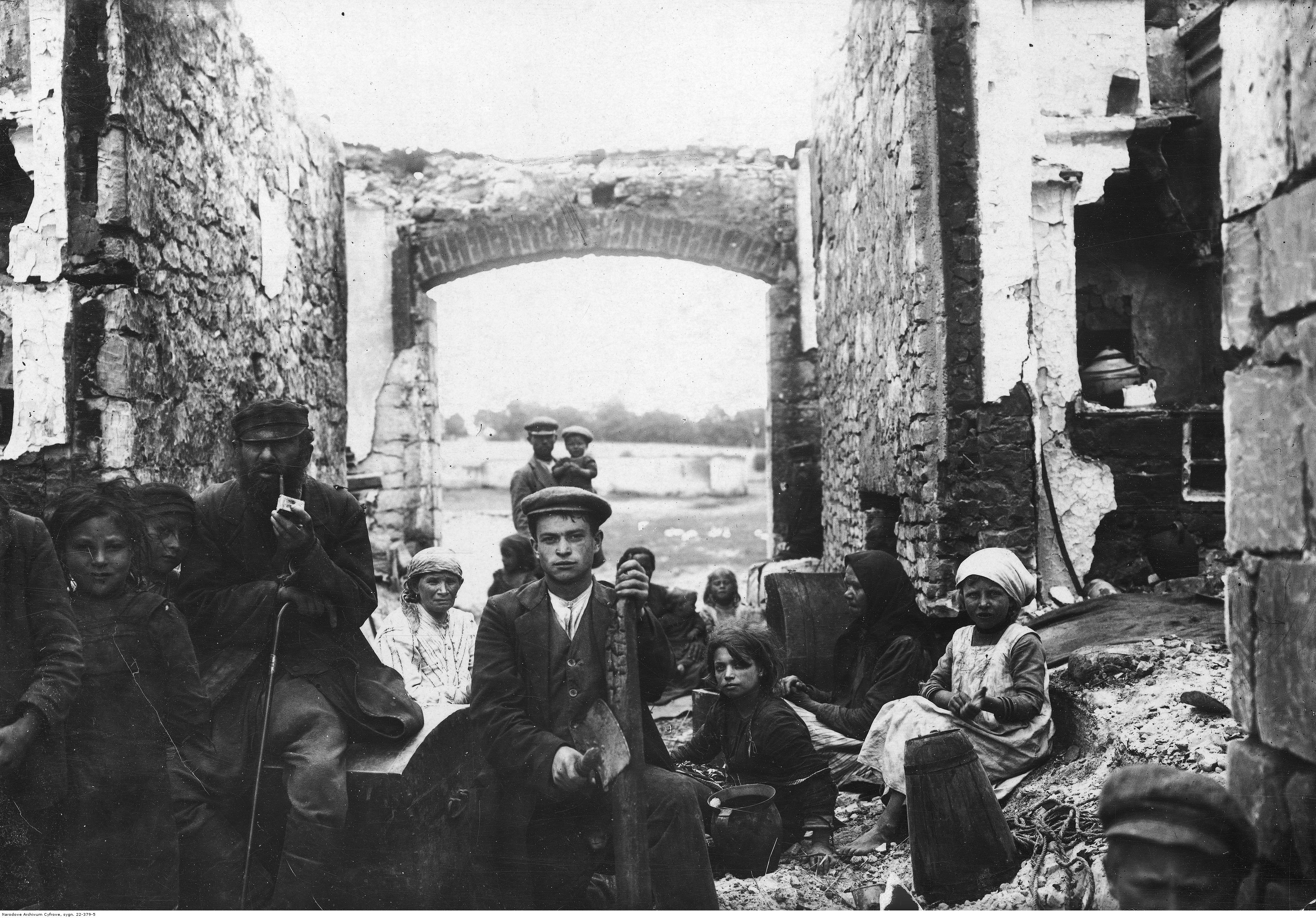
Population juive devant des bâtiments détruits à Sokolniki près de Lviv (1919)

Juste après la fin de la Première Guerre mondiale, l’Europe de l’Ouest s'émeut de pogroms massifs à l'Est. Les pressions exercées par les gouvernements atteignent leur objectif lorsque le président Woodrow Wilson missionne une commission pour enquêter sur le sujet. Cette commission, dirigée par Henry Morgenthau Sr. qui n'enquête que sur le territoire polonais puisque la Russie bolchevique ne la reconnait pas, conclut que les informations sur les pogroms sont exagérées, voire dans certains cas montées de toutes pièces.

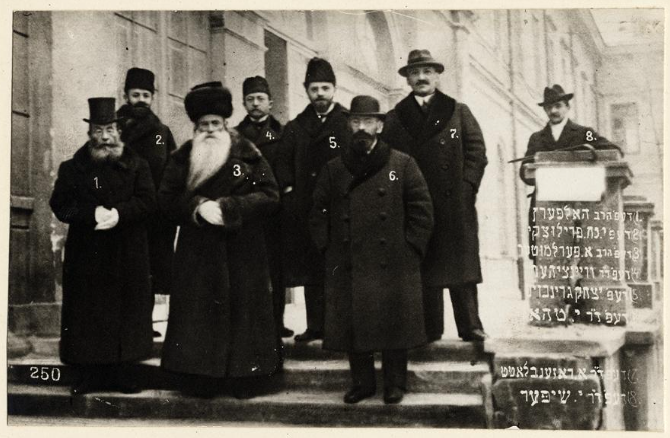
Représentants juifs au Sejm (parlement) : (1) Rabbi Moszek Eli Halpern, (2) Noah Pryłucki, (3) Avraham Tsevi Perlmutter, (4) Dr. Berek Wajncier, (5) Yitsḥak Grünbaum, (6) Osjasz Thon, (7) Uri (Jerzy) Rosenblatt, (8) Ignacy Schiper (vers 1920).

Ils identifient néanmoins huit incidents majeurs pour 1918–1919 et estiment le nombre de victimes à deux à trois cents Juifs. Quatre de ces pogroms sont attribués aux exactions de déserteurs ou de soldats indisciplinés dont aucun n'a été inquiété par la police gouvernementale. Parmi ces incidents, un officier de l’armée polonaise accusa un groupe de sionistes de Pińsk de comploter contre les Polonais et abattit 35 d’entre eux. À Lviv (Lwów), en 1918, des centaines de personnes, dont 72 Juifs sont massacrées au cours d'un pogrom perpétré par l’armée polonaise pendant la guerre polono-ukrainienne pour la Galicie. À Varsovie, des soldats de l’Armée bleue (unités de l’armée polonaise formées en France) attaquent des Juifs dans les rues, mais sont condamnés par les autorités militaires. D’autres incidents en Pologne se révèlent avoir été exagérés par la suite, en particulier par les journaux de l’époque comme le New York Times, alors que des exactions contre les Juifs, dont de nombreux pogroms, se déroulent dans les régions annexées par la Russie soviétique. Les conséquences de cette situation sont une série de clauses particulièrement claires dans le traité de Versailles (1919), protégeant les droits des minorités polonaises.
En 1921, la Constitution polonaise (dite Constitution de Mars) accorde aux Juifs les mêmes droits qu’aux autres citoyens et leur garantit la liberté de culte.
Les partis politiques juifs aussi bien socialistes comme le Bund que les tenants du sionisme (qu’ils soient de droite ou de gauche) ou les partis religieux conservateurs sont représentés aussi bien à la Diète (le parlement polonais) que dans les diétines régionales.

### Démographie de la population juive

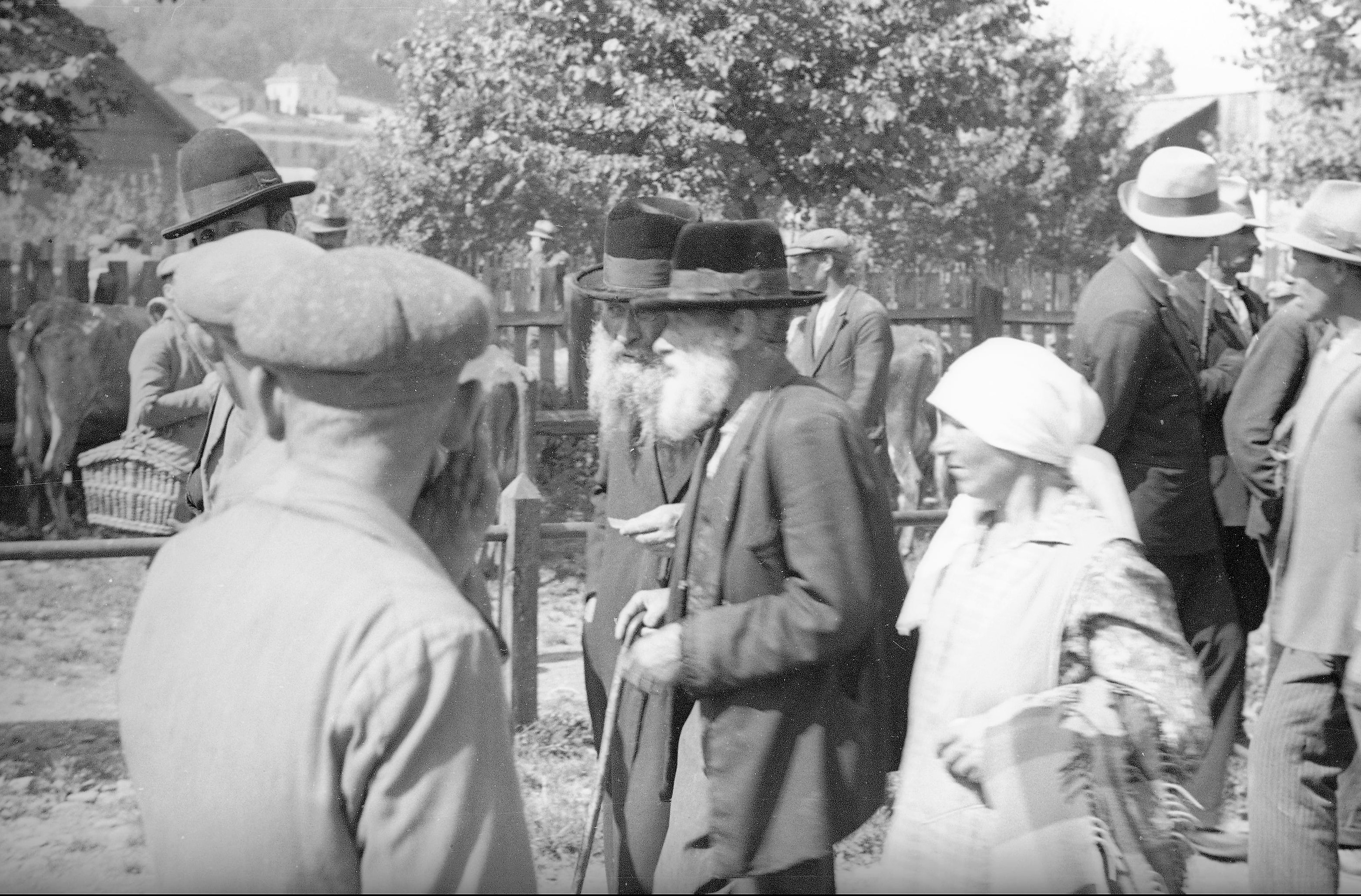
Juifs de Sanok (1936)

En 1918 réapparaît un Etat polonais indépendant après 123 ans d'occupation par les empires russe, austro-hongrois et allemand.

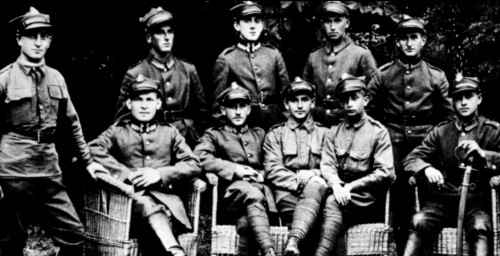
Soldats juifs de l'armée polonaise à Kalisz dans l'Entre deux-guerres.

La nouvelle Pologne abrite alors la plus forte population juive d’Europe et la seconde dans le monde après celle des États-Unis. Selon le recensement de 1921, 2 845 400 personnes se déclaraient de confession juive et selon le recensement de 1931 - 3 130 581 personnes. 80 % de ces citoyens polonais ne parle pas ou peu polonais.

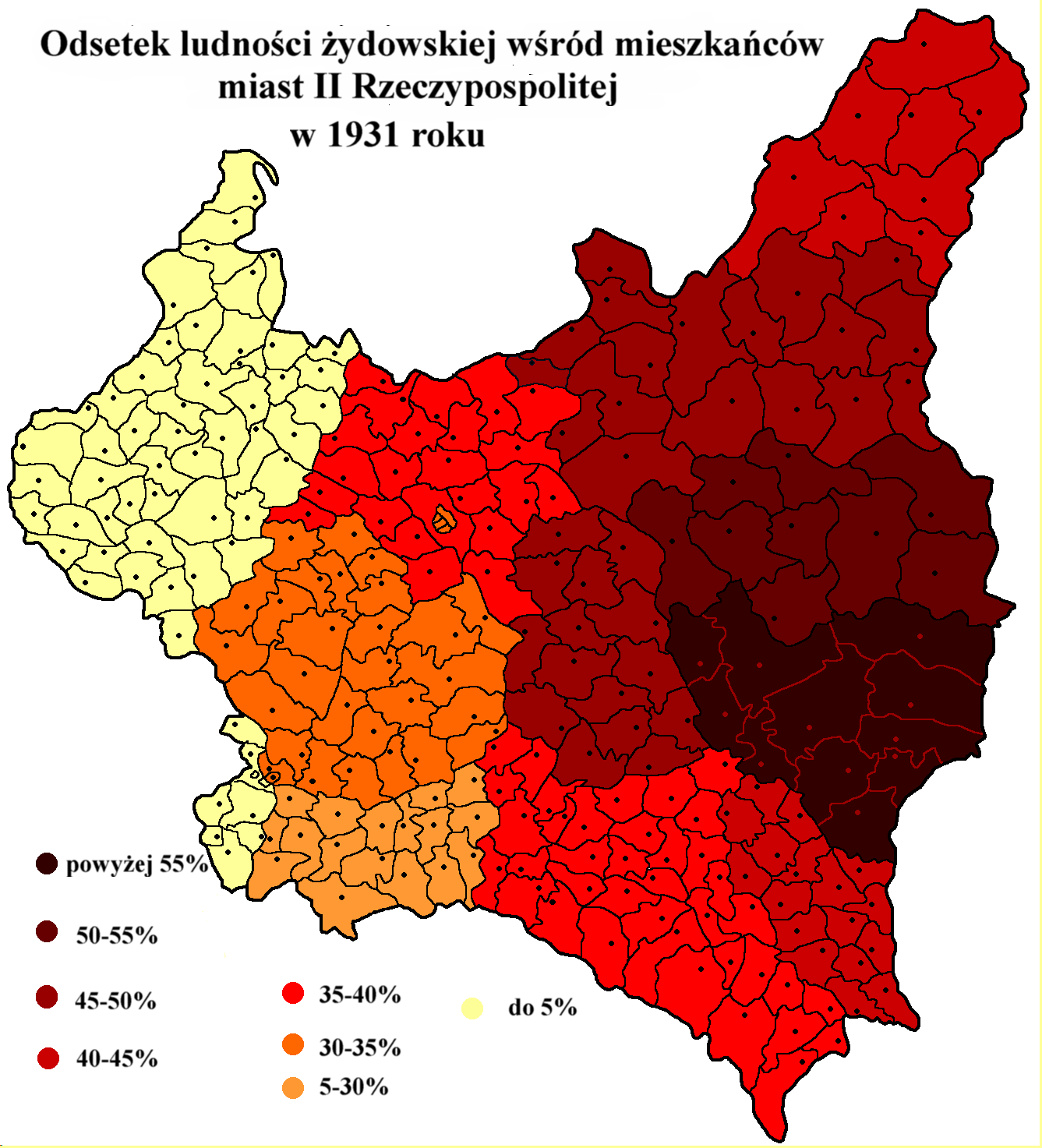
Pourcentage de la population juive dans les villes de Pologne en 1931
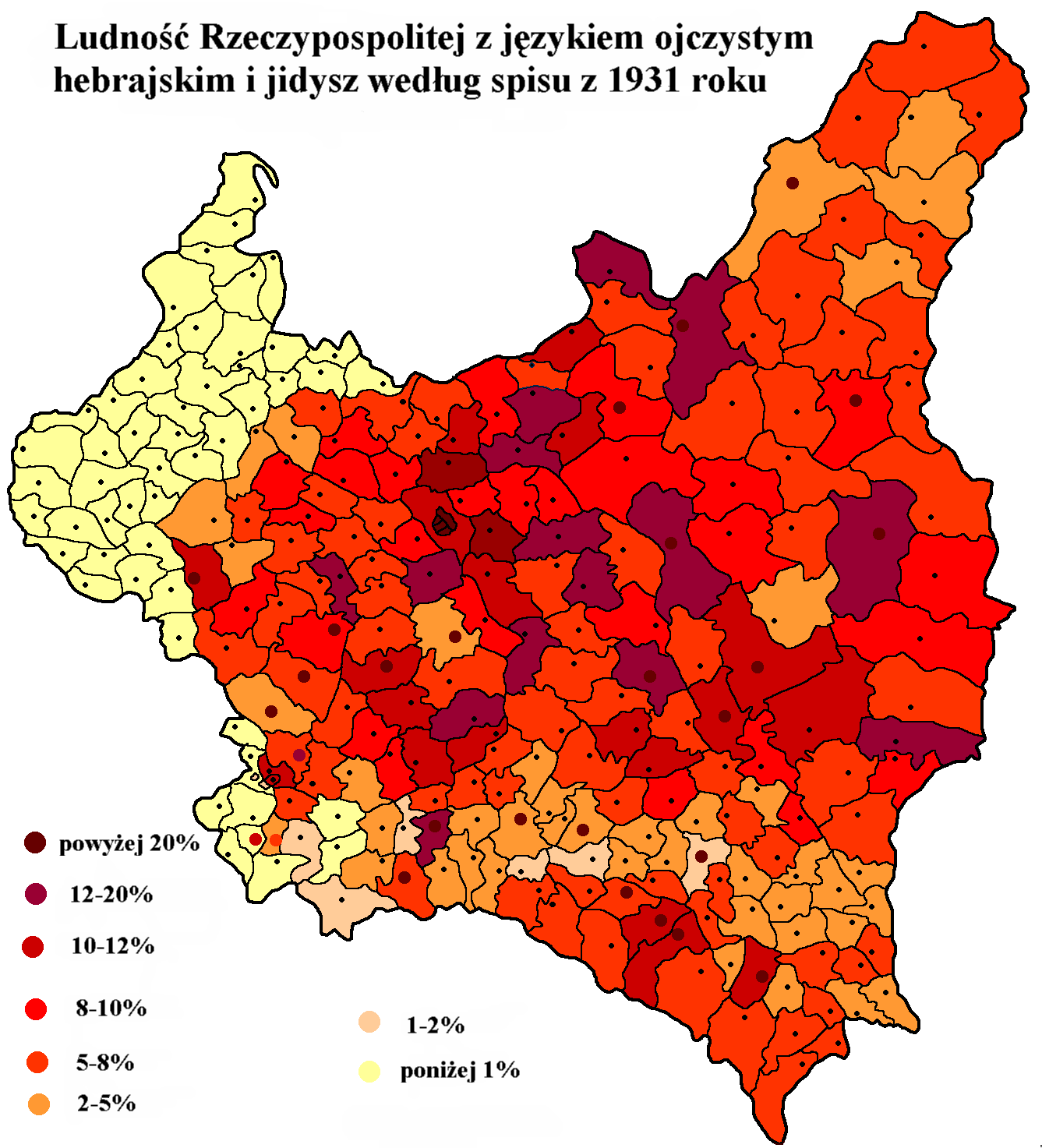
Pourcentage de la population dont le yiddish ou l'hébreu sont la langue maternelle, 1931

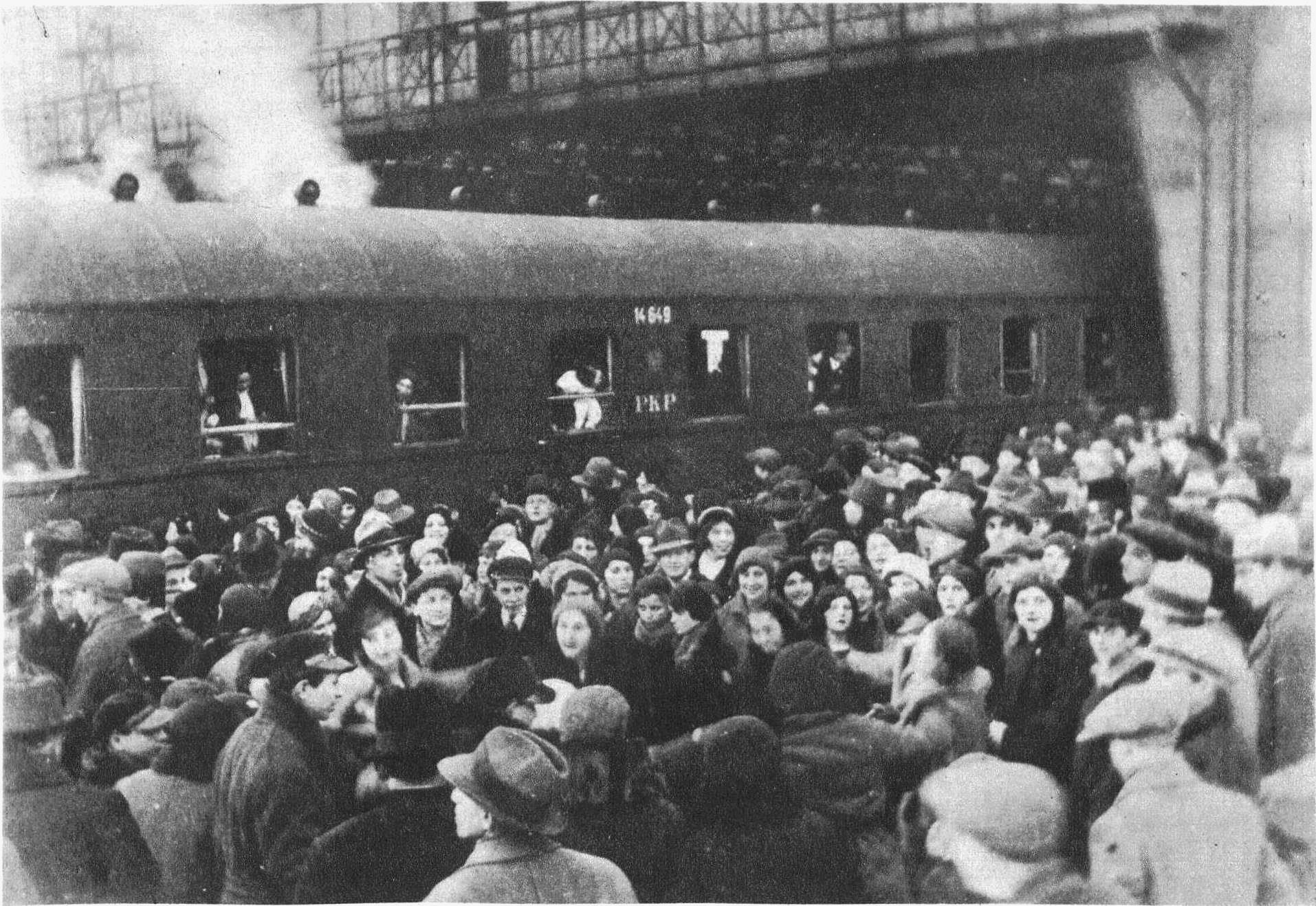
Adieu massif après la tournée de Juifs palestiniens en Pologne, à la gare de Lviv (1932)

Entre les deux guerres, environ 400 000 Juifs (dont la moitié au cours des années 1921-1925) quittent la Pologne en direction principalement des États-Unis et de la Palestine, mais également vers l'Argentine, le Brésil et les pays d'Europe occidentale. En tenant compte de l’accroissement de la population et de la forte émigration de Pologne entre 1931 et 1939, on peut estimer que la Pologne comptait 3 474 000 Juifs, soit 10 % de la population totale, à la veille de la Seconde Guerre mondiale. La Pologne est alors un pays multiethnique et multiculturel et les Polonais représentent 70 % de la population. 

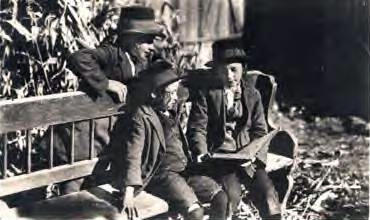
Jeunes hassidim à Łódź, dans les années 1910

Les villes présentant la proportion la plus importante de population juive en 1931 sont : Białystok (43 % de la population), Lublin (34,7 %), Łódz (33,5 %), Radom (32,3 %), Lviv  (32 %) alors polonaise sous le nom de Lwów, Varsovie (31 %), Vilnius (28,2 %), Cracovie (25,8 %). La population juive la plus faible est sur les territoires polonais qui avaient été sous la domination allemande. À la suite de la germanisation, les Juifs y représentent alors moins de 1 % de la population.
Les Juifs vivent majoritairement dans les grandes et moyennes villes : 77 % de citadins alors que les trois quarts de la population de la Pologne habite dans les villages. Plus du quart des Juifs vivent dans sept villes : Varsovie (352.600 = 34,7 %), la seconde ville juive du monde après New York , Łódź (202 000), Lviv (99 600), Cracovie (56 500), Vilnius (55 000), Białystok (39 500 = 38,7%) et Lublin (38 600=42,9 %), Stanisławów (34,8 %) Les régions où la population juive est la plus importante sont : Polésie (49,2 %) et Volhynie (49,1 %).

### Culture juive et polonaise

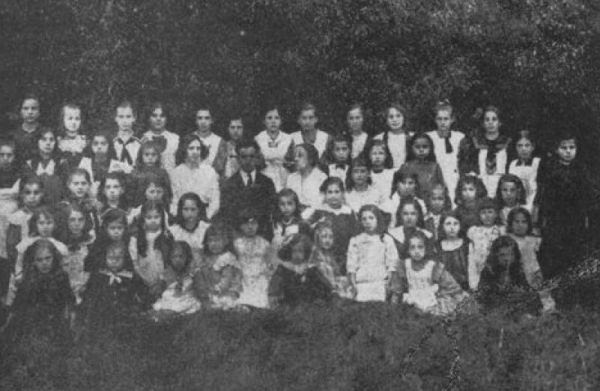
Élèves de l'école primaire juive Włodzimierz Medem à Łuków.

Lors du recensement de 1931, 88 % des Juifs polonais déclaraient comme langue maternelle, le yiddish (80 %) l’hébreu (8 %) et 12 % le polonais.
Environ 85 % des Juifs polonais pratiquent la religion de manière traditionnelle (hassidique). Les 15 % restants sont des Juifs assimilés (environ 10 % du total des Juifs polonais), des adeptes du judaïsme réformé ou des Juifs indifférents sur le plan religieux, pour la plupart d'un statut élevé et parlant polonais dans la vie quotidienne.

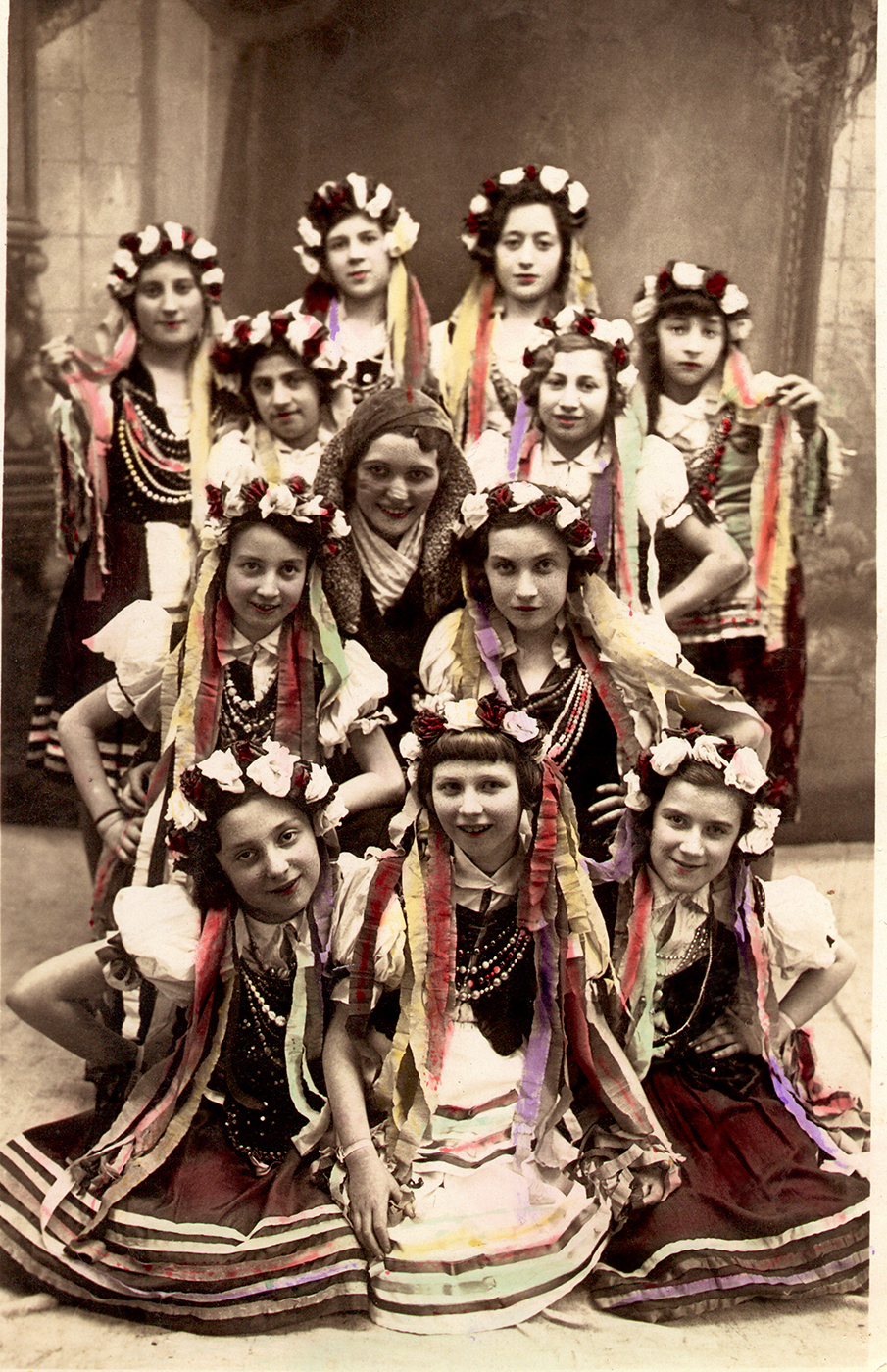
Écolières juives de Szczuczyn en costumes folkloriques polonais.

Malgré la pauvreté de beaucoup de communautés juives, l'analphabétisme est moindre que la moyenne, en partie du fait d'un accès plus facile aux écoles dans les villes. Les données statistiques de 1931 indiquent que 79,7 % des Juifs de plus de cinq ans maîtrisent la lecture et l'écriture, la moyenne nationale n'étant que de 69,6 %.

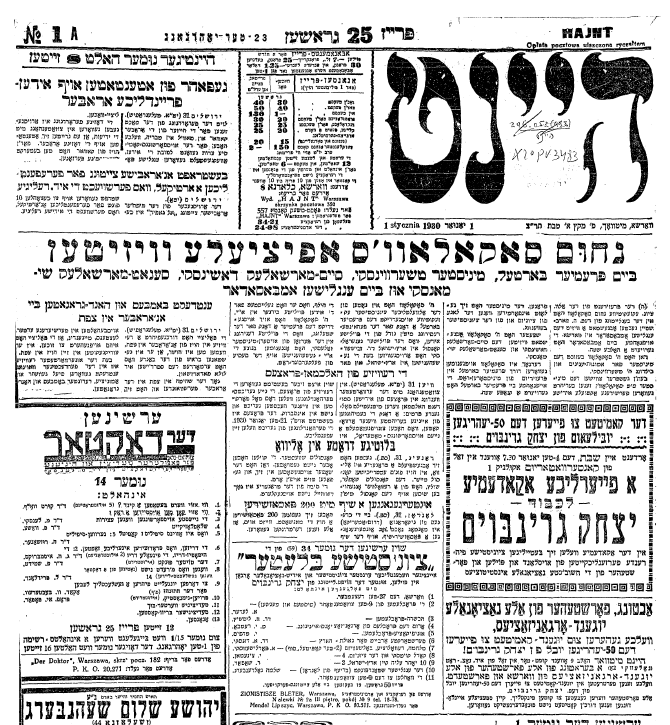
Page du journal « Haynt » (17 janvier 1915)

Le système scolaire permet aux Juifs de fréquenter les écoles publiques dont certaines sont adaptées : enseignement de deux heures par semaine de la religion juive, observation du shabbat et des fêtes juives dans le calendrier scolaire. Les écoles privées sont soit religieuses, soit laïques. La plupart de ses écoles enseignaient en yiddish. Deviennent par la suite de plus en plus populaires les écoles avec un enseignement bilingue (yiddish-hébreu, polonais-yiddish, polonais-hébreu). Dans les heder religieux, l'enseignement dure huit ans et était axé sur la religion (entre 27 et 37 heures par semaine) au détriment des enseignements laïcs (12 à 14 heures). Cet enseignement est réservé aux garçons. Progressivement, quelques écoles de filles ouvrent grâce au mouvement Bejs Jakow fondé par Sarah Schenirer, mais leur enseignement est limité. Les écoles laïques sont ouvertes en partie grâce au CISZO (Centrale Jidysze Szul Organizacje), largement soutenu par le Bund. Le programme, 34 heures par semaine, comprend l'enseignement du yiddish (première langue), du polonais (seconde langue) et de l'hébreu (troisième langue). Les écoles de l'association Unzere Kindern enseignent également en yiddish. Toutefois le réseau le plus important est créé par l'Association éducative et culturelle Tarbut, d'obédience sioniste, qui enseigne en hébreu. En 1937, ces réseaux scolaires juifs totalisent 1 275 écoles avec 180 000 élèves (25 % pour Tarbut, 20 % pour Bejs Jakow et un peu moins de 10 % pour le CISZO), suivi de peu par les écoles du réseau Jawne fondé par le parti Mizrachi.
Durant l’année scolaire 1937-1938 on comptait 226 écoles primaires et douze lycées[réf. souhaitée]où l’enseignement était dispensé en yiddish ou en hébreu.
La scène culturelle juive est particulièrement active. On compte de nombreuses publications juives et plus de 116 périodiques. Les auteurs de langue yiddish, dont un des plus connus, Isaac Bashevis Singer, se virent attribuer une renommée internationale et classés parmi les auteurs classiques juifs, avec pour Singer la consécration par le Prix Nobel en 1978. Bruno Schulz, Julian Tuwim, Jan Brzechwa et Bolesław Leśmian apportèrent une importante contribution à la littérature polonaise.
Le théâtre yiddish était également florissant : la Pologne comptait 15 théâtres yiddish. Varsovie était le fief de la plus importante troupe yiddish de l’époque, la Troupe Vilna (en) qui joua la première du Dibbouk en 1920 à l’Elyseum Théatre.

### Vie économique de la population juive

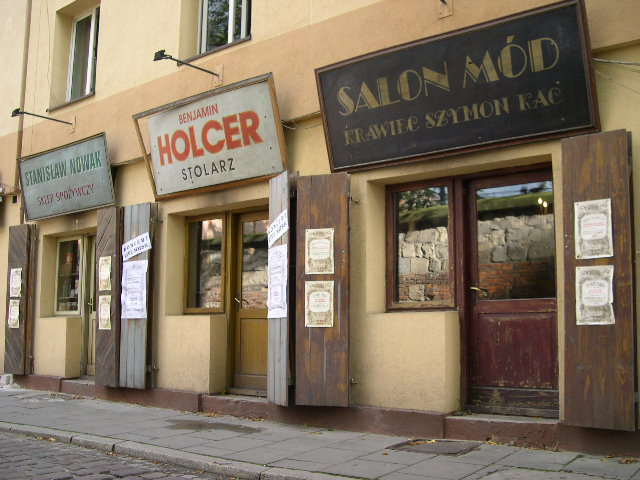
Rue commerçante à Kazimierz, district de Cracovie

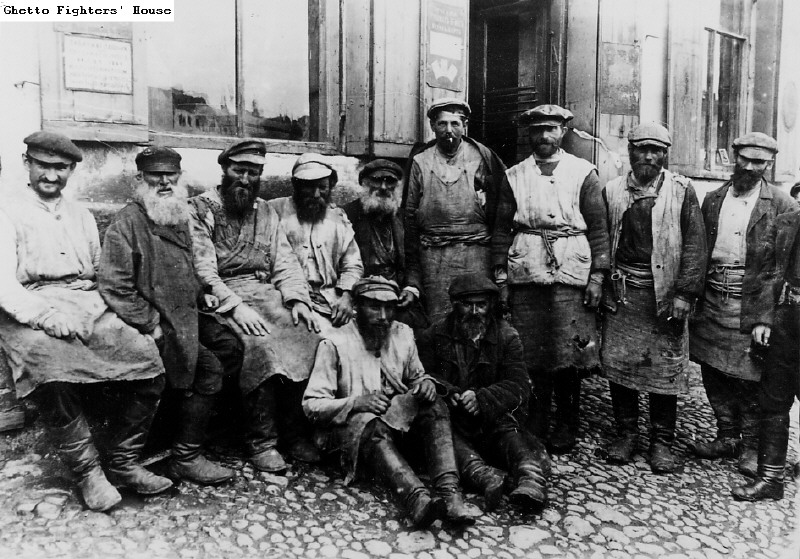
Porteurs juifs à Lomza (avant 1914)

La structure économique de la population juive résulte de leur caractère urbain. Les Juifs vivent principalement des activités artisanales, commerciales et libérales. Selon le recensement de 1931, par branche d'activités, 42,4 % des Juifs sont employés dans l'industrie et l'artisanat (occupant 21,3 % des emplois du pays), 36,6 % dans le commerce, la banque et les assurances (les Juifs occupaient 71 % du commerce de détail du pays, 41,6 % du commerce de gros et 81 % du colportage).
Si la proportion des Juifs dans les activités libérales est relativement faible, 2,3 % dans les activités éducatives et culturelles, 2,1 % dans les activités d'hygiène et de santé, 0,4 % dans les activités du droit, leur part dans les emplois du pays sont respectivement de  21,5 %, de 24,3 % et de 34,2 %. C'est dans ces catégories socio-professionnelles que se trouvent la plus grande proportion de Juifs assimilés ou en voie d'assimilation.

### Recrudescence de l’antisémitisme
Les communautés polonaises chrétienne et juive se mélangent peu. Les mariages mixtes sont rares. La majorité des Juifs fréquentent des écoles juives[réf. souhaitée] où l’enseignement est dispensé en yiddish, en hébreu, plus rarement en polonais. Les communautés vivent à côté l’une de l’autre. Portés par la renaissance de leur État, certains Polonais se méfient de cette communauté non assimilée dont la langue est proche de l'allemand et dont l’engagement politique va pour beaucoup vers le communisme de l’URSS, les deux ennemis héréditaire de la Pologne.

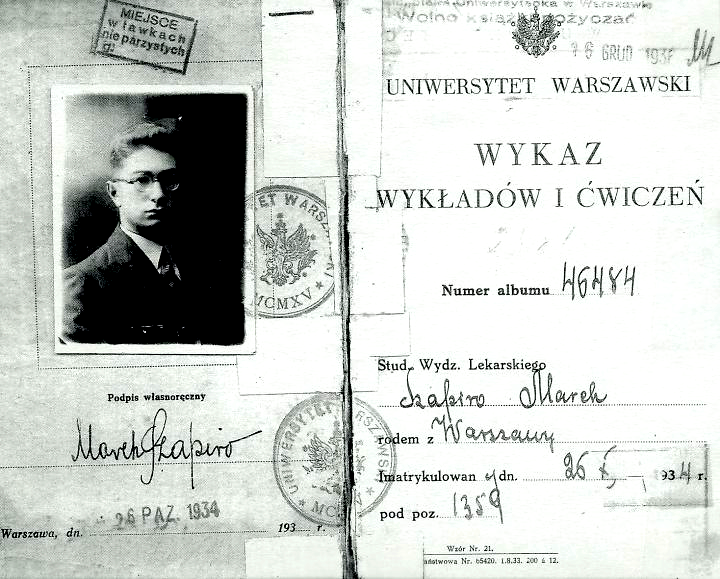
Ségrégation des étudiants juifs ne pouvant s'asseoir qu'à certains endroits désignés à l'université

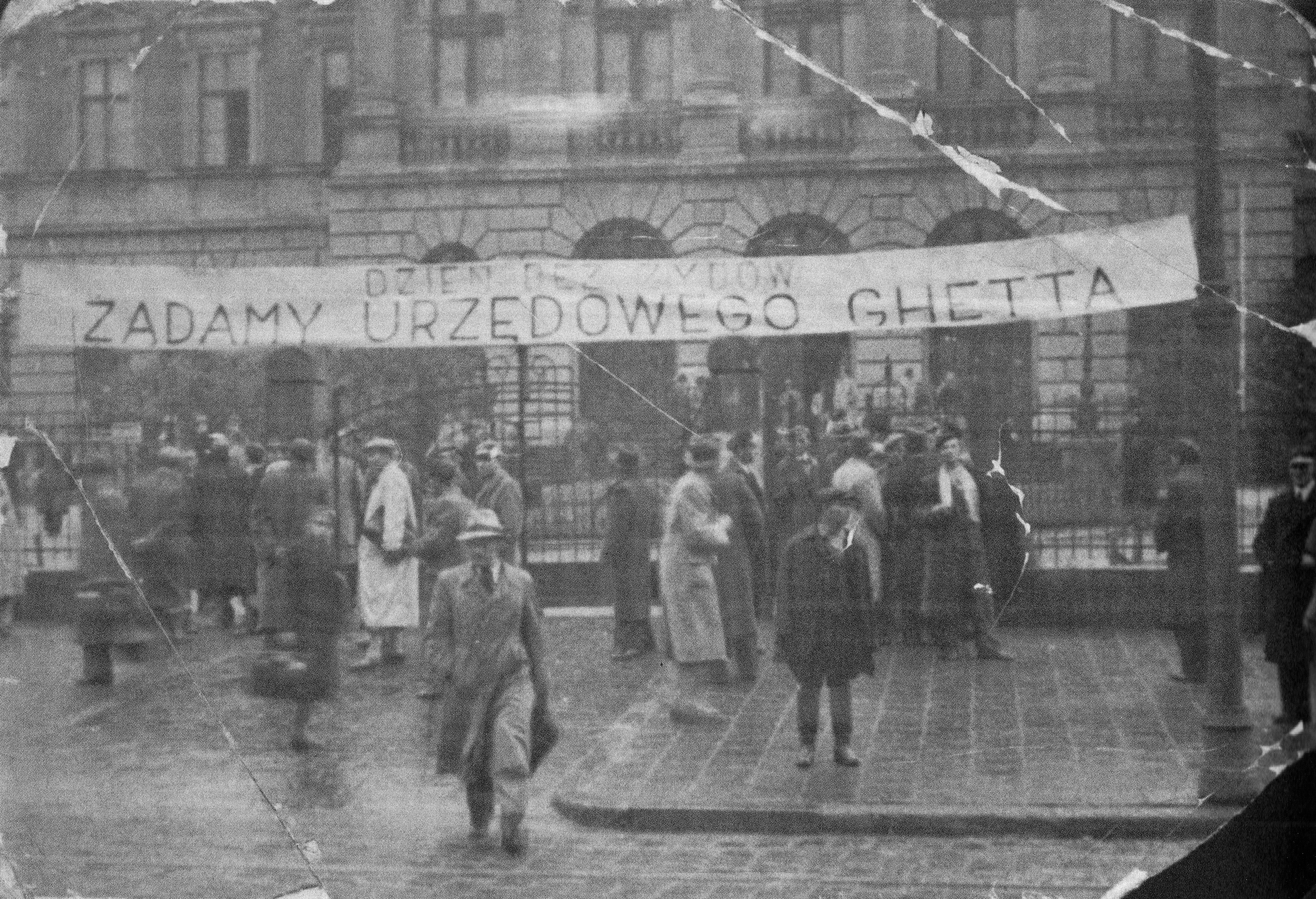
Manifestation d'étudiants polonais, membres du National Radical Camp, réclamant l'implantation de bancs de ghetto pour les étudiants juifs à l'école polytechnique de Lwow (Lviv), années 1930

Après la vague d'antisémitisme et de pogroms au cours de la guerre soviéto-polonaise, les relations entre chrétiens et Juifs s'améliorent en particulier sous les gouvernements de Józef Piłsudski (1926-1935) qui s’oppose à l’antisémitisme. Mais après sa mort, alors que la Seconde République s’affirme, les actes antisémites augmentent sous la poussée des partis nationalistes d'opposition comme le Parti national-démocrate, le SND, le NRC, l'ONR... Augmentation des vexations dans l’enseignement, émeutes et violences anti-juives dans les universités, quotas (semi-officiels ou officieux) appliqués à partir de 1937 dans certaines universités et politique des bancs ghetto, réduisent de moitié le nombre de Juifs inscrits (9 694 étudiants juifs inscrits année universitaire 1932-1933, soit 18,7% du total, 4790 en 1937-1938). Seuls deux recteurs polonais refusent d'appliquer ces ségrégations dans leur université et quelques dizaines de professeurs pétitionnent contre ces bancs,. 
En 1937, le syndicat professionnel des médecins et avocats polonais n’accepte plus que les chrétiens polonais, alors que de nombreux emplois gouvernementaux restent fermés aux Juifs pendant toute cette période.

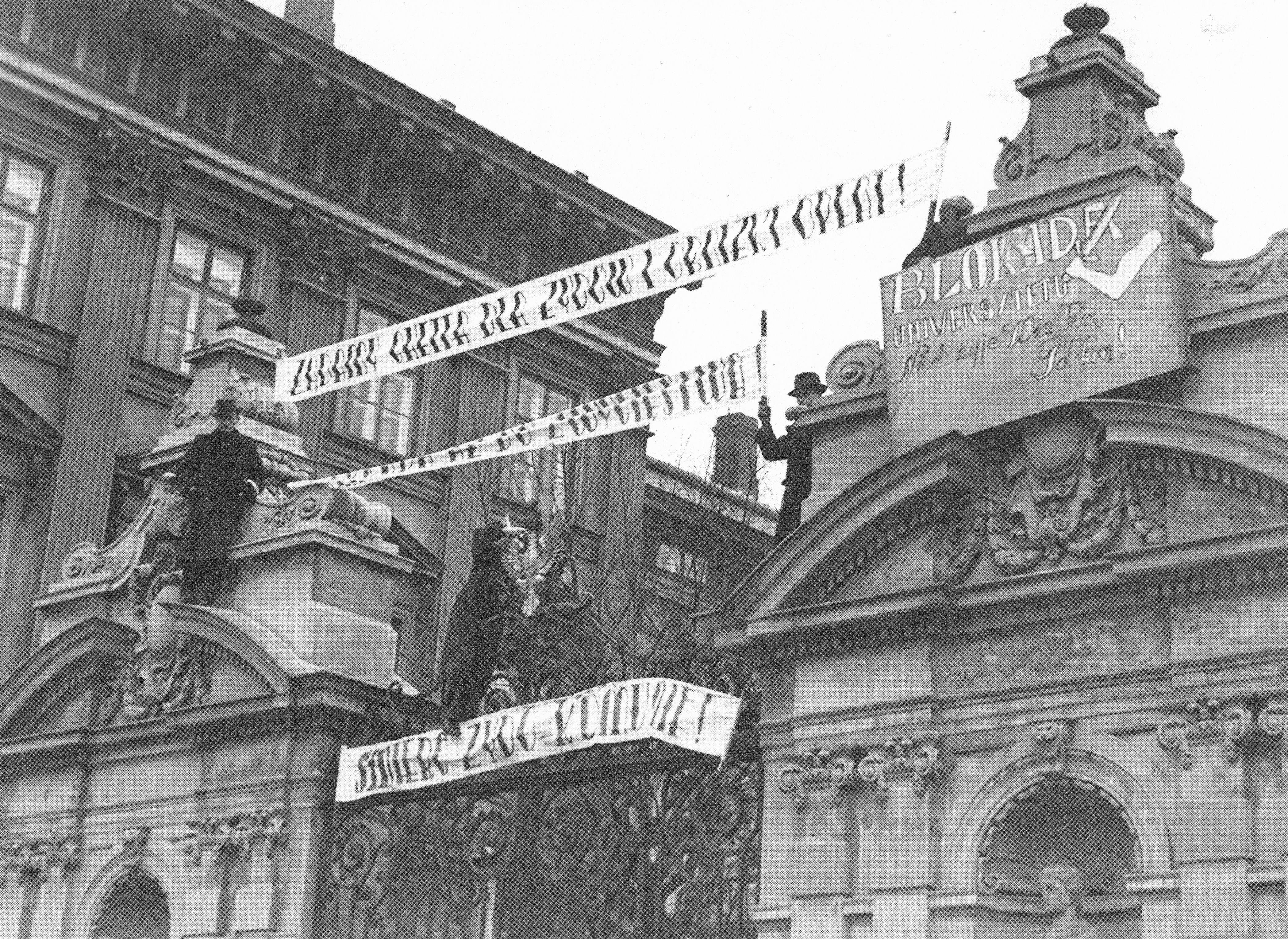
Bannières violemment antisémites par l'ONR à l'entrée principale de l'Université de Varsovie, 1936

Ces discriminations s’accompagnaient de violences physiques. Entre 1935 et 1937, 79 Juifs sont tués et 500 blessés dans des incidents anti-juifs. Le système de bancs de ghetto n'a disparu qu'avec la disparition de l'État polonais en 1939, au début de la Seconde Guerre mondiale.
Les magasins juifs sont également la cible de ces attaques et beaucoup d’entre eux furent pillés. En mars 1936, l'émeute antisémite de Przytyk est l'aboutissement de tensions entre agriculteurs chrétiens et juifs, à la suite du boycott des magasins juifs. D'autres émeutes anti-juives se déroulent entre 1935 et 1937 à Czestochowa, Lublin, Bialystok et Grodno et contribuent, surtout à partir de 1935, à l'émigration de Juifs déjà touchés par la crise économique. À cette époque, des boycotts d’ordre économique et des attaques contre les biens, combinés aux effets de la Grande Dépression qui sont particulièrement forts dans les pays agricoles comme la Pologne réduisirent le niveau de vie des Juifs polonais à un point tel qu’ils devinrent une des plus pauvres communautés du monde. Le résultat de cette situation est qu’au début de la Seconde Guerre mondiale, la communauté juive bien que forte numériquement et riche de sa vie culturelle intense est aussi significativement (à l’exception de quelques professionnels) plus pauvre et moins bien intégrée que les Juifs d’Europe de l’Ouest.
Après la mort de Józef Piłsudski, les gouvernements polonais restent aux mains des militaires et la situation des Juifs se détériore. De nombreux Juifs émigrent, lorsque les politiques de discrimination de l’État polonais s’intensifient.

### Émigration des Juifs de Pologne
Entre 1921–1925, plus de 184 000 Juifs ont quitté la Pologne, soit 37 000 par an, (plus de 39 % de tous les émigrants), dont plus de 70 000 en 1921 aux États-Unis, c'est-à-dire avant l'introduction des restrictions d'immigration dans ce pays.
Au cours de la période 1926-1937, plus de 200 000 Juifs émigrent, soit 17 000 par an. L'augmentation de l'émigration en 1933-1936 est principalement associée à l'augmentation du nombre de départs vers la Palestine. Un émigrant sur deux quittant définitivement la Pologne était Juif.
Les Juifs prédominaient parmi ceux qui émigraient à Cuba, au Mexique, en Australie, en Argentine, au Brésil et en Uruguay, et en Afrique du Sud. Les Juifs ont également quitté la Pologne illégalement, y compris vers la France et la Palestine. La "Central Jewish Emigration Society" leur apportait de l'aide.
Dans les années 1930, les autorités polonaises ont cherché un moyen d'accélérer l'émigration juive, notamment à Madagascar. Dans la seconde moitié des années 1930, l'émigration des Juifs du Troisième Reich a commencé à être une forte concurrence pour cette émigration.

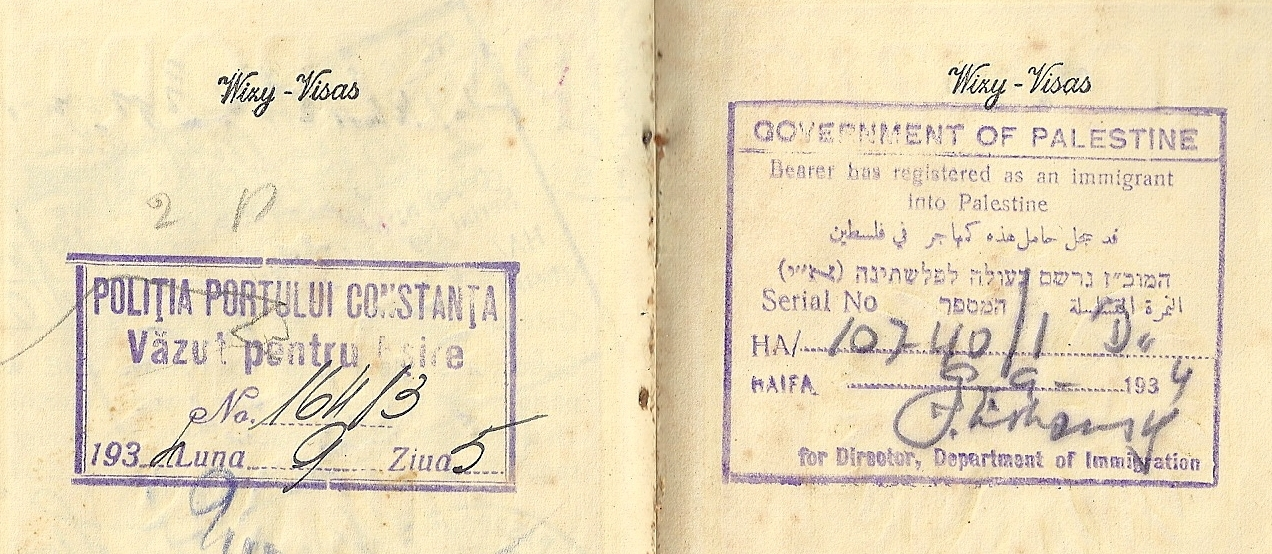
Tampons roumain et palestinien sur le passeport d'un couple de Polonais ayant décidé d'émigrer en Palestine pour rejoindre leurs enfants à Tel Aviv (1934)
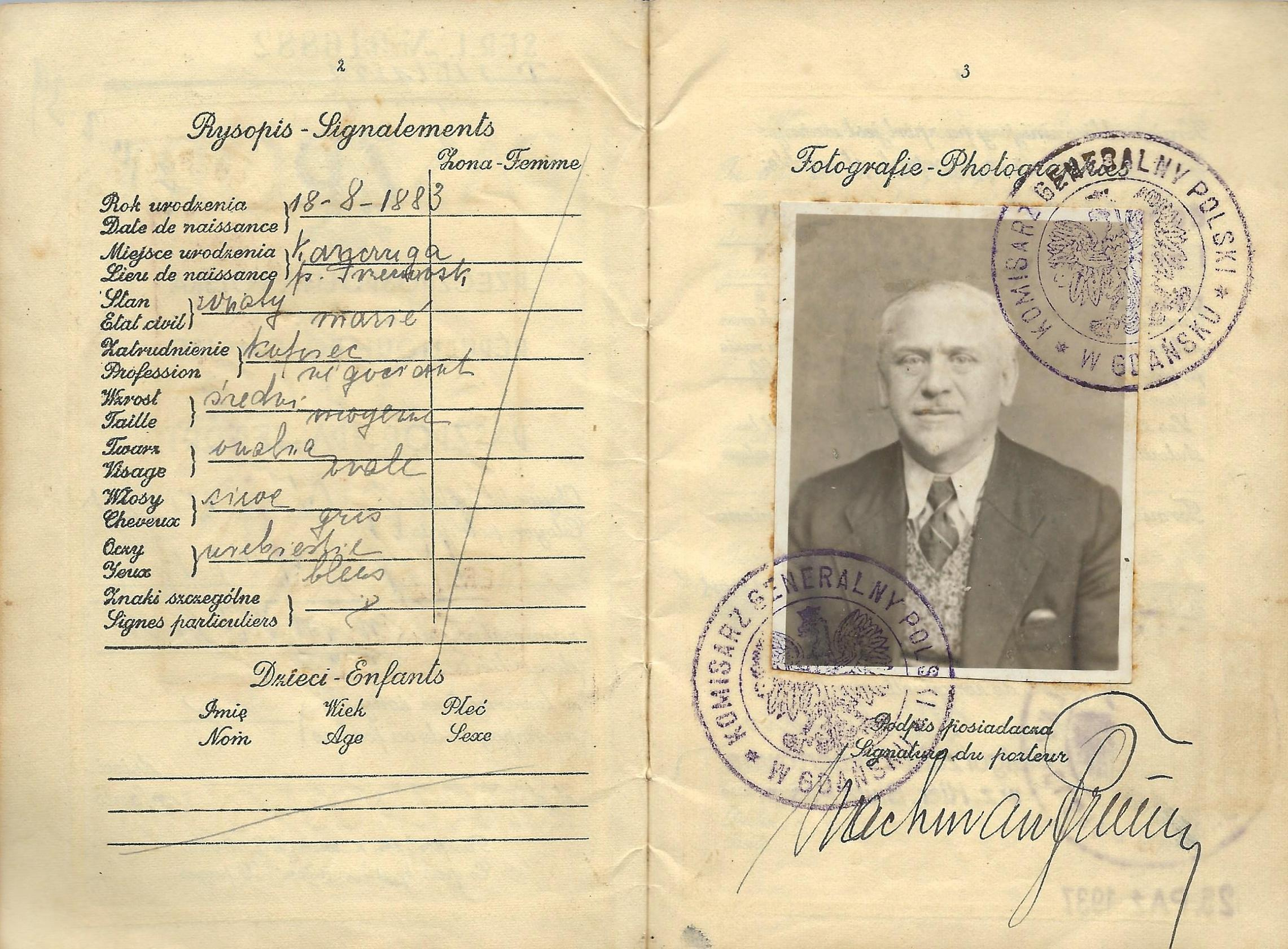
Passeport polonais délivré à Danzig par la «Commission polonaise pour Gdansk» en 1935, et prolongé en 1937, avant que son titulaire n'immigre en Palestine britannique l'année suivante.
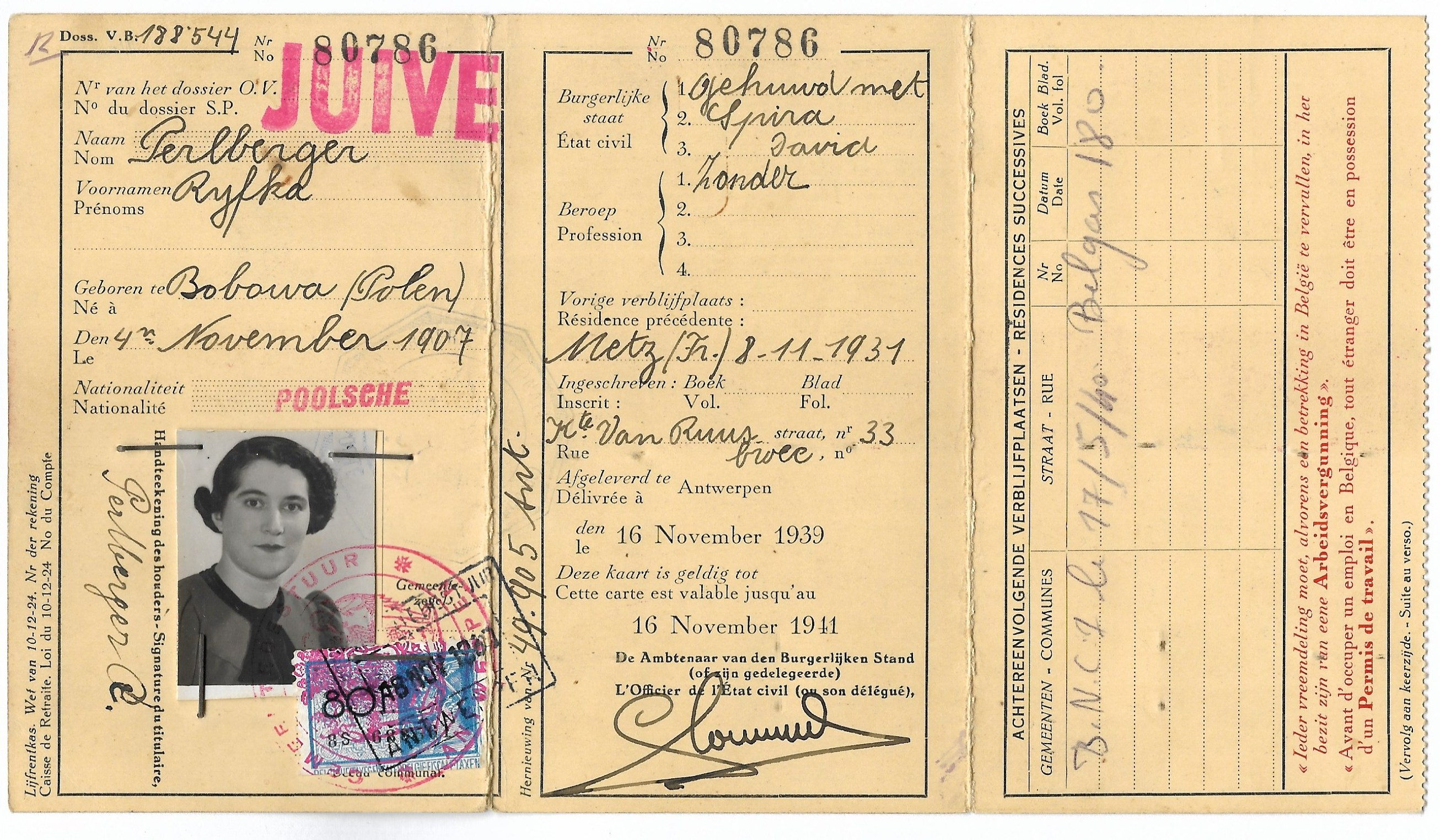
Carte d'identité belge de la Polonaise Rifka Perlberger (1939)

## Seconde Guerre mondiale et destruction de la communauté juive polonaise (1939-1945)

### Période des combats (septembre 1939)
Durant l'attaque allemande de septembre 1939, près de 120 000 citoyens polonais d’origine juive prennent part aux combats contre la Wehrmacht dans les rangs de l'armée polonaise. On estime qu’au cours de la Seconde Guerre mondiale, 32 216 soldats et officiers juifs ont péri et 61 000 ont été faits prisonniers par les Allemands, dont la très grande majorité n’a pas survécu. Malgré l'invasion soviétique de la Pologne le 17 septembre 1939, 300 000 Juifs sont allés s'installer du côté de l'agresseur soviétique.

### Sous occupation soviétique

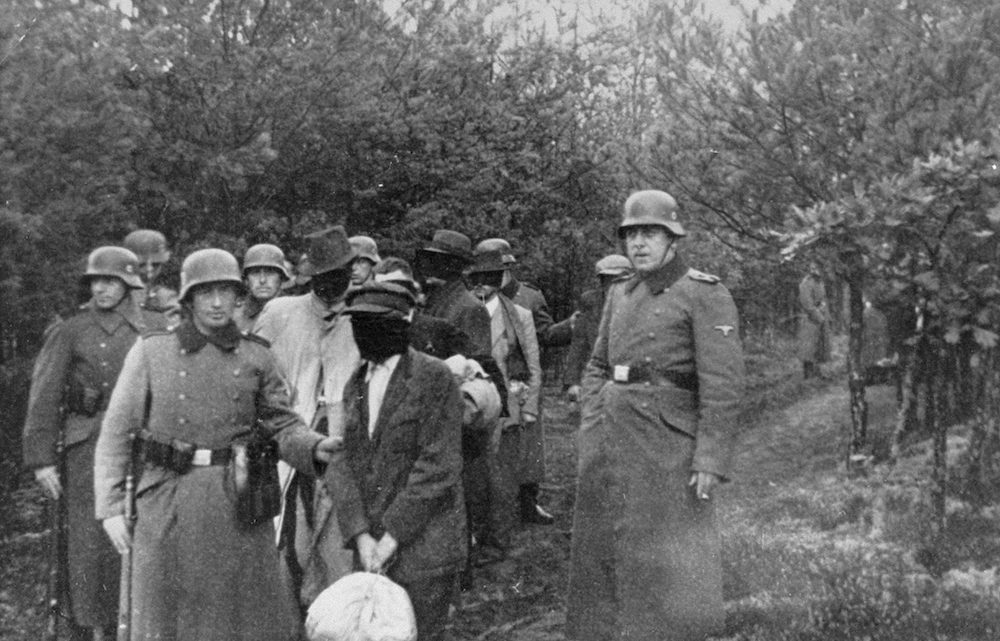
Exécution de masse à Palmiry : prisonniers polonais yeux bandés, photographiés avant leur exécution (1940)

Selon les accords du pacte germano-soviétique, 61,2 % des Juifs polonais résidaient dans la partie de la Pologne annexée par l’Allemagne nazie, alors que 38,8 % se trouvaient sur le territoire polonais annexé par les Soviétiques. L’Union soviétique intègre la partie orientale de la Pologne dans la république socialiste soviétique d'Ukraine et la république socialiste soviétique de Biélorussie et en organise la soviétisation. 150 000 hommes sont incorporés de force dans l'Armée rouge et 100 000 dans des bataillons de construction spéciaux (strojbatami).

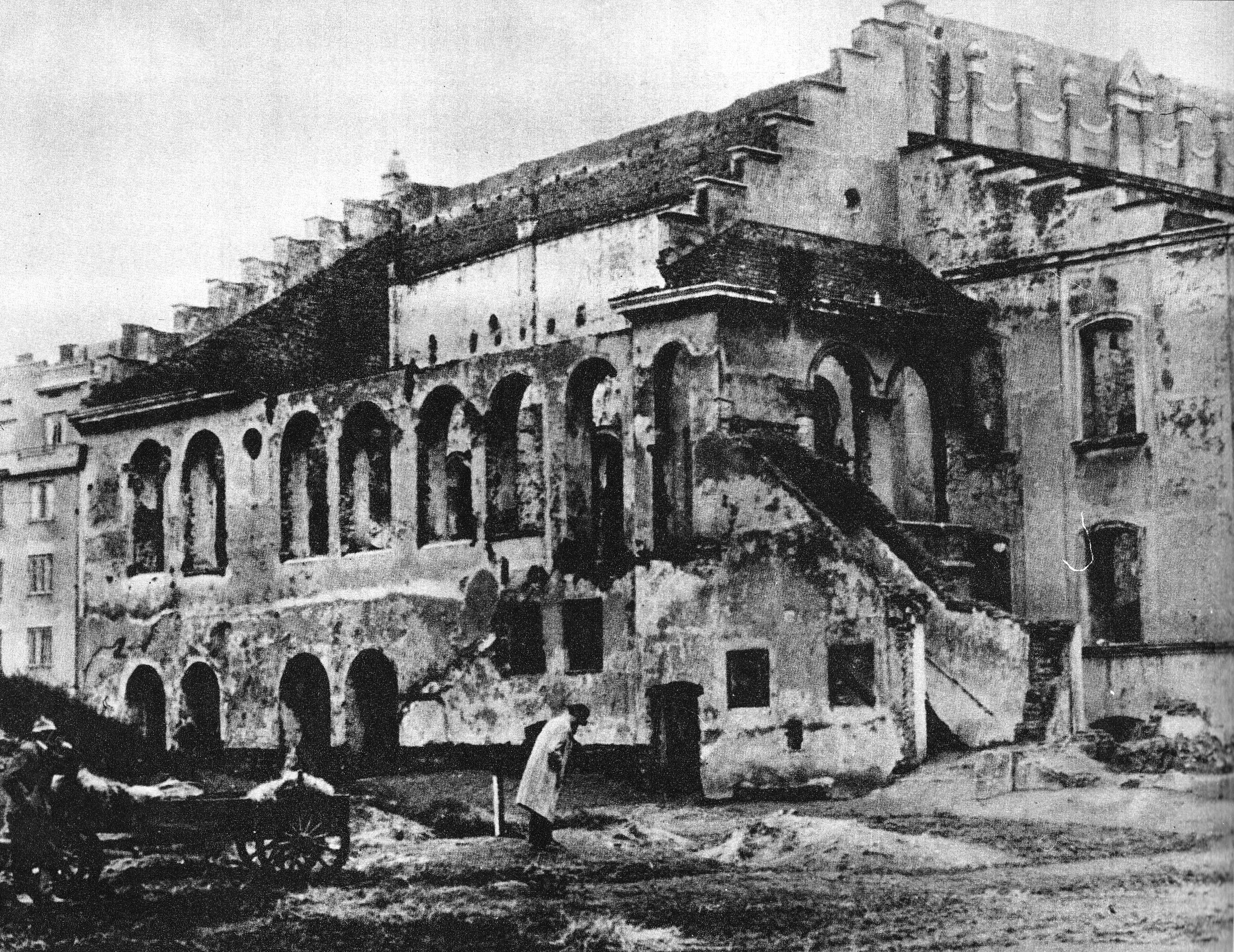
Destruction de la vieille synagogue de style Renaissance de Przemyślu (Przemysl) en 1941. Aujourd'hui, un parking la remplace.

Quatre vagues de déportations vers la Sibérie furent organisées par le NKVD entre l’hiver 1939-1940 et l’été 1941. Si les deux premières concernèrent les anciens soldats de l'armée polonaise, ainsi que l’intelligentsia et les fonctionnaires polonais, au moins 140 000 personnes dont 70 % de Polonais, des Ukrainiens et des Biélorusses, la troisième vague de déportation, entre mai et juillet 1940, concerna 80 000 personnes que le NKVD condamna pour « spéculation » et « espionnage », dont plus de 80 % de Juifs, qui furent envoyés au Kazakhstan, en Sibérie et au Nord de la Russie. Environ 111.000 sont emprisonnées de 1939 à 1941 dont 40.000 seront déportées dans des camps de travail de la Vorkuta, 7 305 exécutées en marge de Katyń et environ 10.000 ont été assassinées lors de l'évacuation des prisons à la suite de l'invasion allemande de l'été 1941. Parmi les officiers polonais internés par l'Armée rouge et abattus par le NKVD en 1940 lors du massacre de Katyń, on comptait 500 à 600 Juifs.
En Lituanie occupée par les Soviétiques des milliers de Juifs polonais furent arrêtés et déportés en juin 1941 vers les goulags du Kazakhstan et de Sibérie.
Seul un petit nombre de Juifs polonais (6 000) a été autorisé par les Soviétiques à rejoindre l’armée de Władysław Anders et quitter le territoire de l’URSS, dont le futur premier ministre d’Israël, Menahem Begin. Alors que ce Deuxième Corps de l'Armée polonaise stationnait dans la zone du mandat anglais en Palestine, 2 972 hommes soit 67 % des soldats juifs désertèrent et rejoignirent l’Irgoun. Des Polonais dont des Juifs déportés purent également se faire engager dans l' " armée populaire polonaise " du général Berling.

### Sous occupation allemande: Shoah

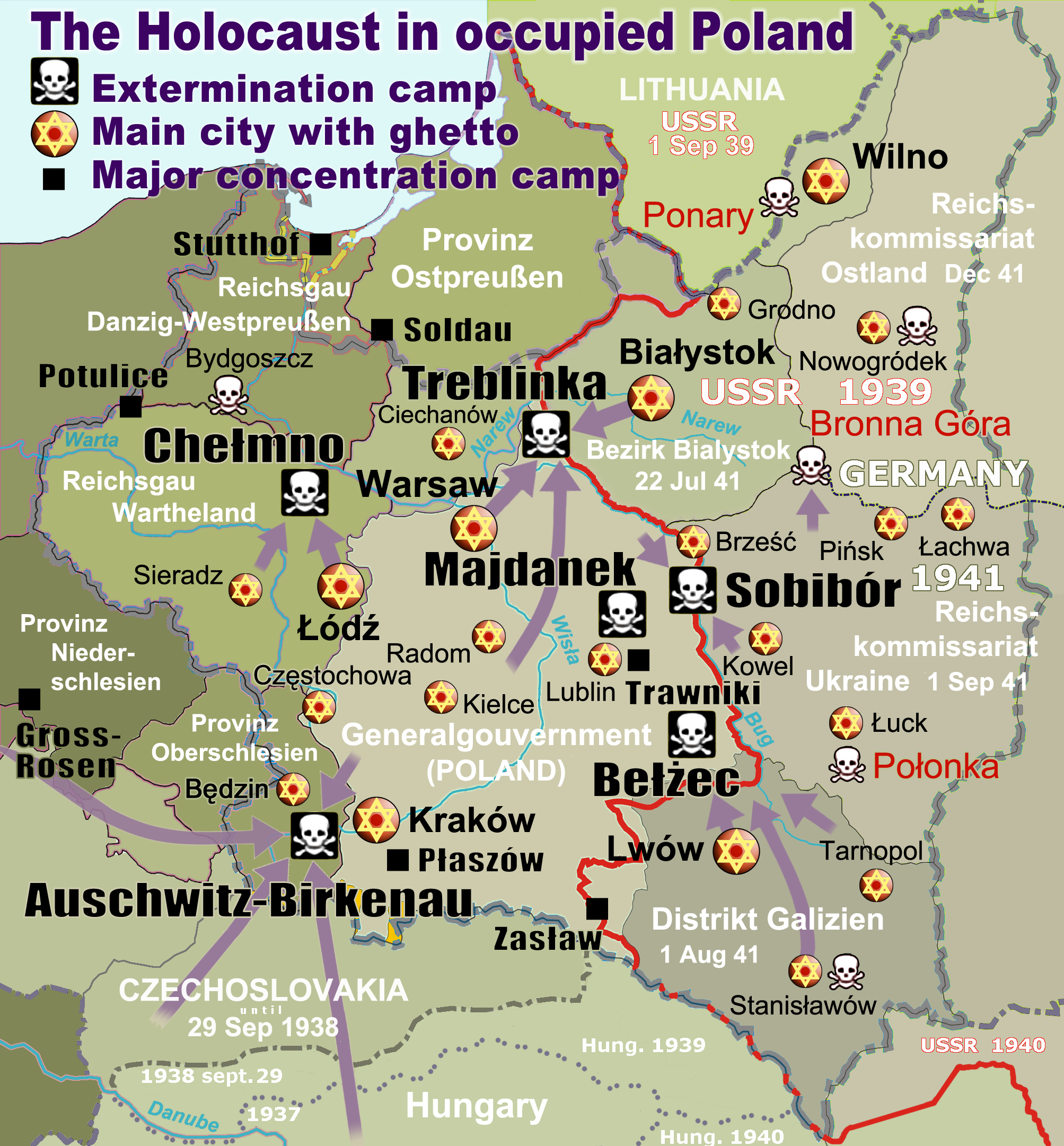
Carte de la Pologne occupée lors de la Seconde Guerre mondiale, indiquant les principaux ghettos, les camps de concentration et d'extermination répartis sur le pays.

#### Temps des ghettos

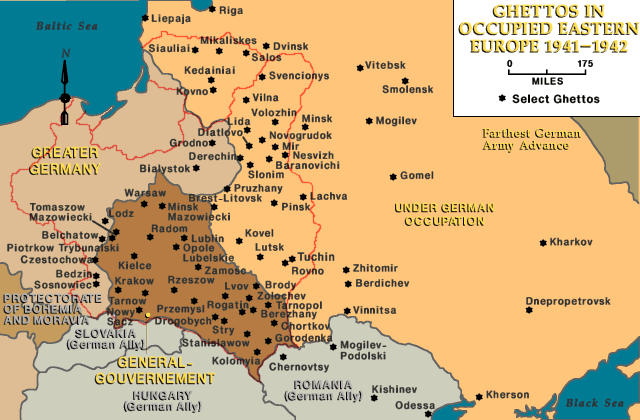
Principaux ghettos en Pologne et Europe de l’Est

Dès le début de l'occupation, les Allemands ont comme objectif de regrouper les Juifs dans des ghettos en vue de leur déportation ultérieure dans des réserves juives. Les entreprises juives sont confisquées et offertes à des industriels allemands ou des Allemands ethniques. Les Juifs ne peuvent emporter dans les ghettos que peu de leurs biens. Le ghetto de Varsovie fut le plus important des ghettos créés avec 380 000 résidents, le second est le ghetto de Łódź qui compta jusqu'à 160 000 personnes. Des ghettos moins importants sont créés assez rapidement dans toute la Pologne comme Białystok, Częstochowa, Kielce, Cracovie, Lublin, Siedlce, Lwów et Radom. Les Juifs doivent quitter leurs habitations pour s'entasser souvent dans le quartier le plus pauvre de la ville.
Dans les territoires occidentaux de la Pologne annexés par le Reich, les SS ont cherché à expulser les Juifs. Cent mille Juifs ont ainsi été déportés de territoires annexés vers l'Est de la Pologne en 1939-1940. Beaucoup se sont installés dans le ghetto de Varsovie. Les habitants des ghettos sont isolés du reste de la population. Ainsi, dans le ghetto de Varsovie, les Allemands isolent le ghetto du reste du monde le 16 novembre 1940 en construisant un mur aux frais des Juifs sous prétexte "d'isoler les maladies contagieuses véhiculées par ces derniers".
Dans les grands ghettos, les Juifs connaissent un sous-ravitaillement chronique et des débuts d'épidémie. La situation est « moins terrible » dans les villes et les petites bourgades. Les ghettos sont dirigés par des Judenräte ou conseils juifs qui servent de courroie de transmission entre les Allemands et la population du ghetto. Ce sont eux qui doivent choisir les Juifs à déporter.
Après l'invasion de l'URSS en juin 1941, la situation change. Dans un premier temps, la Pologne apparaît, comme un lieu de transit des Juifs de l'Ouest avant leur déportation vers le territoire soviétique où ils seraient exterminés par le travail dans des camps. Mais, à cause des retards pris dans l'invasion de l'URSS, il devient vite évident que les Juifs de Pologne ne pourront pas être déportés rapidement vers l'Est. Hans Frank commence alors à planifier la destruction d'une partie des Juifs polonais. Lors de l'opération Barbarossa, le massacre de Jedwabne est perpétré par la seule population polonaise. Entre 300 (selon l'Institut national du souvenir) et 1 600 (selon Jan T. Gross) Juifs sont torturés et mis à mort par une partie des habitants de ce village.

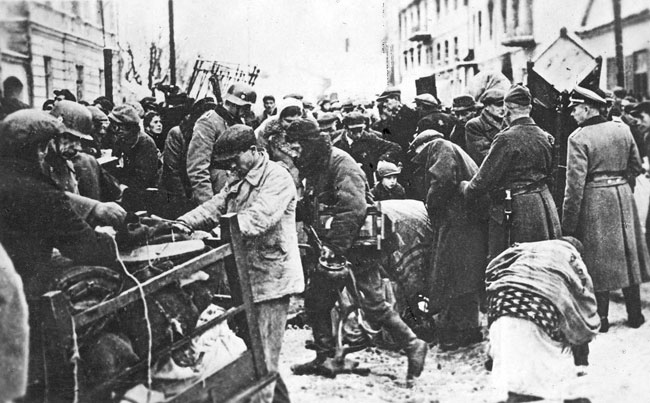
Ghetto de Grodno, novembre 1941
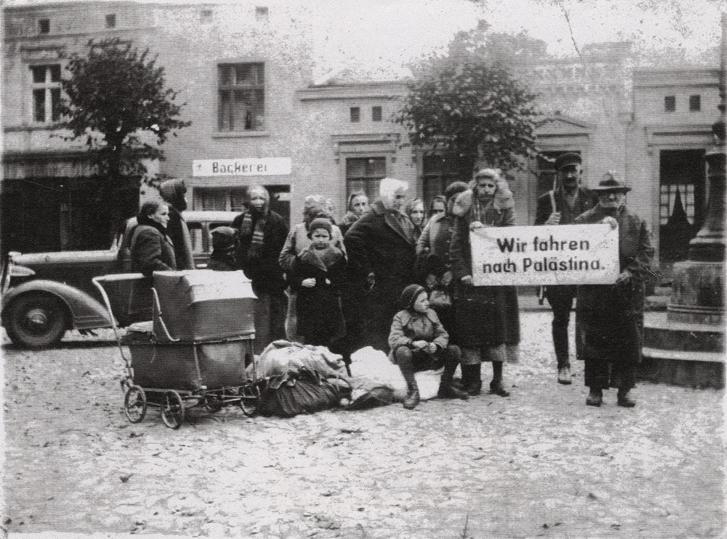
Juifs de Sępólno Krajenskie (Sępólna Krajeńskiego) arrêtés par les Allemands et pensant se rendre en Palestine, automne 1939. En fait, tous les Juifs de Sępólno seront assassinés dans le camp d'internement de Radzim.
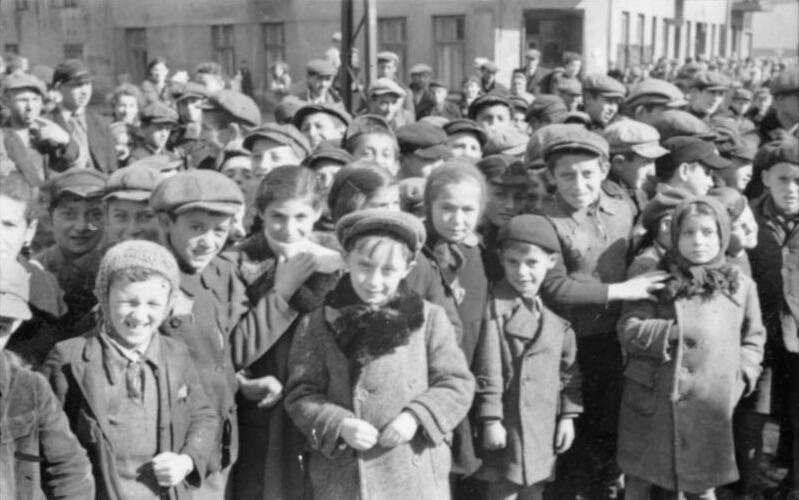
Enfants du ghetto de Litzmannstadt, 1940
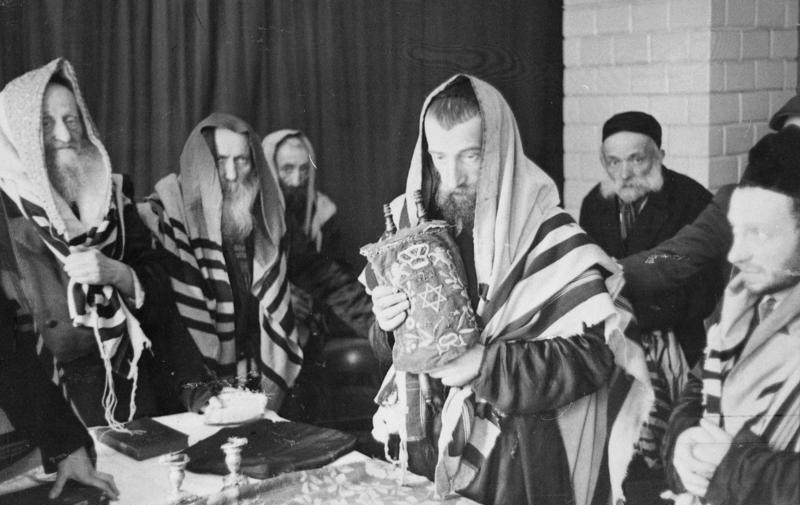
Juifs en prière au ghetto de Varsovie, mis en scène pour un film de propagande allemand, 24 mai 1941
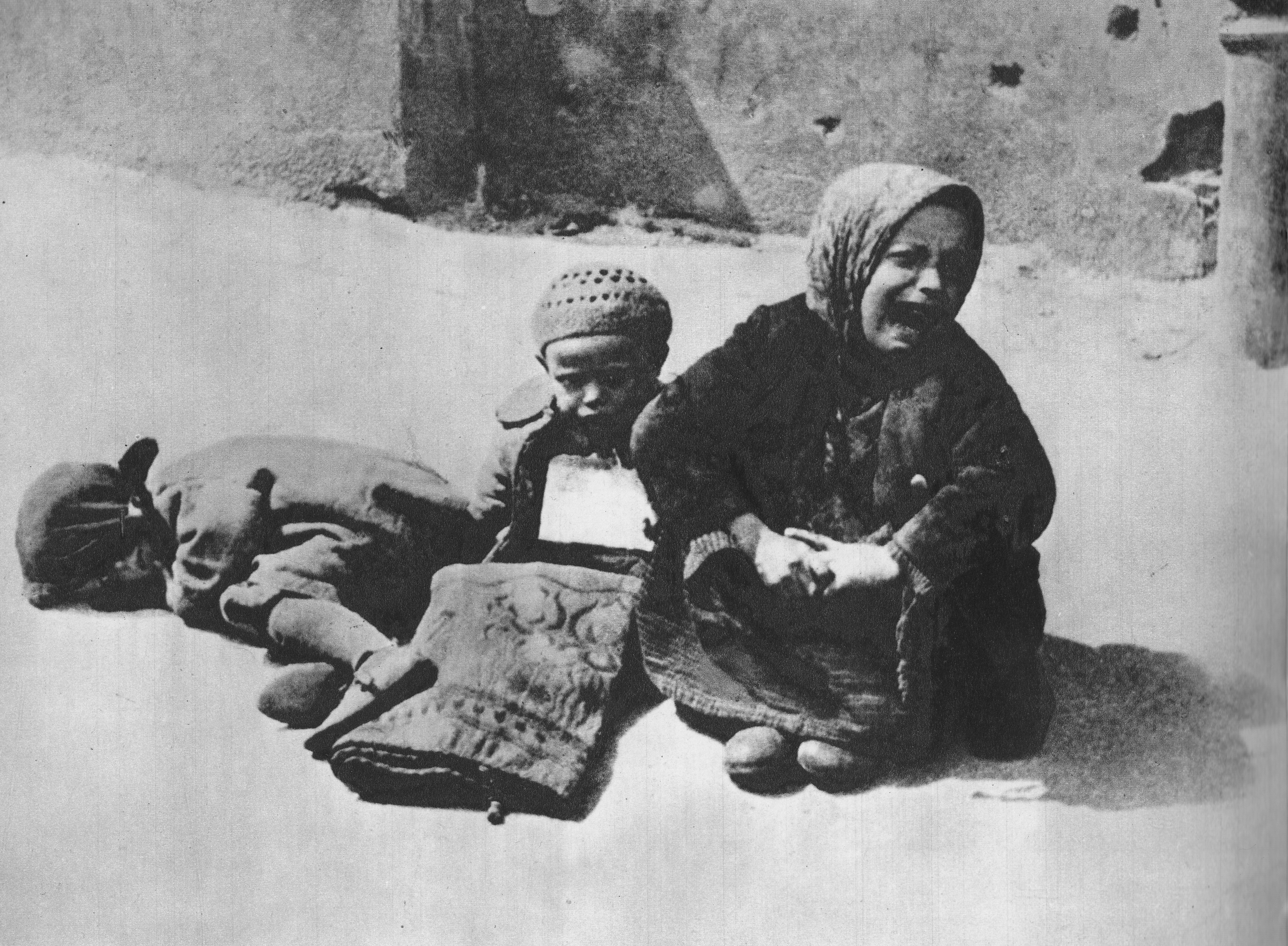
Enfants abandonnés à eux-mêmes sur les trottoirs du ghetto de Varsovie, 1941
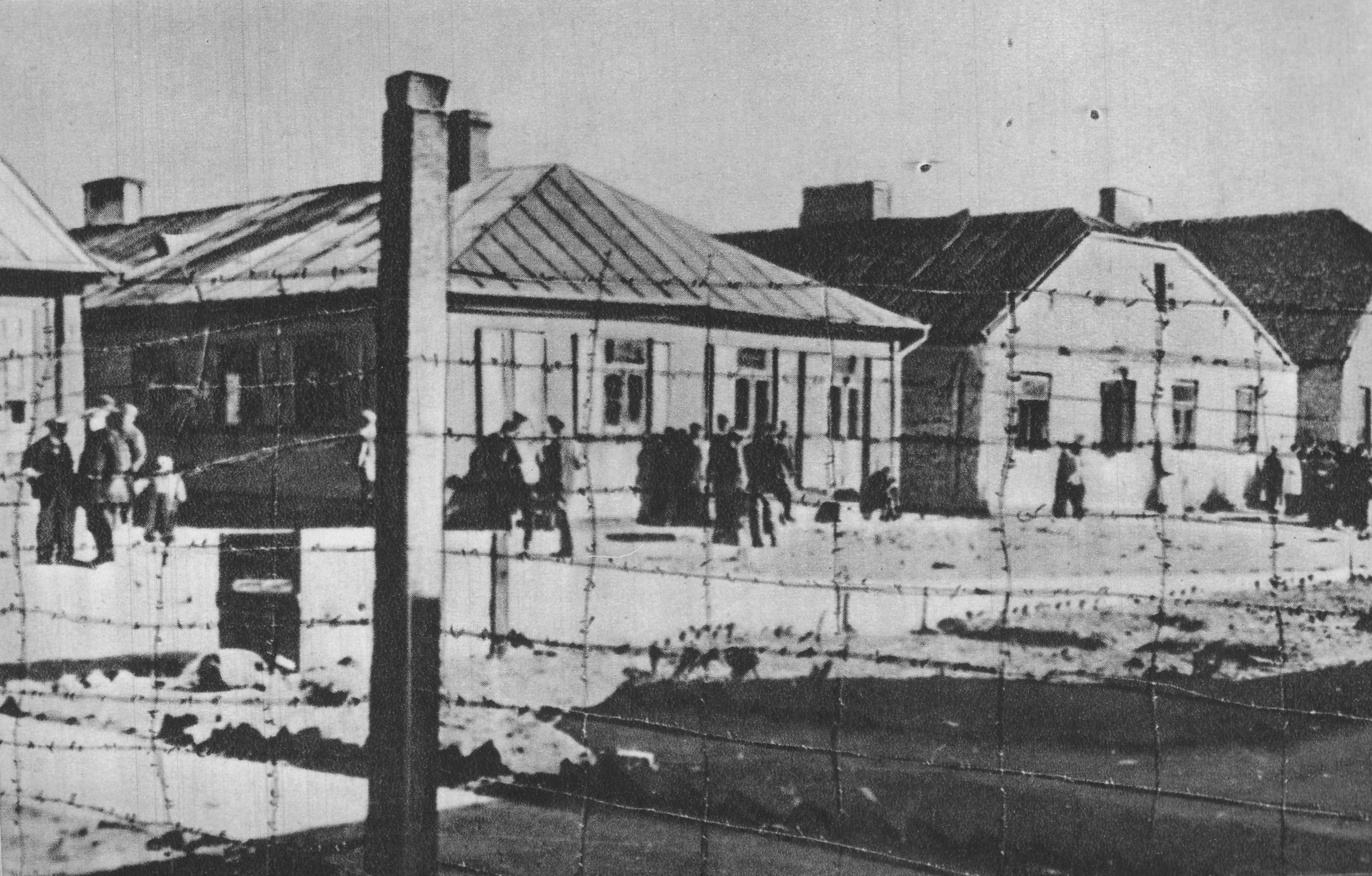
Ghetto de Międzyrzecz Podlaski, mai 1943

#### Temps de l'extermination

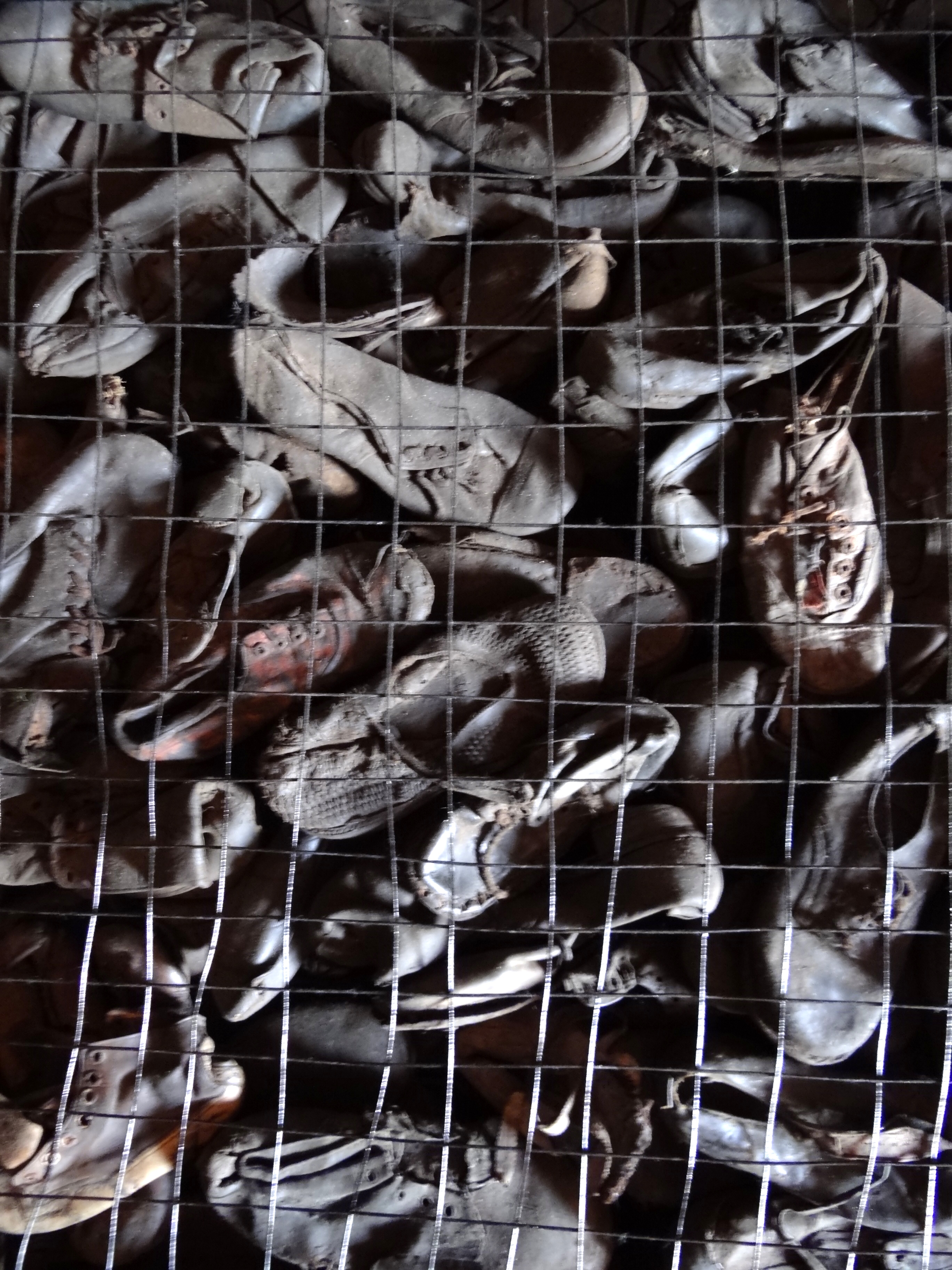
Chaussures de victimes de l'opération Reinhard, mortes dans le camp de Majdanek, Lublin (Pologne)

En août 1941, la Galicie orientale, auparavant annexée par l'URSS est rattachée au Gouvernement général de Pologne. Les fusillades de Juifs se multiplient et deviennent même systématiques à partir du mois d'octobre. Les nazis préfèrent cependant se tourner vers des points fixes d'extermination comme les camions à gaz ou les chambres à gaz. La densité relativement élevée par rapport à l'URSS de voies ferrées permet d'envisager le rassemblement des Juifs en un petit nombre de points d'extermination. Le premier centre d'extermination, Chelmno, commence à fonctionner en décembre 1941. 200 000 Juifs, venus pour la plupart des territoires annexés du nord de la Pologne y sont assassinés. Belzec, qui sert de centre d'extermination pour les Juifs de Galicie, est en fonction de la mi-mars 1942 jusqu'en décembre de la même année. 400 000 Juifs polonais y trouvent la mort. En février 1942, à la suite de la Conférence de Wannsee, les nazis commencent la construction de Sobibor. Le camp de mort immédiate commence à fonctionner en mai 1942. On y assassine aussi les Juifs venus d'Europe de l'Ouest, de Slovaquie ou d'URSS, soit environ 250 000 personnes tuées entre mai 1942 et octobre 1943. Treblinka commence à fonctionner en juillet 1942. 900 000 Juifs polonais y trouvent la mort.
En mars 1942, commence l'aktion Reinhard qui a comme objectif d'exterminer tous les Juifs du Gouvernement général de Pologne. Le 22 juillet 1942, l’évacuation massive du ghetto de Varsovie commence. Elle se poursuivra durant 52 jours jusqu’au 12 septembre 1942, le temps pour 300 000 personnes d’être déportées en train jusqu’au camp d’extermination de Treblinka. Les déportations furent organisées par 50 soldats SS, 200 soldats de Lituanie du bataillon Schutzmannschaften et 200 ukrainiens. Les employés du Judenrat, incluent la « police » du ghetto (en réalité une organisation juive créée de toutes pièces par les SS et censée faire régner l'ordre dans les quartiers dévastés par la faim et les maladies). Les plus jeunes adultes du ghetto de Varsovie dont les membres de l'ŻZW tentèrent de s'opposer aux Allemands. Ils voulaient mourir en combattant et "le peuple juif" déclara la guerre au Reich allemand. Ils se rapprochèrent de la résistance polonaise qui leur refusa les armes qu'ils demandaient.

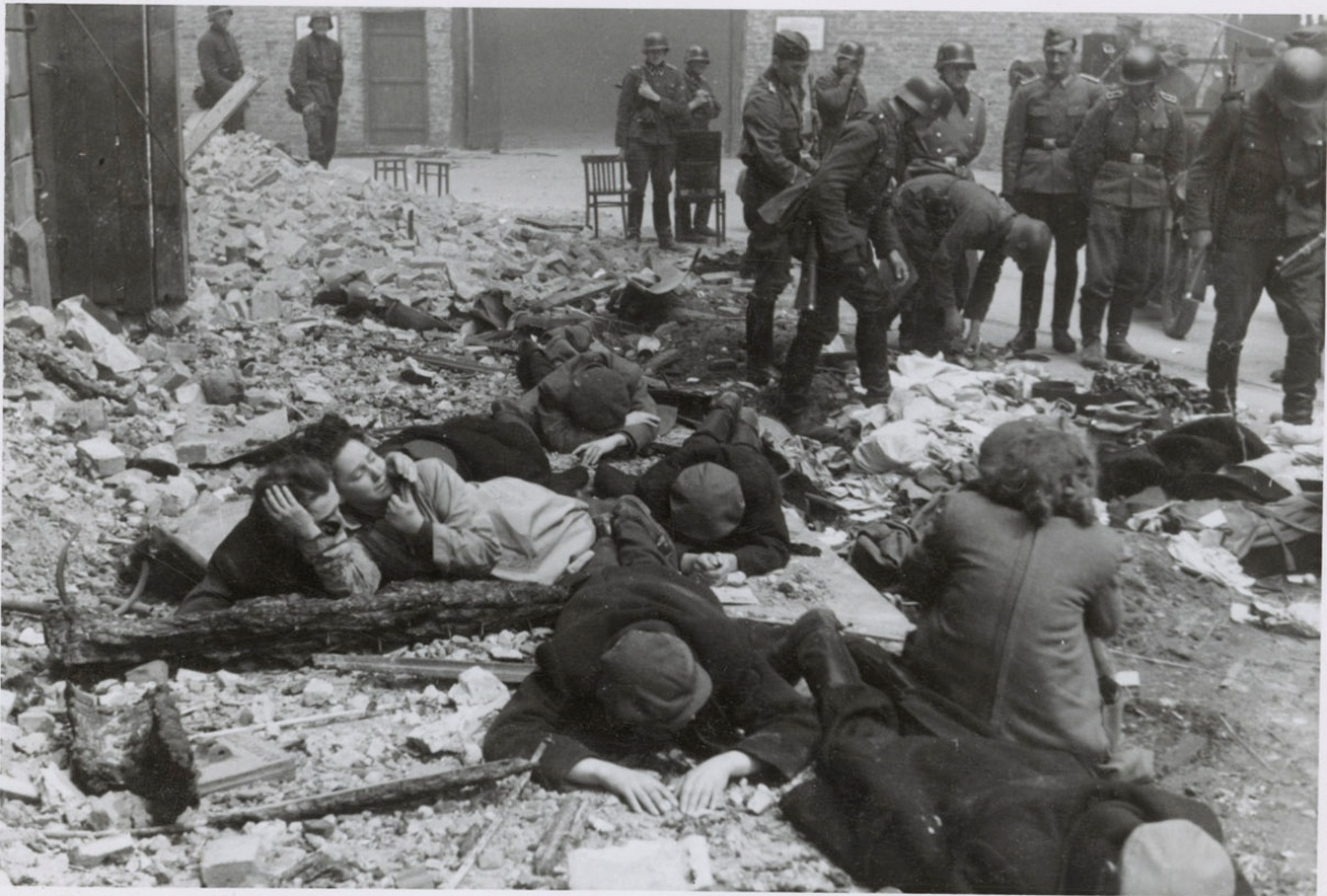
Photographie de Juifs extraits des caves, dans le ghetto de Varsovie en mai 1943, envoyée par J. Stroop à H. Himmler sous le titre : « Il n'y a plus de quartier juif à Varsovie ! »

En 1942, la main-d’œuvre juive est encore tolérée quand elle travaille à l'effort d’armement. En 1943, les ghettos sont vidés de ce qu'il reste de population. Les nazis sont alors surpris par la résistance des ghettos : soulèvement du ghetto de Varsovie en avril-mai 1943, attentat contre un café mené par les résistants juifs à Cracovie en décembre 1942, révoltes des derniers Juifs des ghettos de Mazowiecki et de Białystok , révolte des sonderkommandos à Treblinka en août 1943 et de Sobibor en octobre de la même année. À la fin du mois d'octobre les nazis organisent l'Aktion Erntefest pour assassiner les derniers Juifs de la région de Lublin en particulier dans les camps de travail comme celui de Maïdanek. En 1944, les nazis calculent qu'il ne reste plus que 200 000 Juifs en Pologne. Auschwitz ne sert à tuer les Juifs polonais que lorsque les autres camps de mort immédiate ont fermé. Trois cent mille Juifs polonais y sont assassinés, dont notamment ceux du ghetto de Łódź.

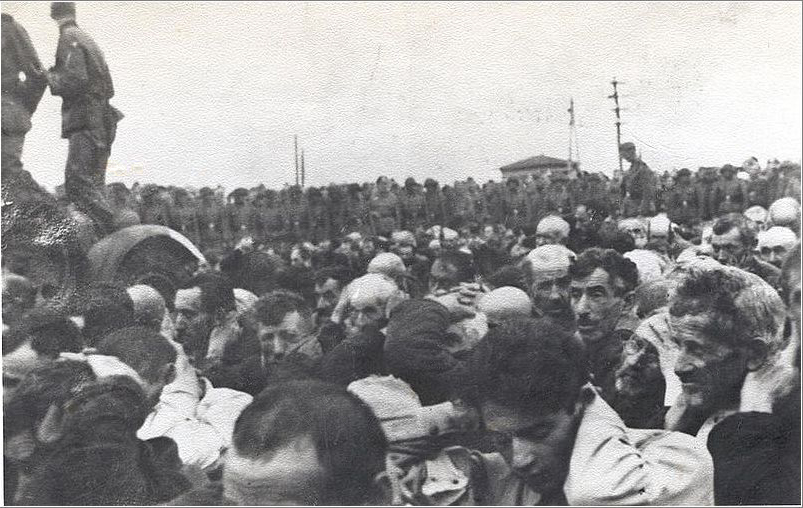
Liquidation du ghetto de Białystok (Lublin), 15–20 août 1943.
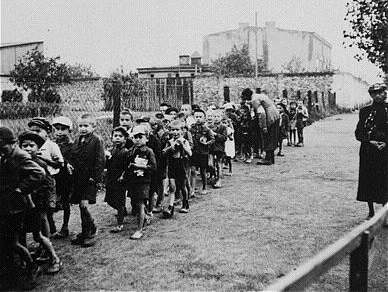
Déportation des enfants du ghetto de Lodz vers le camp d'extermination de Chelmno, septembre 1943
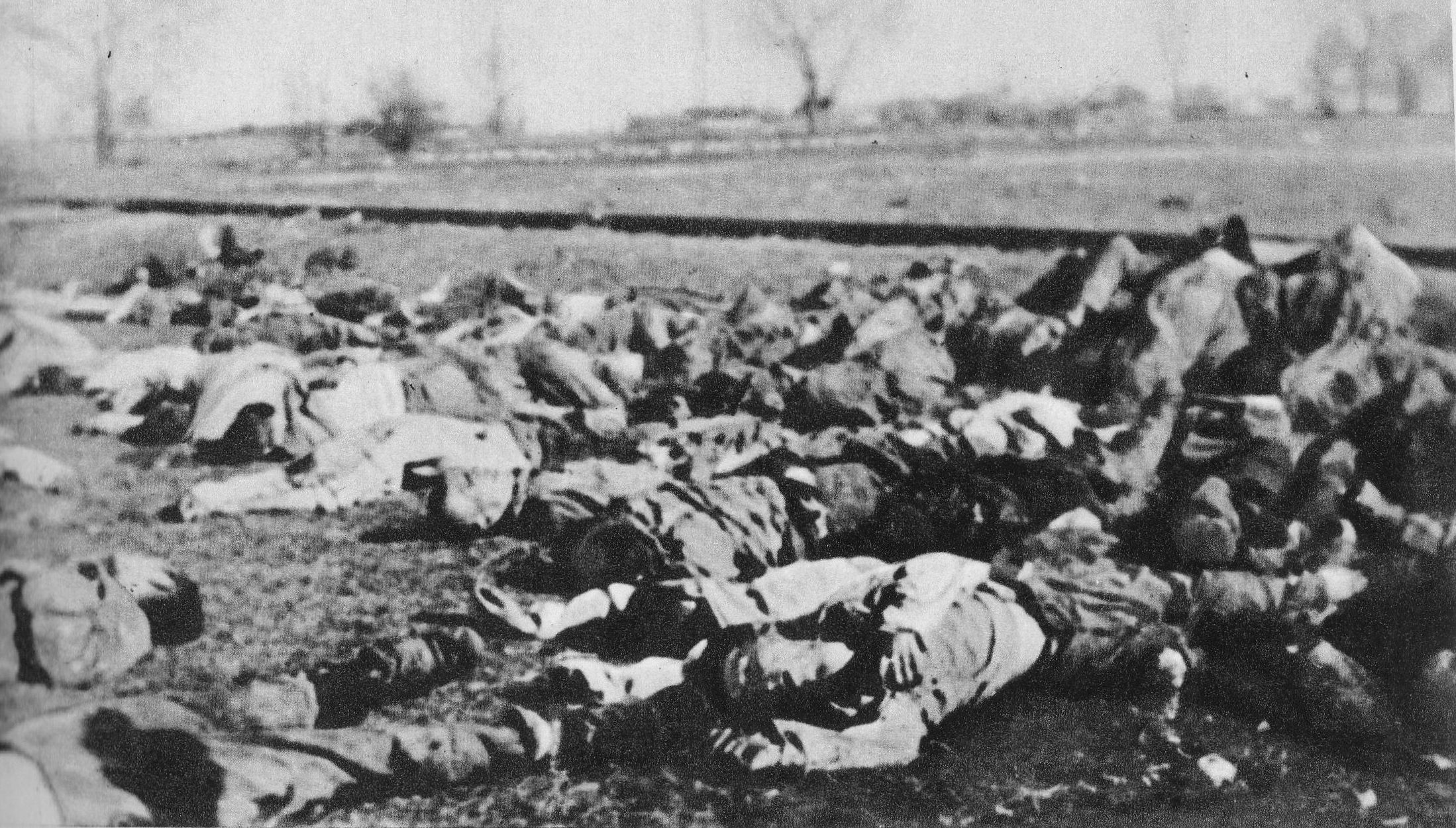
Cadavres de victimes de déportation sur le chemin menant au camp d'extermination de Kulmhof (Chelmno), 5-12 septembre 1942
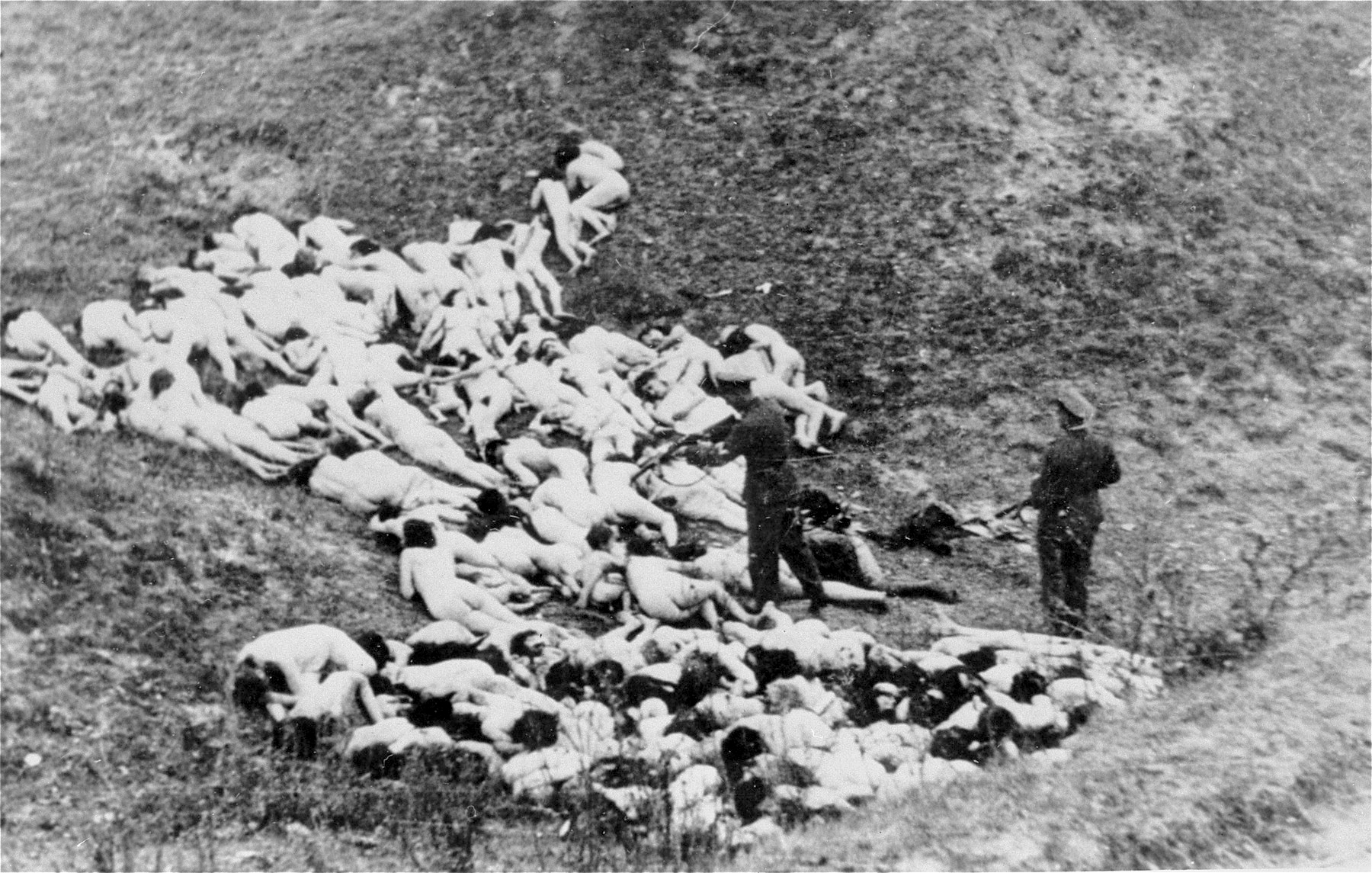
Exécution d'enfants et femmes juifs dénudés dans une fosse par un einsatzgruppe à Zdołbunów (Pologne), aujourd'hui Zdolbouniv (Ukraine), 14 octobre 1942
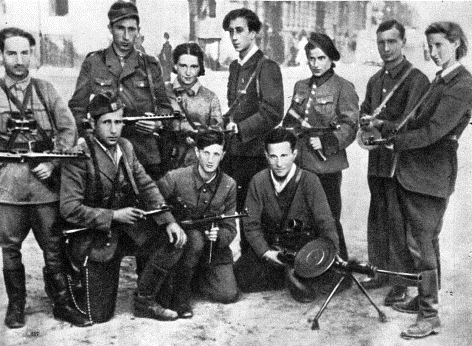
Résistants juifs à la libération du ghetto de Vilnius en juillet 1944 : Abba Kovner, Vitka Kempner, Pascha Reichmann.

#### Bilan

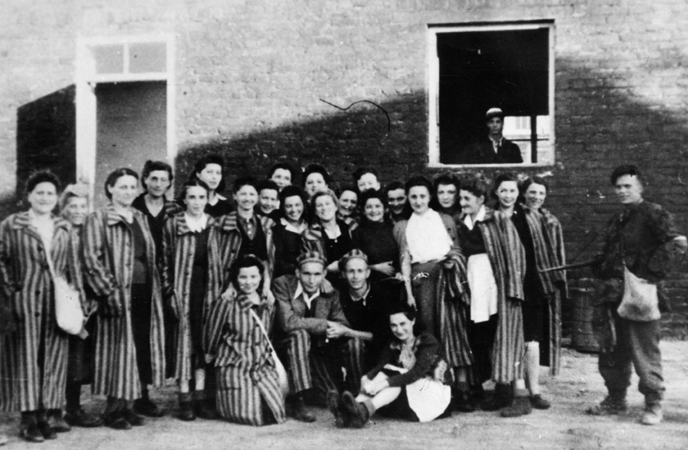
Prisonniers juifs de Gęsiowka, un camp germano-nazi à Varsovie libéré le 5 août 1944 par des soldats polonais du bataillon Zośka de l'armée nationale, au début du soulèvement de Varsovie (1944)

La communauté juive polonaise a été quasiment anéantie lors de la Shoah. Sur les 6 millions de Juifs tués pendant la guerre, près de la moitié sont originaires de Pologne (environ 2,7 millions d'après le dictionnaire de la Shoah). Ils disparaissent notamment dans les camps d'extermination nazis, meurent de faim dans les ghettos ou fusillés par les groupes d'extermination nazis baptisés Einsatzgruppen qui ont été particulièrement actifs en 1941. Très peu des Juifs ont survécu en Pologne même. Ceux qui sont restés en vie avaient pu fuir en URSS, hors de portée de nazis.

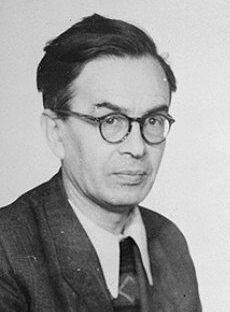
Henryk Wolinski, juriste et soldat polonais de lArmia Krajowa, cofondateur de Żegota, qui a caché 25 juifs à son domicile et en a aidé 290 autres

Malgré le comportement hostile aux Juifs d'une partie de sa population, la Pologne est le pays qui compte le plus grand nombre en volume de Justes parmi les nations, titre décerné par le musée de Yad Vashem, grâce notamment aux actions du colonel Henryk Woliński, du lieutenant-colonel Henryk Iwański ou de l'enseignante Krystyna Adolnhowa. Il est vrai que le nombre d’israélites y était beaucoup plus important que partout ailleurs en Europe. Le gouvernement polonais en exil a été le premier à diffuser (en novembre 1942) des informations sur les camps d’extermination nazis à la suite des rapports de Jan Karski (supra) et de Witold Pilecki, membres de l'Armia Krajowa. Il est également le seul gouvernement à avoir mis en place une cellule de résistance (Żegota) dont l’objectif unique était d’aider les Juifs en Pologne occupée.
En 2007, Radosław Sikorski, ministre des Affaires étrangères de 2007 à 2014, déclare au cours d'un entretien avec Adar Primor, du journal israélien Haaretz, que « l'Holocauste qui a eu lieu sur notre sol a été mené contre notre volonté par quelqu'un d'autre ». Selon un représentant du Congrès Juif Mondial, ces déclarations de Sikorski « ont démontré un mépris des conclusions des historiens polonais qui avaient découvert des preuves considérables de la participation locale dans la destruction des Juifs polonais ».

## Période de la république populaire de Pologne (1945-1989)

### Après-guerre
Entre 40 000 et 100 000 Juifs polonais survécurent à l’Holocauste en se cachant ou en rejoignant des groupes de résistants polonais et soviétiques. Cinquante mille à 170 000 autres furent rapatriés d’Union soviétique et 20 000 à 40 000 d’Allemagne et des pays voisins. À l'été 1946 le nombre maximum de Juifs en Pologne atteint 240 000 personnes, principalement dans les villes : Varsovie, Łódź, Cracovie et Wrocław.

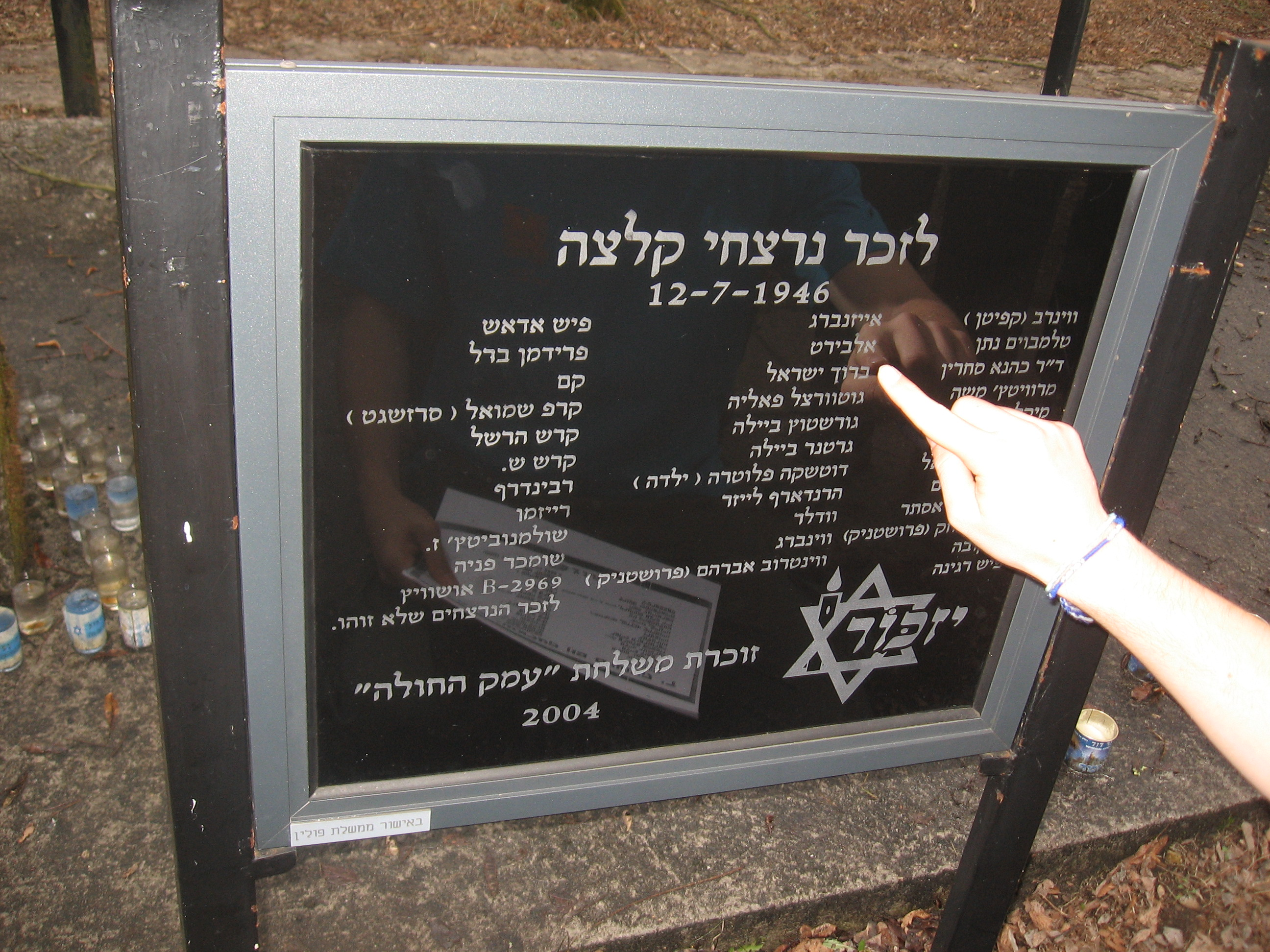
Plaque commémorative sur la tombe des victimes du pogrom de Kielce de 1946

Juste après la fin de la Seconde Guerre mondiale, les Juifs commencèrent à émigrer de Pologne, sans opposition du gouvernement. Ce phénomène fut encore accéléré par le renouveau de violences dirigées contre les Juifs, en particulier le pogrom de Kielce en 1946, le refus du régime communiste de restituer les biens confisqués aux Juifs avant guerre et le souhait de quitter les communautés détruites par l’Holocauste pour entamer une nouvelle vie en Palestine. Cent mille à cent vingt mille Juifs quittent ainsi la Pologne entre 1945 et 1948. Leur départ était en grande partie organisé par des activistes sionistes en Pologne comme Adolf Berman et Icchak Cukierman avec la protection d’une organisation semi-clandestine Berihah. Cette dernière était également impliquée dans l’organisation de l’émigration des Juifs de Roumanie, Hongrie, Tchécoslovaquie et de Yougoslavie estimée au total (Pologne incluse) à 250 000 personnes. Une seconde vague d’émigration aura lieu entre 1957 et 1959 lors de la libéralisation du régime communiste et concernera environ 50 000 personnes.
Pour ceux qui décidèrent de rester en Pologne, la reconstruction d’une vie juive y sera organisée entre 1944 et 1950 par le Comité central des juifs polonais (Centralny Komitet Żydów Polskich, CKŻP) dirigé par un ancien activiste du Bund, Szloma Herszenhorn. Le CKŻP fournissait des services dans les domaines légal, de l’éducation, social, culturel et de la propagande. Une communauté religieuse juive, couvrant le pays entier et menée par Dawid Kahane, qui faisait office de grand rabbin des forces armées polonaises, fonctionna de 1945 à 1948 avant d’être intégrée par le CKŻP. Onze partis juifs indépendants (dont huit déclarés) existèrent dans le pays jusqu’à leur dissolution en 1949.
Un certain nombre de Juifs polonais participèrent à la mise en place du régime communiste amenant à la création de la république populaire de Pologne. Beaucoup d’entre eux occupèrent des postes importants au bureau politique du Parti ouvrier unifié polonais (comme Jakub Berman - responsable de la sécurité ou Hilary Minc – responsable de l’établissement d’une économie de type communiste) ainsi que de l’appareil de sécurité Urząd Bezpieczeństwa (UB) et dans les domaines de la diplomatie/espionnage (comme Marcel Reich-Ranicki). Après 1956, pendant la déstalinisation en Pologne sous le régime de Władysław Gomułka certains officiers de l’Urząd Bezpieczeństwa (UB) dont Roman Romkowski (alias Natan Grunsapau-Kikiel), Jacek Różański (alias Jozef Goldberg), et Anatol Fejgin seront poursuivis pour "abus de pouvoir" comportant des actes de torture sur des Polonais anti-communistes (dont Witold Pilecki). Ils furent condamnés à de lourdes peines de prison. Un agent de l’UB, Józef Światło, (alias Izak Fleichfarb), après être passé à l’Ouest en 1953 communiqua sur Radio Free Europe les méthodes employées par l’UB, ce qui entraînera sa dissolution en 1954.
Quelques institutions culturelles juives sont (re)créées à cette période dont le Théâtre national yiddish en 1950 et dirigé par Ida Kamińska, l’Institut de l’histoire juive, une académie spécialisée dans la recherche historique et culturelle sur les Juifs de Pologne ou le journal en yiddish Fołks Sztyme (pl) (פֿאָלקס שטימע, La Voix du peuple).

### 1967-1989
Le 10 juin 1967, jour de la fin de la guerre des Six Jours entre Israël et les pays arabes, la Pologne rompt ses relations diplomatiques avec Israël. Mais, les États arabes étant considérés par beaucoup de Juifs polonais comme des États satellites du régime de Leonid Brejnev, beaucoup de Juifs Polonais soutiendront les Israéliens. En 1967, la très grande majorité des 40 000 Juifs résidents en Pologne sont parfaitement intégrés dans la société locale. Malgré cela, ils furent l’année suivante la cible d’une campagne menée par le pouvoir central assimilant des origines juives à des sympathies sionistes et donc à une trahison envers le pays.
En mars 1968, des manifestations d'étudiants à Varsovie (Mars 1968) fournissent une excuse au gouvernement Gomułka pour canaliser les sentiments anti-gouvernementaux sur une autre cible. Ainsi, le chef de la sécurité Mieczysław Moczar, utilisa la situation comme prétexte pour lancer une campagne de presse antisémite (bien qu’officiellement, seul le sionisme soit attaqué). Cette campagne antisémite soutenue par le parti et le gouvernement entraînera l’éviction des Juifs du Parti ouvrier unifié polonais et des postes d’enseignants dans les lycées et les universités. À cause de la pression, politique et policière, quelque 25 000 Juifs vont émigrer entre 1968 et 1970. La campagne qui visait plus particulièrement les Juifs ayant exercé de hautes fonctions pendant la période stalinienne, y atteignit l’ensemble des Juifs, quel que soit leur milieu.
Il y eut de graves conséquences à la suite des évènements de mars 1968. La campagne antisémite laissa une très mauvaise image du pays à l’étranger, en particulier aux États-Unis. Certains intellectuels polonais révoltés à l’idée d’une campagne antisémite menée par l’État s’y opposèrent. Certains individus étant passées à l’Ouest à cette période fondèrent des mouvements anti-communistes qui encouragèrent l’opposition en Pologne.
En mars 2018, pour les soixante ans de ces événements, le président polonais Duda demanda pardon aux Juifs chassés à cette occasion.
À la fin des années 1970, certains militants d'origine juive étaient engagés dans des groupes anticommunistes. Le plus connu d’entre eux, Adam Michnik (ultérieurement fondateur en 1989 de la Gazeta Wyborcza) était également membre fondateur du KOR (Comité de défense des ouvriers). À la chute du communisme en Pologne en 1989, entre 5 000 à 10 000 Juifs résidaient encore dans le pays et la grande majorité ne préférait pas faire état de ses origines.

## Depuis 1989

### Société polonaise et «question juive»

#### Fin de la censure communiste sur le sujet de l'antisémitisme

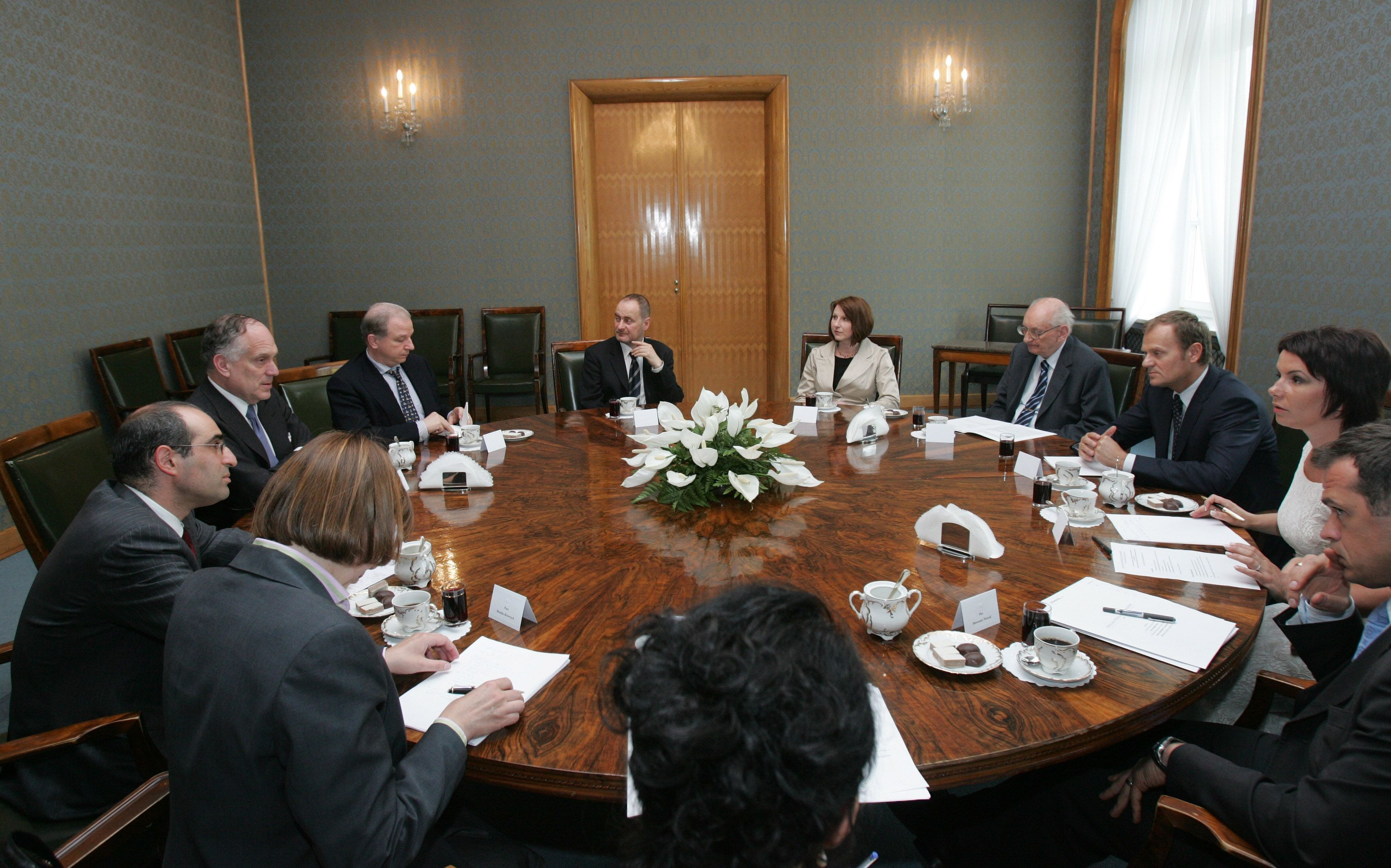
Délégation du Congrès juif mondial rencontrant le Premier ministre polonais Donald Tusk à Varsovie (juin 2008)

Après la chute du communisme en Pologne, la vie culturelle, sociale et religieuse juive connaît un renouveau.
Certains évènements historiques, survenus en particulier durant la Seconde Guerre mondiale et la période communiste, longtemps occultés par la censure du régime, sont réévalués et publiquement débattus : par exemple le massacre de Jedwabne, le massacre de Koniuchy, le pogrom de Kielce ou la croix d'Auschwitz et plus généralement les relations entre juifs et chrétiens pendant la guerre, avec la contribution de certains Polonais aux exactions nazies.
Des crimes perpétrés contre des Juifs juste après la guerre ont également été rendus publics.

#### Loi de 2018 sur la dénomination des camps d'extermination nazis
Le 1er février 2018, à la suite du vote de la Chambre basse de la Diète de Pologne, le Sénat adopte une loi sur la Shoah prévoyant « jusqu'à trois ans de prison ou une amende pour toute personne, citoyen polonais ou étranger, qui utiliserait le terme « camps de la mort polonais » pour qualifier les camps d'extermination installés par les nazis en Pologne occupée durant la Seconde Guerre mondiale ». Cette loi a pour objectif de « protéger la réputation de la république de Pologne et de la nation polonaise ».
En Israël et dans la communauté juive internationale, les réactions sont vives dès que le projet de loi est présenté devant la Diète, cette loi étant considérée comme une forme de négationnisme : « le gouvernement israélien, à l’instar de la diaspora juive, a reproché à Varsovie de vouloir nier la participation de certains Polonais au génocide des juifs, voire d'empêcher des rescapés juifs de raconter leur expérience ou la mort de leurs proches. », et encore plus après le vote du Sénat.
La loi est aussi critiquée dans les pays occidentaux, notamment les États-Unis et la France.
Elle est cependant promulguée le 6 février par le président de la République, Andrzej Duda, et entre en vigueur en mars.
Le 27 juin 2018, le gouvernement de Mateusz Morawiecki prend acte des réactions négatives à l'étranger et annonce que la loi va être amendée.

#### Coutume pascale de Cracovie
À Cracovie, le lundi de Pâques est marqué par une coutume appelée « Emmaüs », dont un élément est la vente de figurines stylisées appelées « Le Juif avec une pièce (en) » : ces figurines ou figures sont supposées porter chance et fortune aux acheteurs et doivent être placées à l'envers les jours de Shabath,,,,,,.

En juin 2021, la municipalité de Cracovie annonce son intention d'interdire la vente de ces figurines lors d'événements publics, afin de combattre les « attitudes discriminatoires où le ridicule, le mépris et la caricature portent les traces de l'antisémitisme »,.

Stéréotype antisémite : porte-bonheur financiers vendus en Pologne
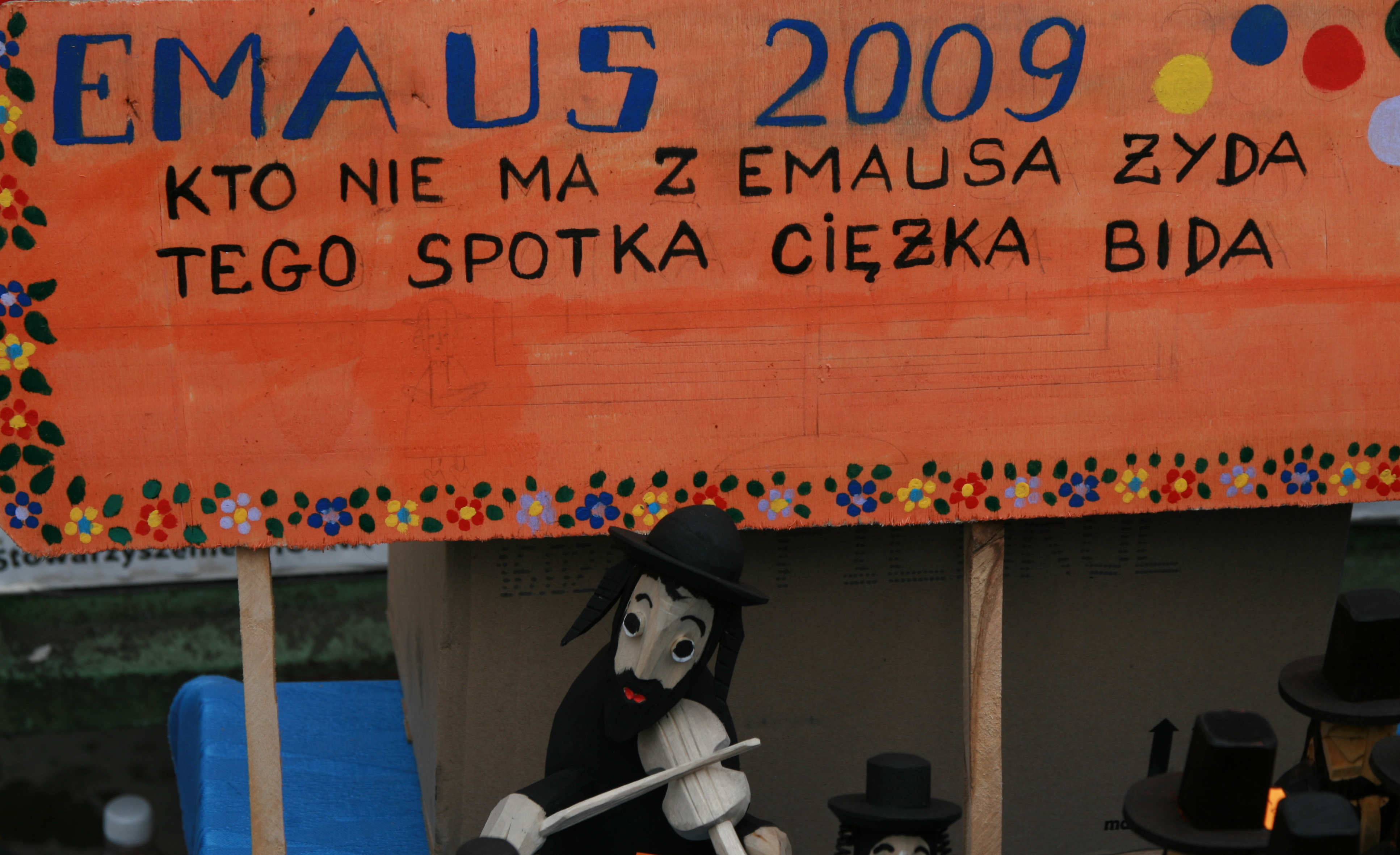
Vente de figurines représentant des juifs religieux lors de la fête d'Emmaüs à Cracovie. Le panneau indique :  « Quiconque ne prend pas un Juif d'Emmaüs rencontrera un grave malheur » (2009).
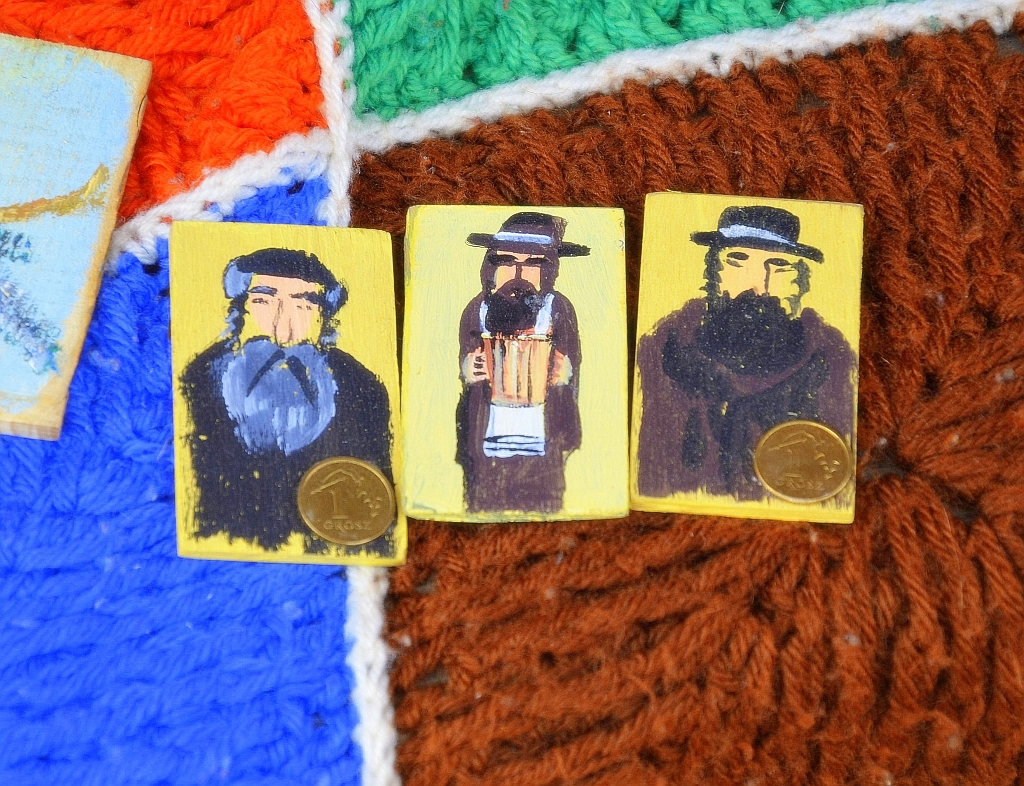
Portraits de Juifs avec un grosz (monnaie polonaise) (2013).

### Commémorations de la Shoah

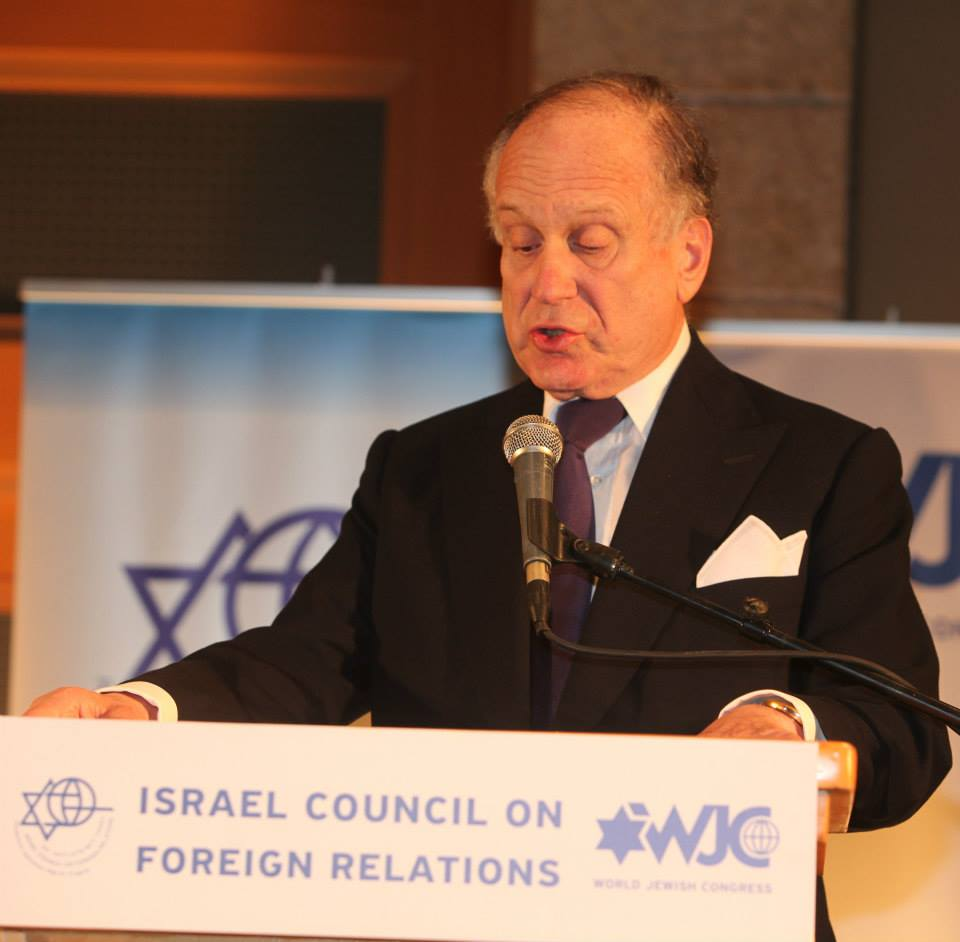
Ronald S. Lauder, Président du WJC, s'exprimant sur le thème du Moyen-Orient, octobre 2013.

On recense de nombreuses commémorations de la Shoah en Pologne. En septembre 2000, des dignitaires de Pologne, d'Israël, des États-Unis d'Amérique et d'autres pays (dont le prince Hassan de Jordanie) se sont retrouvés dans la ville d'Oświęcim (site du camp d'Auschwitz) pour célébrer la rénovation de la synagogue Chevra Lomdei Mishnayot et l'ouverture du Centre Juif d'Auschwitz. La synagogue (la seule de la ville à être restée debout après la guerre) et le centre culturel et éducatif adjacent permettent aux visiteurs de prier et d'en apprendre plus sur la communauté juive d'Oświęcim avant et pendant la Seconde Guerre mondiale. Cette synagogue est également le premier bien communal du pays à avoir été restitué à la communauté juive selon une loi de 1997. De plus, tous les ans en avril, se déroule la Marche des Vivants, reliant Auschwitz à Birkenau à la mémoire des victimes de la Shoah qui attire des marcheurs de Pologne, d'Israël et de bien d'autres pays.
Le gouvernement polonais a aussi financé la construction d'un musée de l'Histoire des Juifs polonais (Polin) à Varsovie. Lors d'une cérémonie en novembre 2007, l'Allemagne a offert cinq millions d'euros pour la construction de ce musée, prévu alors pour 2009 ou 2010. Ce musée a été construit dans l'ancien quartier juif de Varsovie, site du ghetto pendant la Shoah, en face de Monument aux héros du ghetto qui s'y dresse depuis 1946. Ce Musée de l'Histoire des Juifs polonais, officiellement inauguré le 19 avril 2013 et ouvert au grand public en octobre 2014, retrace la longue histoire de la présence des Juifs en Pologne, trop souvent réduite à la période de la Seconde Guerre mondiale.

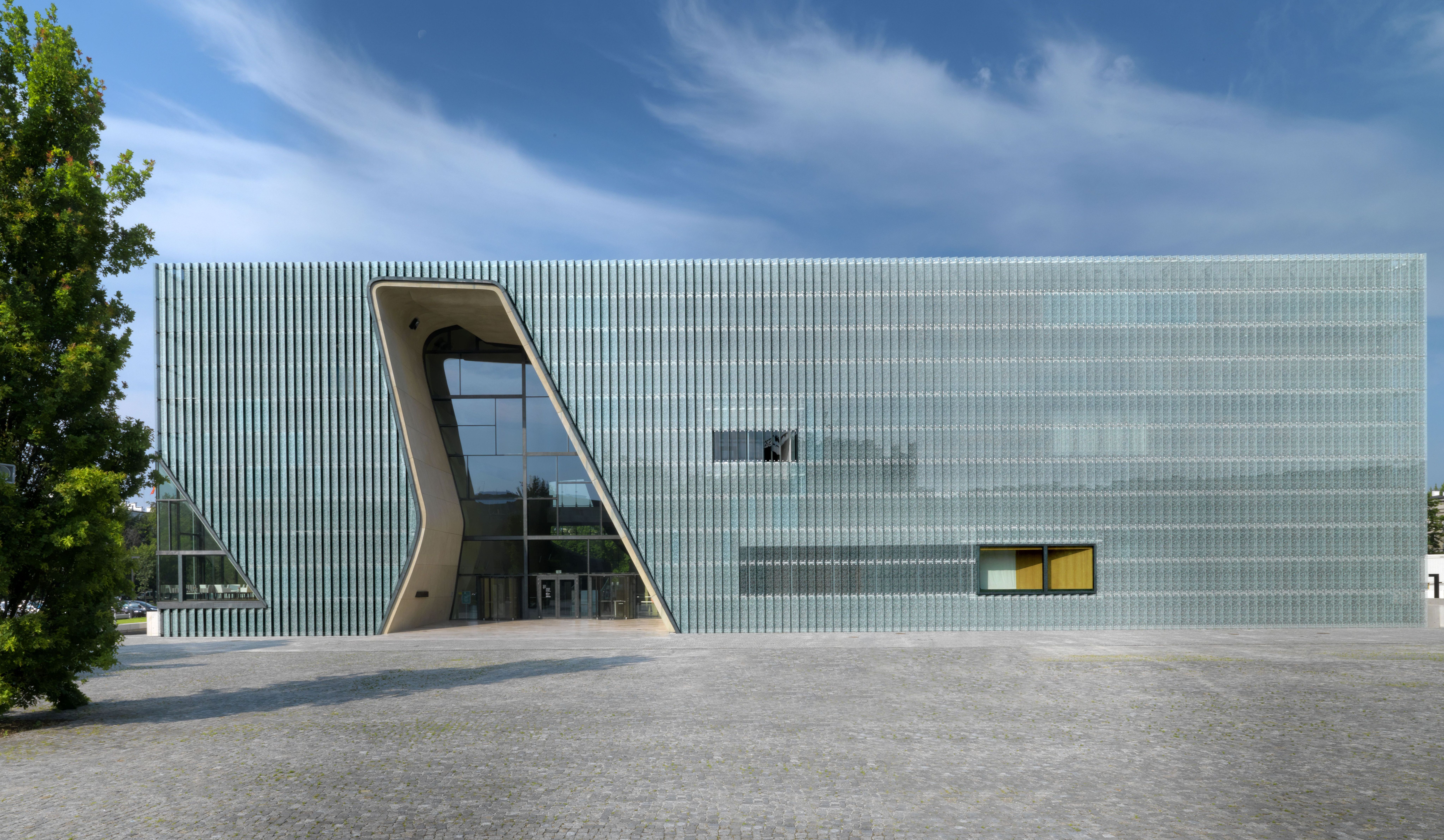
Musée de l'histoire des Juifs polonais, Varsovie.

Des initiatives privées se font un point honneur à marquer leur gratitude aux Justes polonais, comme avec le projet « Silent Hero Taxi » et ses taxis londoniens mis gratuitement à la disposition des Justes de Varsovie par des descendants de survivants à travers l'action soutenue par l'association From the Depths, qui s'occupe également à interviewer des survivants et de sauveteurs dans des films de témoignage,,,. Toutefois, certaines de ses autres initiatives sont jugées abusives par Yad Vashem.

### Communauté juive de nos jours

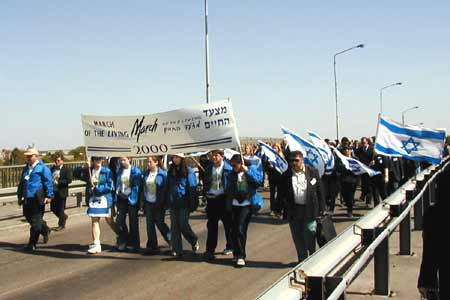
Juifs polonais à la Marche des Vivants, Auschwitz, 2000.

Selon le recensement de 2011, 7 508 habitants se déclarent juifs. Selon le démographe Sergio DellaPergola, 4 500 Polonais se déclaraient juifs en 2018 et 13 000 citoyens polonais seraient éligibles à la loi du retour de l'État d'Israël.
Selon le cinquième rapport (2015) concernant la situation des minorités nationales et ethniques ainsi que des langues régionales, la quasi-totalité d'entre eux parlent polonais ; pour les autres, 321 parlent hébreu et 90 le yiddish à la maison. Ces chiffres sont minorés du fait de sous-déclarations lors des recensements et certains spécialistes affirment qu'il y aurait en réalité entre 20 et 25 000 personnes conscientes de leur origine juive.

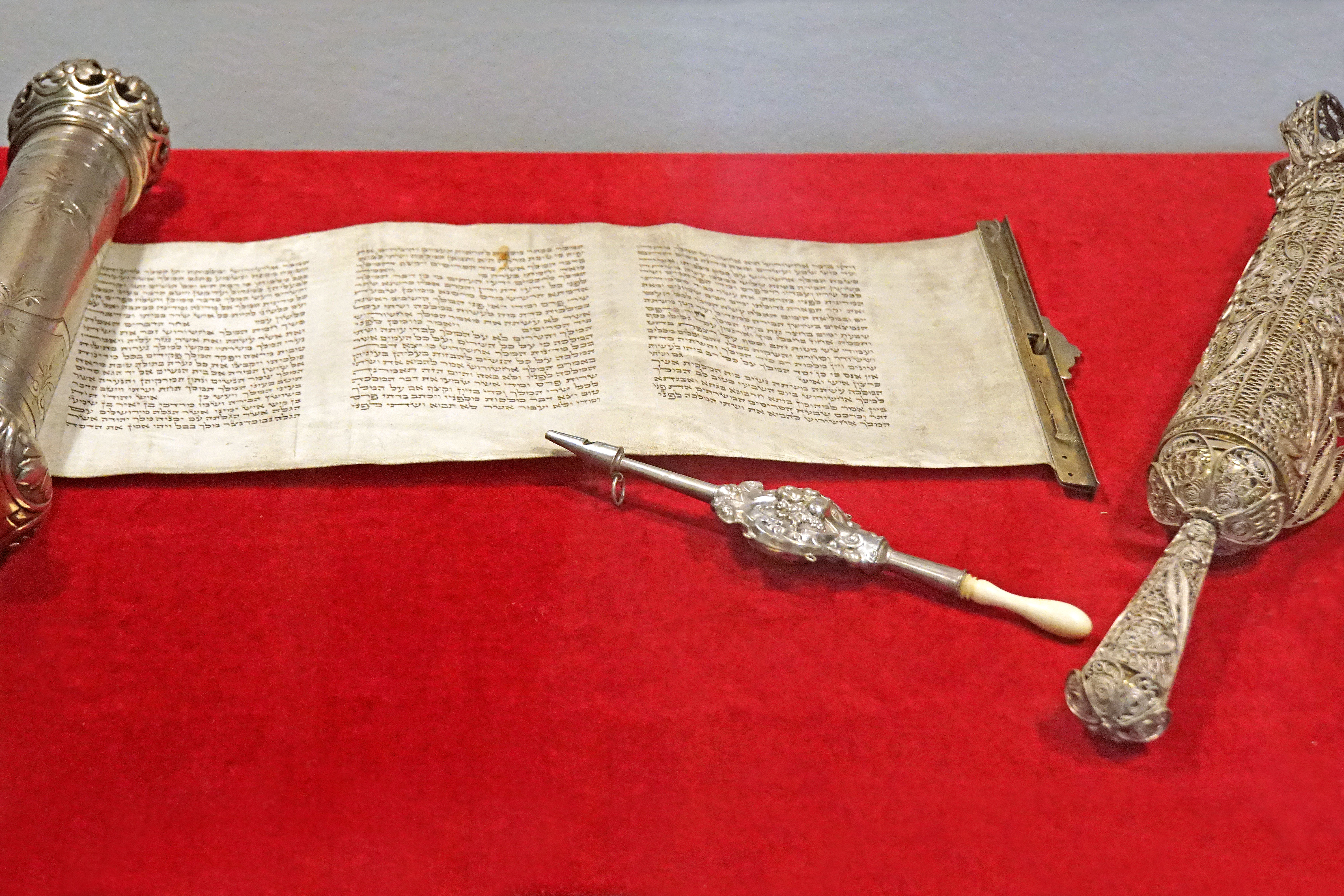
Livre d'Esther à la synagogue Remah (nommée d'après rabbi Moses Isserles (1525–1572)) à Kazimierz, district de Cracovie

La vie religieuse juive connaît un renouveau avec l'aide de la Fondation Ronald Lauder qui permet à deux rabbins venus de l'étranger d'officier, la mise en place d'un petit réseau d'écoles et de colonies de vacances ainsi que le soutien à de nombreux périodiques et à l'édition de livres. En 1993, l'Union des communautés religieuses juives de Pologne est créée avec comme objectif l'organisation de la vie religieuse et culturelle des communautés polonaises. Huit communautés juives font partie de l’Union : Varsovie, Wrocław, Cracovie, Lodz, Szczecin, Katowice, Bielsko-Biała et Legnica. Il existe bien des groupuscules parajudaïques et des associations culturelles à caractère religieux. L’Union met tout en œuvre pour maintenir et perpétuer la vie juive traditionnelle en organisant quotidiennement de véritables offices, en offrant aux Juifs de Pologne tous les services communautaires classiques tels que cimetière, bain rituel, cantine cachère et surtout en finançant un minimum de vie juive dans de petites communautés ainsi qu’un service d’aide sociale très actif.
En février 2008, s'est tenue la première assemblée de rabbins de Pologne en présence du grand rabbin ashkénaze d'Israël, Yona Metzger. De plus des centaines de Polonais retrouvent leurs origines juives. Certains sont les descendants d'"enfants cachés" qui ont survécu à la Shoah. D'autres découvrent qu'ils sont issus d'une famille juive assimilée, qui, sous le coup des campagnes antisémites du régime communiste, avait tiré un trait sur son identité.
Un programme d'études juives a été créé à l'université de Varsovie ainsi qu'à l'université Jagellonne de Cracovie. Cracovie abrite aussi la fondation Judaica qui soutient un grand nombre de programmes culturels ou éducatifs sur des thématiques juives à destination des Polonais.
Depuis 1988, fin juin, début juillet dans l'ancien quartier juif de Kazimierz à Cracovie se déroule Festival de culture juive de Cracovie.
La communauté juive religieuse de Cracovie déclare que depuis le pogrom commis par le Hamas dans le sud d’Israël, le 7 octobre 2023, « les actes d’antisémitisme sont en hausse, un antisémitisme qui, jusqu’à présent... se cache sous une façade de prétendu ‘antisionisme’ ».

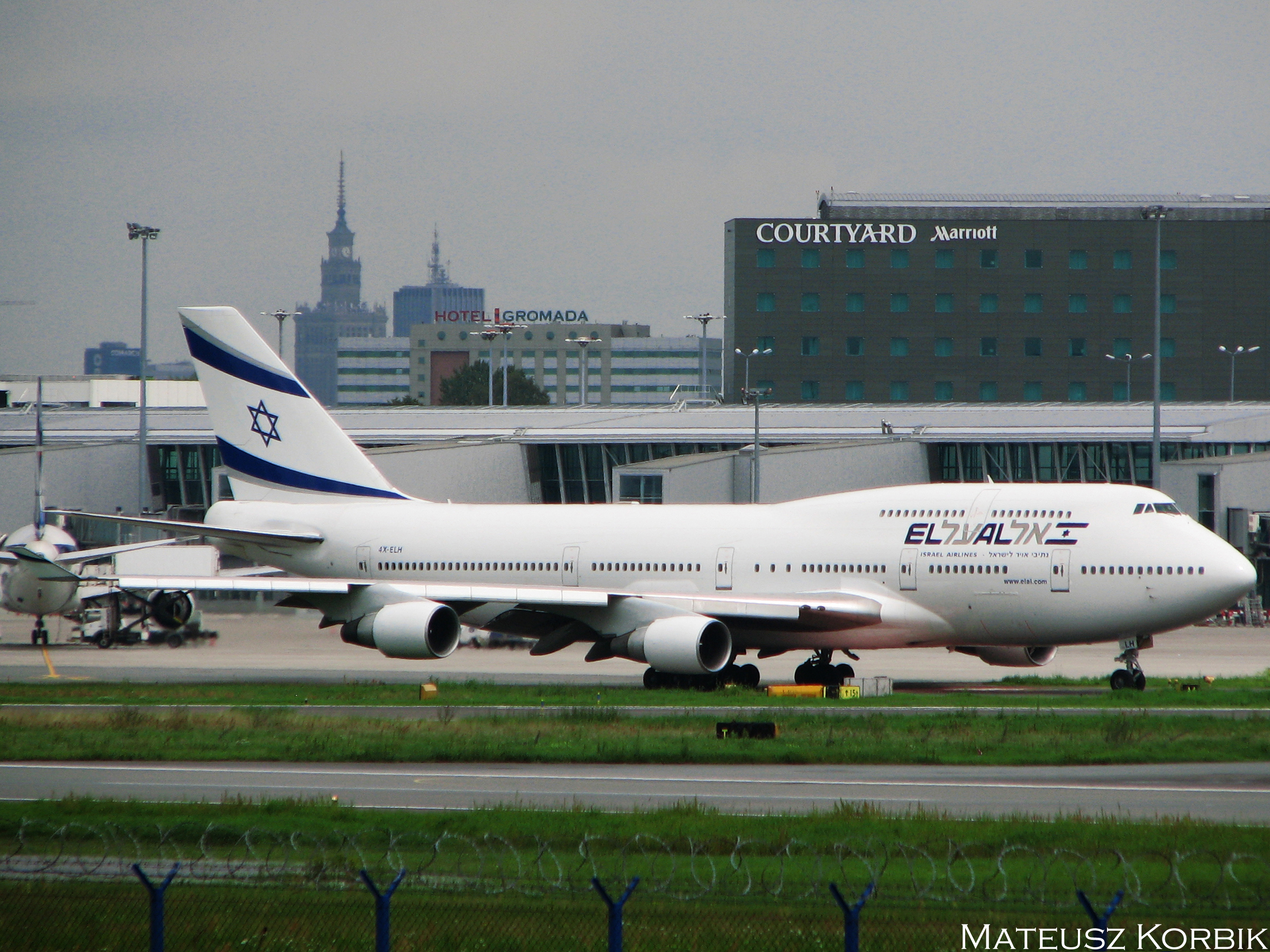
Boeing d'El Al à l'aéroport de Varsovie, 2011

### Liens avec Israël
La Pologne a été le premier pays du bloc communiste à reconnaître l'existence de l'État d'Israël en 1986 et à reprendre les relations diplomatiques en 1990, qui avaient commencé en 1949 et qui avaient été suspendues après la guerre des Six Jours. Les relations gouvernementales entre la Pologne et Israël se renforcent à la suite des visites mutuelles des présidents des deux États ou des ministres des Affaires étrangères.

### enfrançais
- Pawel Korzec, Juifs en Pologne - La question juive pendant l'entre deux guerres, Presse de Sciences Politiques, 1980
- Raul Hilberg, La Destruction des Juifs d'Europe, Fayard, 1988, 1012 pages (traduction de l'édition anglaise révisée de 1985)
- Daniel Tollet (d), Histoire des Juifs en Pologne du XVIe siècle à nos jours, PUF, 1992  (ISBN 978-2-13-044084-0)
- Martin Gilbert, Atlas de la Shoah, Éditions de l'Aube, 1992
- Henri Minczeles, Une histoire des Juifs de Pologne : Religion, culture, politique, La Découverte, 2006  (ISBN 978-2-7071-5688-4)
- Françoise Milewski (d), Un livre du souvenir. À la recherche d'une famille juive décimée en Pologne, La Découverte, 2008  (ISBN 978-2-7071-5424-8)
- Jan Grabowski (en), « Je le connais, c'est un Juif ! » : Varsovie 1939-1943 - Le chantage contre les Juifs, éditions Calmann-Lévy, 2008
- Daniel Tollet (d), Être juif en Pologne. Mille ans d'histoire. Du Moyen Âge à 1939, Éditions Albin Michel, 2010, collection « Présences du judaïsme »
- Jacek Rewerski (d), La Pologne et les Juifs, Sarrigné (49), Franco-Polo éditions, coll. « Les clés pour comprendre la Pologne », 2015
- Dossier « Juifs de Pologne, de l'âge d'or aux pogroms », dans L'Histoire, mars 2016
- Antony Polonsky (en) (trad. du polonais), Histoire des juifs en Pologne et Russie, Paris, Honoré Champion, coll. « Bibliothèque d'études juives », 2018, 796 p. (ISBN 978-2-7453-4826-5)
- Audrey Kichelewski (d), Les Survivants - Les Juifs de Pologne depuis la Shoah, Edition Belin, 2018, 444 pages
- Ewa Tartakowsky (d), « Le Juif à la pièce d'argent », site du Collège de France

### enanglais
- M. J. Rosman, The Lord's Jews: Magnate-Jewish Relations in the Polish-Lithuanian Commonwealth During the Eighteenth Century, Harvard University Press, 1990,  (ISBN 0-916458-18-0)
- William W. Hagen, Before the « Final Solution »: Toward a Comparative Analysis of Political Anti-Semitism in Interwar Germany and Poland, The Journal of Modern History, Vol. 68, No. 2 (Jun., 1996), 351–381.
- Iwo Cyprian Pogonowski, Jews in Poland. À Documentary History, Hippocrene Books, Inc., 1998,  (ISBN 0-7818-0604-6).
- David Vital, A People Apart: A Political History of the Jews in Europe 1789-1939, Oxford University Press, 2001.
- Antony Polonsky et Joanna B. Michlic, The Neighbors Respond: The Controversy over the Jedwabne Massacre in Poland, Princeton University Press, 2003  (ISBN 0-691-11306-8). (The introduction is online)
- Marek Jan Chodakiewicz, After the Holocaust, East European Monographs, 2003,  (ISBN 0880335114).
- Marek Jan Chodakiewicz, Between Nazis and Soviets: Occupation Politics in Poland, 1939–1947, Lexington Books, 2004,  (ISBN 0-7391-0484-5).
- Gershon David Hundert, Jews in Poland-Lithuania in the Eighteenth Century: A Genealogy of Modernity, University of California Press, 2004,  (ISBN 0-520-23844-3) Google Print
- Alvydas Nikzentaitis, Stefan Schreiner et Darius Staliunas (dir.), The Vanished World of Lithuanian Jews, Rodopi, 2004,  (ISBN 90-420-0850-4) Google print
- POLIN : 1000-Year History of Polish Jews, Barbara Kirshenblatt-Gimblett (ed.) et Antony Polonsky (ed.), 2017, 432 pages,  (ISBN 8393843456)  (édition  en polonais disponible en ligne)

### enpolonais
- August Grabski, Andrzej Rykała, Witold Sienkiewicz, Jacek Wijaczka, Marcin Wodziński, Hanna Zaremska, Andrzej Żbikowski, Jolanta Żyndul, Atlas historii Żydów polskich (Atlas d'histoire des Juifs polonais), Demart, 2009, 424 pages avec 166 cartes  (ISBN 978-83-7427-453-1)

### Cartes
- La révolte cosaque et ses conséquences en Pologne,
- Les communautés juives en Pologne et en Lituanie pendant le conseil des quatre pays,
- Carte de répartition du hassidisme,
- Localisation des révoltes juives contre les nazis en Pologne

### Histoire des Juifs polonais
- Beyond the Pale: Une histoire des Juifs de Russie (en). Voir en particulier Juifs de Lituanie et de Pologne
- L'histoire des Juifs de Pologne avant 1794 de Mike Rose (en) et pour la période postérieure à 1794
- Voyage virtuel historique de la Pologne juive (en)
- Shtetl virtuel du musée POLIN
- Les débuts de la communauté juive polonaise (en) d’après l’encyclopédie : Medieval Jewish Civilization
- Juifs de Pologne d’après LNT Travel company.
- Le judaïsme dans la région baltique : Vilnius centre spirituel de l’Europe de l’Est (en)
- Jews in Poland: Past, Present and Future Exposition éducative(en polonais)
- Sites historiques juifs de Varsovie
- Kazimierz in Kraków - Histoire et festivals juifs
- Présence juive dans l’histoire de Gliwice
- Relation Juifs/Polonais à l’ambassade de Pologne à Washington
- Faits et mythes : sur le rôle des Juifs pendant la période stalinienne
- Une coexistence compliquée : les relations Juifs-polonais à travers les siècles, Joanna Rohozinska, Central Europe Review, 28 janvier 2000
- (en) Joseph Marcus, Social and Political History of the Jews in Poland, 1919-1939 (ISBN 9027932395, lire en ligne [PDF])
- *Liste des ghettos juifs en Pologne
- Les cimetières et les synagogues juives dans la Pologne d'aujourd'hui

### LaSeconde Guerre mondialeet laShoah
- (en) Le soulèvement du ghetto de Varsovie
  - (en) Non-Jewish Polish Victims of the Holocaust
  - (en) Bibliographie des relations des Juifs et des Polonais pendant la guerre
- (en) Chronologie des mesures anti-juives durant la Seconde Guerre mondiale en Pologne
- Encyclopédie de la Shoah
- (fr) le site « Un livre du souvenir » complément du livre de Françoise Milewski (cf. supra)

### Vie et organisation des Juifs polonais aujourd’hui
- (pl + en) site de l'Institut historique juif de Pologne.
- (pl + en) Fondation pour la préservation de l’héritage juif en Pologne
- (pl + en + de) Fondation Judaica
- (pl + en) L’association des « Enfants de l’Holocauste » en Pologne